# Parc national Nahuel Huapi
Le parc national Nahuel Huapi (en espagnol : Parque Nacional Nahuel Huapi) est un parc national situé en Patagonie en Argentine. Il s'étend sur 717 261 hectares répartis entre les provinces de Neuquén et de Río Negro.
Son nom tire son origine chez les Amérindiens Mapuches que l'on peut traduire par « île Tigre ». Il s'agit ou d'une  allusion au jaguar (Panthera onca), animal totem parmi le peuple Mapuches, ou bien d'une évocation de la loutre du Chili (Lontra provocax) surnommée « tigre d'eau » (tigre del agua en espagnol).
Le parc fait partie avec les parcs nationaux Lanín, Los Arrayanes, Lago Puelo et Los Alerces de la réserve de biosphère Andino Norpatagonica reconnue par l'Unesco en 2007.

## Histoire
Le territoire du premier parc national argentin, le parc national du Sud (Parque Nacional del Sur), créé en 1922, provenait de trois legs à l'État de 7 500 hectares effectués en 1903 par Francisco Pascasio Moreno. Ce territoire fut agrandi en 1934, donnant ainsi naissance au parc national Nahuel Huapi.

## Géographie

Carte du parc national Nahuel Huapi.

De nombreux lacs sont présents dans le parc, notamment le lac Nahuel Huapi, sur les rives duquel s'étend la ville de San Carlos de Bariloche, le lac Mascardi, le lac Gutiérrez, le lac Traful, le lac Escondido et le lac Guillelmo. La région est connue comme étant le district argentin des lacs. Le grand lac Nahuel Huapi contient plusieurs îles et notamment l'île Huemul, qui aurait hébergé dans les années 1949-1952 le Projet Huemul, programme argentin secret de recherche sur la fusion nucléaire.
La péninsule Quetrihué au nord du lac, constitue un mini-parc national séparé, à savoir le parc national Los Arrayanes.
Situé à l'intérieur du parc, le Cerro Catedral est un pic haut de 2 388 mètres où se trouve une importante station de ski éponyme créée en 1936. Le Tronador, volcan situé à la frontière chilienne, est le plus haut sommet du parc avec ses 3 491 mètres de hauteur.

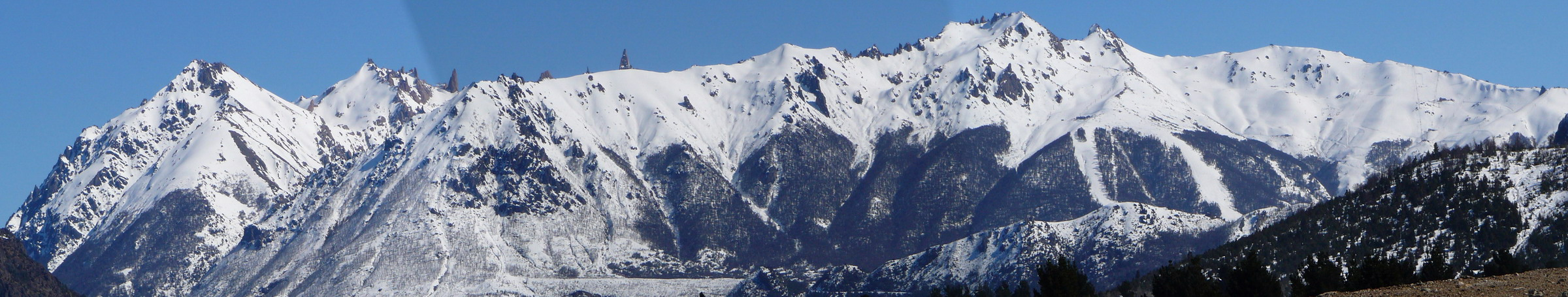
Vue du Cerro Catedral depuis la ville de Bariloche.

Le large émissaire du lac Nahuel Huapi, est le río Limay dont le débit moyen à sa sortie du lac est plus ou moins 300 mètres cubes par seconde.
Il faut souligner que le parc national Lanín est directement voisin, au nord du parc Nahuel Huapi.

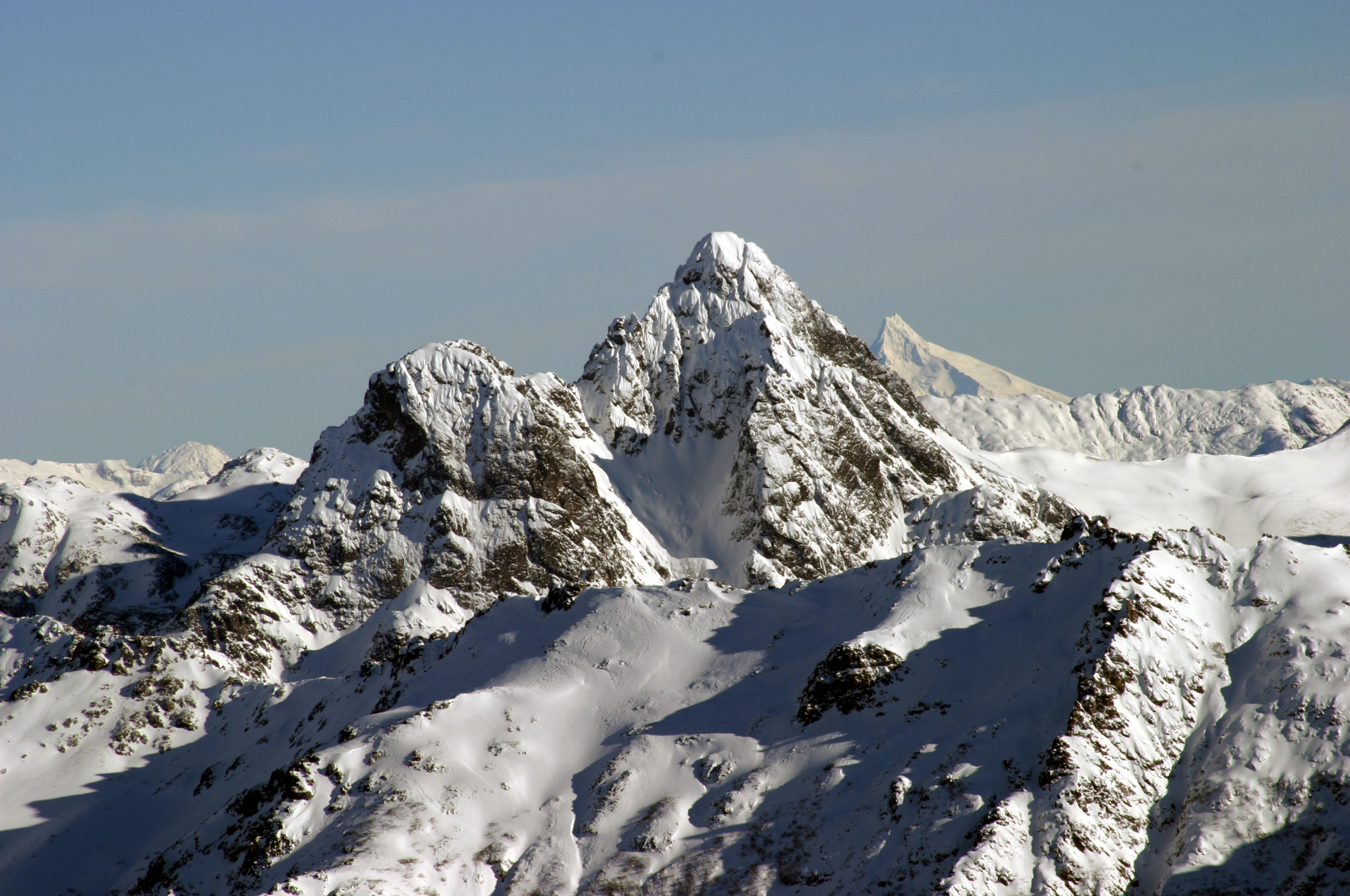
Sommet du Cerro Catedral (2 388 mètres)
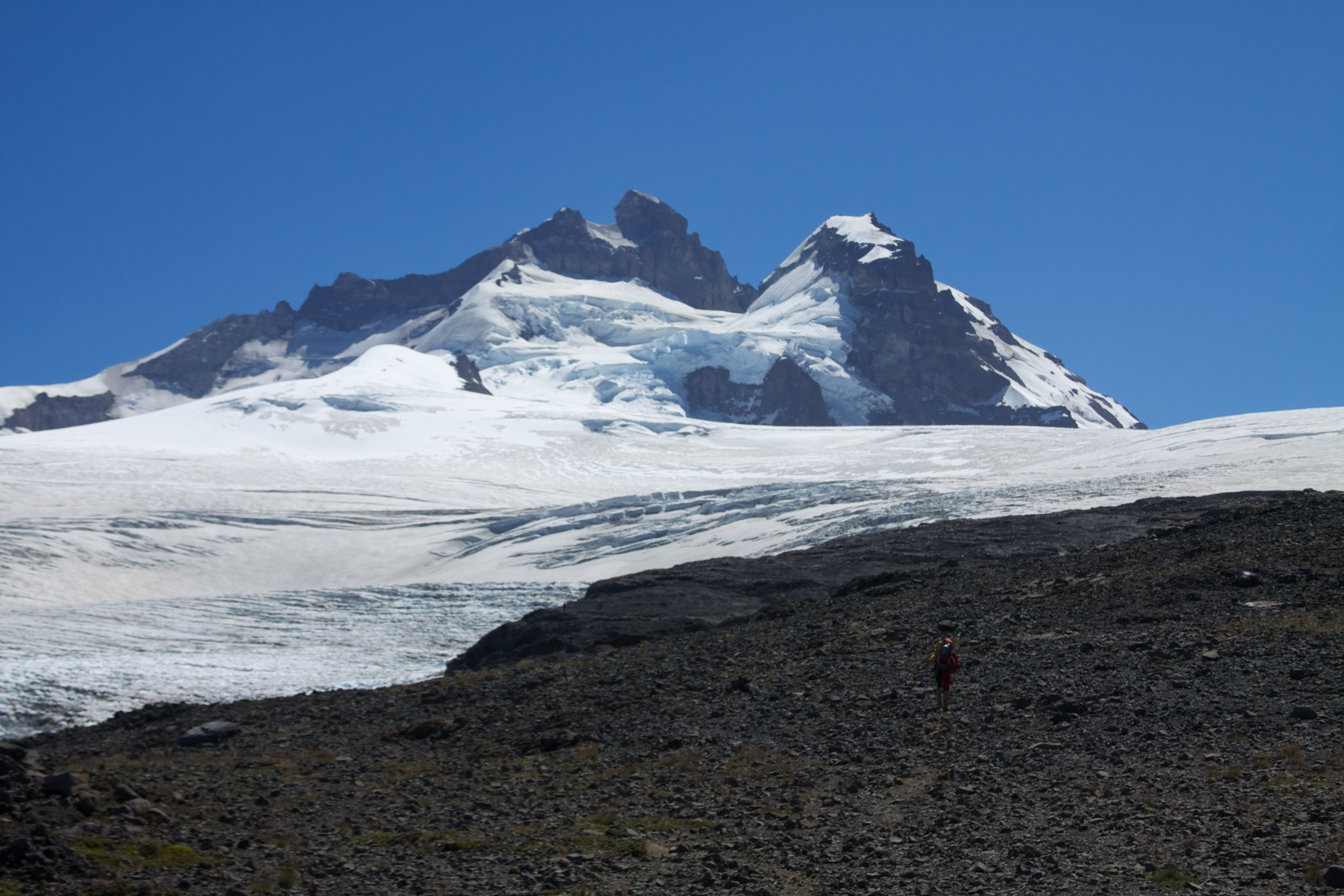
Le Tronador, volcan situé à la frontière chilienne, est le plus haut sommet du parc avec ses 3 491 mètres de hauteur.

## Patrimoine mondial
Le parc national Nahuel Huapi, ainsi que les parcs nationaux de Lanín, et de Los Glaciares, ont été déclarés patrimoine mondial naturel par l'UNESCO en 1981.

## Réserve de biosphère Andino Norpatagonique
Le parc national Nahuel Huapi fait partie, avec les parcs nationaux Lanín, Los Arrayanes, Lago Puelo et Los Alerces, de la réserve de biosphère Andino Norpatagonica reconnue par l'Unesco en 2007.
Au total cette vaste réserve a une superficie de 2 266 942 hectares, soit 22 669 km2. Elle comprend les aires de cinq parcs nationaux, de dix réserves, parcs ou aires protégées de juridiction provinciale, et des terrains municipaux des localités d' Esquel, Trevelín, Cholila, Lago Puelo, El Hoyo, Epuyén, El Maitén et Leleque de la province de Chubut ; de Villa Mascardi, El Bolsón et Bariloche, El Manso, Mallín Ahogado et El Foyel de la province de Río Negro ; et d'Aluminé, Junín de los Andes, San Martín de los Andes, Villa Traful et Villa La Angostura de la province de Neuquén.
Superficies approximatives de chacune de ces aires : 
- Parc national Nahuel Huapi (Neuquén y Río Negro) 750 000 ha
- Parc national Lanín (Neuquén) 412 000 ha
- Parc national Los Arrayanes (Neuquén) 1 753 ha
- Parc national Lago Puelo (Chubut) 27 674 ha
- Parc national Los Alerces (Chubut) 263 000 ha
- Paysage protégé Río Limay (Río Negro) 17 690 ha
- Área natural protegida Cipresal de las Guaitecas (Río Negro) 150 ha
- Área natural protegida Río Azul - Lago Escondido (Río Negro) 80 000 ha
- Reserva provincial Arroyo Motoco (Chubut) 7 040 ha
- Parque provincial Cerro Pirque (Chubut) 770 ha
- Parque y reserva provincial Río Turbio (Chubut) 82 134 ha
- Réserve forestière Cerro Currumahuida (Chubut) 3 250 ha
- Réserve forestière Lago Epuyén (Chubut) 20 000 ha
- Área natural protegida Lago Baguilt (Chubut) 1 500 ha
- Reserva Baguilt, Río Hielo y Lago Huemul (Chubut) 32 400 ha

## Climat

### San Carlos de Bariloche
Bariloche est située à quelque 900 mètres d'altitude. Les Andes du Sud humides commencent quelque 500 km au nord et s'étendent jusqu'à la Terre de Feu. Les Andes du Sud, à la différence des Andes du nord sont traversées par des vallées orientées est-ouest et sont suffisamment basses pour permettre aux vents humides du Pacifique de décharger les précipitations du côté argentin, surtout sous forme de neige ou pluie hivernale.
La température moyenne, liée à l'altitude, y est plutôt fraiche, quoique les 8,4 °C de moyenne annuelle, se comparent assez favorablement à la température moyenne de Munich en Allemagne, par exemple (7,8 °C). 
Quant aux heures d'ensoleillement, Bariloche (2 668,6 h) talonne Marseille (2 857 h) et Nice (2 724 h) et dépasse de loin Bordeaux (2 035 h) et surtout Paris (1 662 h à Montsouris). C'est avant tout en été que l'ensoleillement est maximal, puisque les précipitations sont minimales en cette saison. C'est pourquoi on peut définir le climat de la ville (et de l'ensemble des parties basses du parc) de climat méditerranéen frais.
| Mois                     | jan.  | fév.  | mars  | avril | mai   | juin  | jui.  | août | sep. | oct.  | nov. | déc.  | année   |
| ------------------------ | ----- | ----- | ----- | ----- | ----- | ----- | ----- | ---- | ---- | ----- | ---- | ----- | ------- |
| Température moyenne (°C) | 14,4  | 14,2  | 11,8  | 8,7   | 5,7   | 3,7   | 3     | 3,6  | 5,4  | 8,2   | 10,2 | 12,2  | 8,4     |
| Ensoleillement (h)       | 347,2 | 277,2 | 251,1 | 186   | 136,4 | 111   | 117,8 | 155  | 192  | 251,1 | 309  | 334,8 | 2 668,6 |
| Précipitations (mm)      | 31,2  | 29,3  | 61,7  | 82,2  | 173,4 | 200,8 | 167,8 | 129  | 83,1 | 43    | 51,9 | 43,1  | 1 096,5 |

Sur l'histogramme ci-dessus, on voit bien que les précipitations se font avant tout en hiver (pluies et neiges) et sont par contre minimales en été (janvier et février surtout).

### Cerro Catedral
| Mois                              | jan.  | fév.  | mars  | avril | mai   | juin | jui. | août  | sep. | oct. | nov. | déc.  | année   |
| --------------------------------- | ----- | ----- | ----- | ----- | ----- | ---- | ---- | ----- | ---- | ---- | ---- | ----- | ------- |
| Température minimale moyenne (°C) | 3,2   | 3     | 1,9   | −0,1  | −1,8  | −4,6 | −5   | −5,1  | −4,7 | −1,8 | 0,2  | 2     | −1,1    |
| Température moyenne (°C)          | 7,5   | 7,2   | 5,7   | 3     | 0,8   | −2,4 | −2,7 | −2,9  | −2,3 | 1    | 3,7  | 6     | 2,1     |
| Température maximale moyenne (°C) | 12,8  | 11,9  | 10,6  | 6,9   | 3,7   | −0,2 | −0,5 | −0,7  | 0,6  | 5,2  | 8,5  | 11    | 5,8     |
| Ensoleillement (h)                | 294,5 | 254,3 | 229,4 | 171   | 130,2 | 90   | 86,8 | 102,3 | 156  | 217  | 237  | 291,4 | 2 259,9 |
| Précipitations (mm)               | 59    | 53    | 54    | 100   | 196   | 206  | 222  | 264   | 104  | 79   | 52   | 78    | 1 467   |

On constate que sur ce groupe de montagnes, les précipitations se font avant tout en hiver (neiges abondantes de mai à août), et sont par contre beaucoup plus faibles en été. C'est un régime de précipitations idéal pour les amateurs de ski et autres sports d'hiver.

### Villa La Angostura
| Mois                              | jan. | fév. | mars | avril | mai | juin | jui. | août | sep. | oct. | nov. | déc. | année   |
| --------------------------------- | ---- | ---- | ---- | ----- | --- | ---- | ---- | ---- | ---- | ---- | ---- | ---- | ------- |
| Température minimale moyenne (°C) | 5,9  | 4,6  | 3,6  | 2,4   | 1,3 | −0,8 | −1,2 | −1,1 | −0,4 | 1,1  | 2,5  | 5    | 1,9     |
| Température moyenne (°C)          | 14,6 | 14   | 11,8 | 8,9   | 6   | 4,1  | 3,1  | 3,5  | 5,2  | 7,9  | 10,5 | 13   | 8,6     |
| Température maximale moyenne (°C) | 22,3 | 21,4 | 19   | 13,9  | 8,9 | 5,9  | 6,4  | 8,2  | 11,1 | 15   | 18,2 | 22,2 | 14,4    |
| Précipitations (mm)               | 81,7 | 82,3 | 80   | 168   | 434 | 297  | 263  | 213  | 172  | 121  | 91,1 | 81,1 | 2 084,2 |

### Villa Traful
| Mois                     | jan. | fév. | mars | avril | mai | juin | jui. | août | sep. | oct. | nov. | déc. | année |
| ------------------------ | ---- | ---- | ---- | ----- | --- | ---- | ---- | ---- | ---- | ---- | ---- | ---- | ----- |
| Température moyenne (°C) | 14,4 | 14,1 | 11,8 | 8,3   | 5,7 | 3,3  | 2,6  | 3,2  | 4,9  | 7,7  | 10,6 | 13,3 | 8,3   |
| Précipitations (mm)      | 31   | 39   | 67   | 85    | 103 | 131  | 195  | 157  | 96   | 58   | 54   | 48   | 1 064 |

## Flore et faune
Le parc possède une flore et une faune bien différenciés selon le type de biome : le biome alto-andin, celui de la forêt humide et celui de la steppe patagonienne.

### Flore
De ce fait on observe une grande variété d'arbres, principalement conifères et nothofagaceae : pin du Chili (ou araucaria), arrayán (Luma apiculata), lahuán (Fitzroya) ou cyprès de Patagonie, lipaín (Austrocedrus chilensis) ou cyprès de la cordillère, maitén (Maytenus boaria), et les nothofagus comme le lenga (Nothofagus pumilio), le raulí (Nothofagus alpina), le coihue (Nothofagus dombeyi), le ñire (Nothofagus antarctica) et aussi le cyprès de las Guaitecas (Pilgerodendron uviferum).
On y trouve aussi des arbustes comme la nalca (Gunnera tinctoria), le notro (Embothrium coccineum) et des plantes florales comme l'amancay ou lys des Incas (Alstroemeria auriantaca) et également l'oxalis du Chili (Oxalis adenophylla) ou le neneo (Mulinum spinosum).

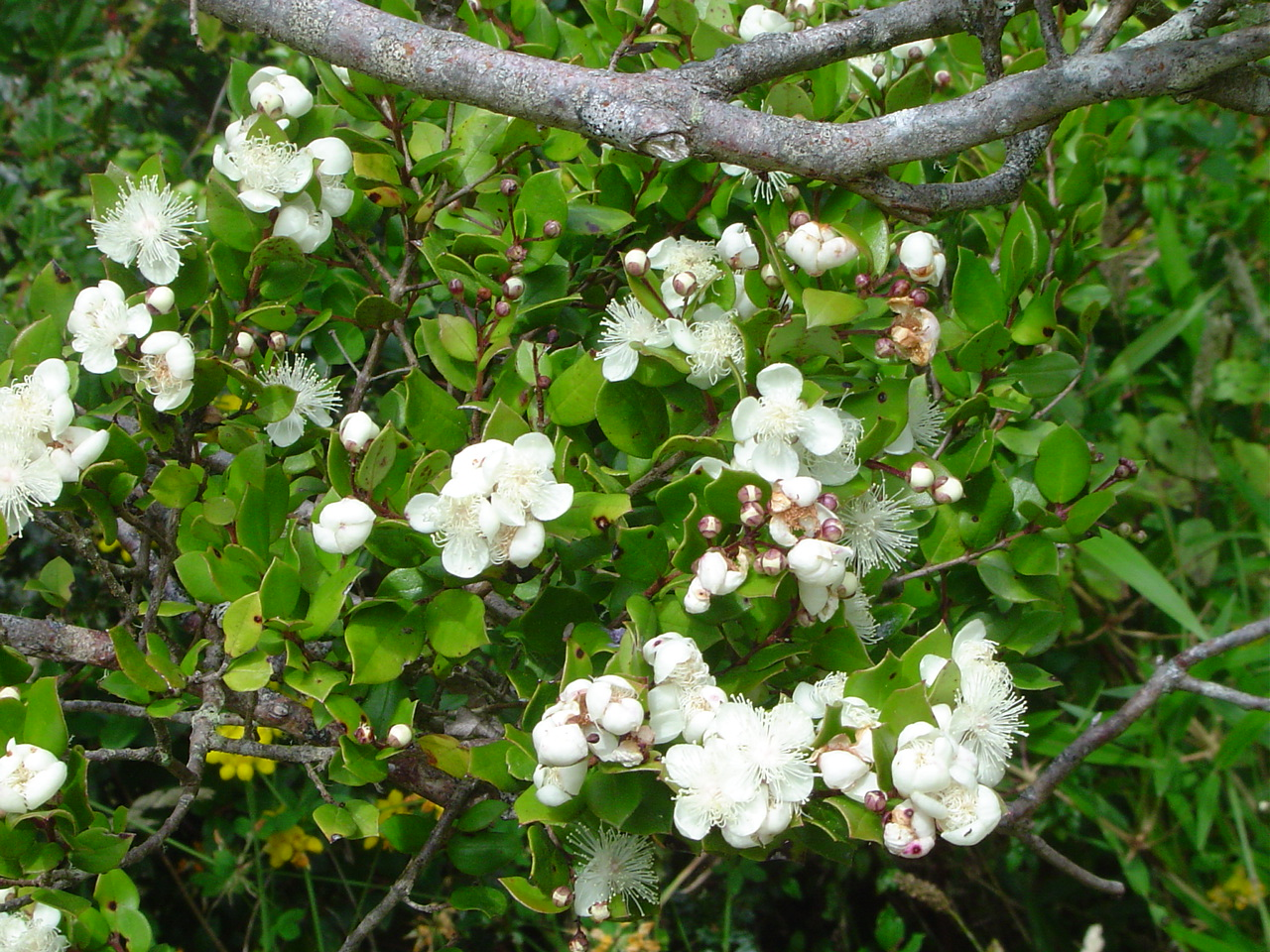
Fleurs d'Arrayán.
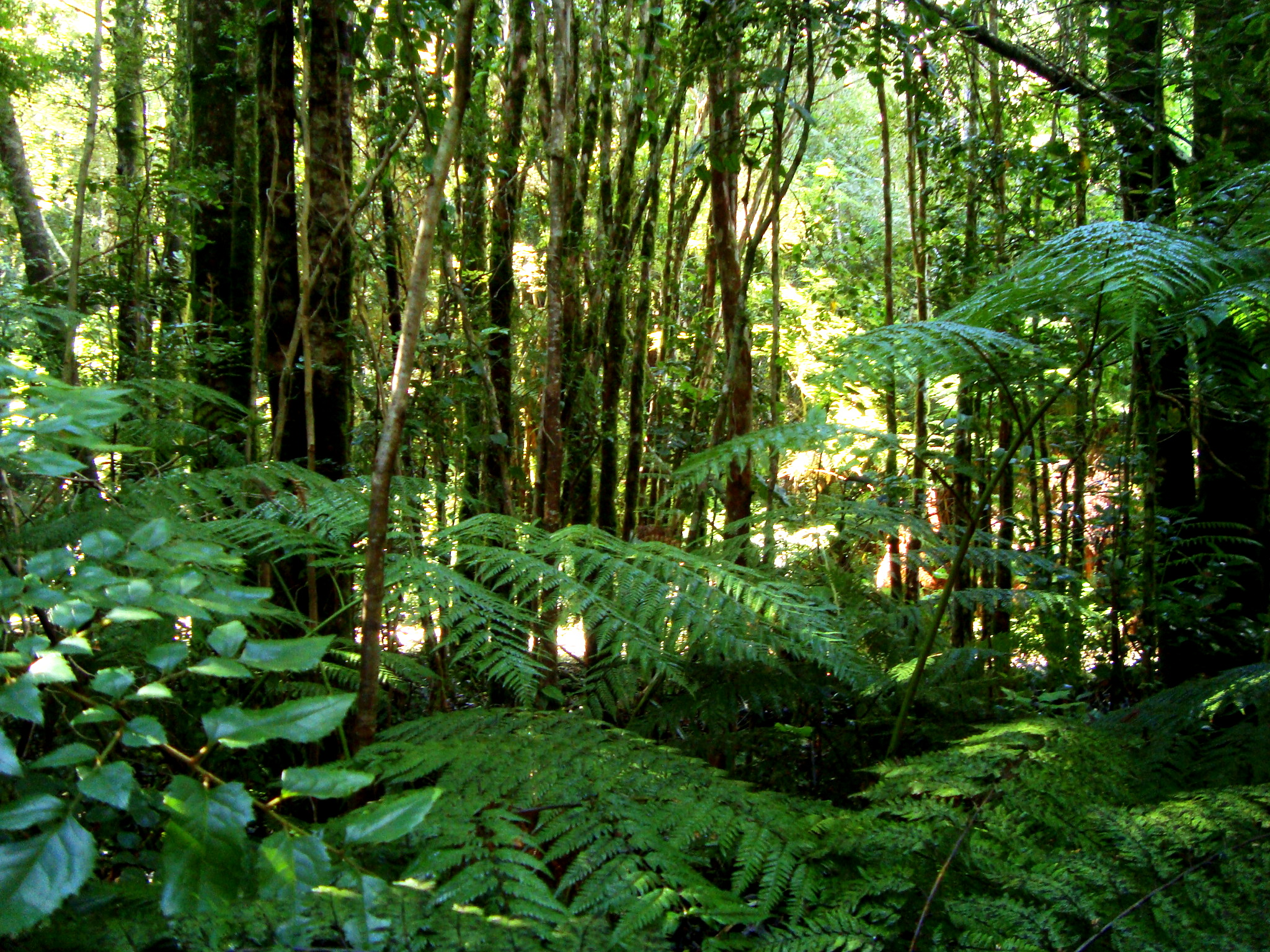
Sous-bois de l'écorégion de la forêt valdivienne.
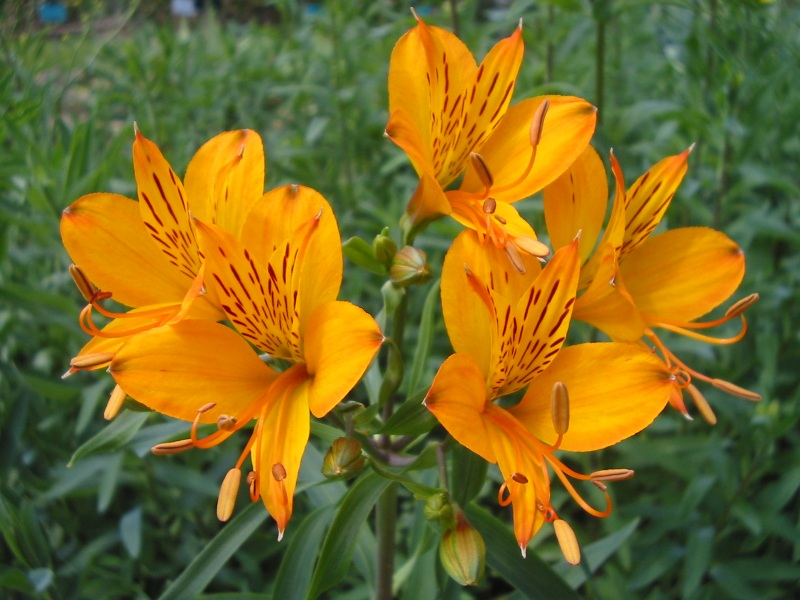
Amancay ou Lys des Incas.

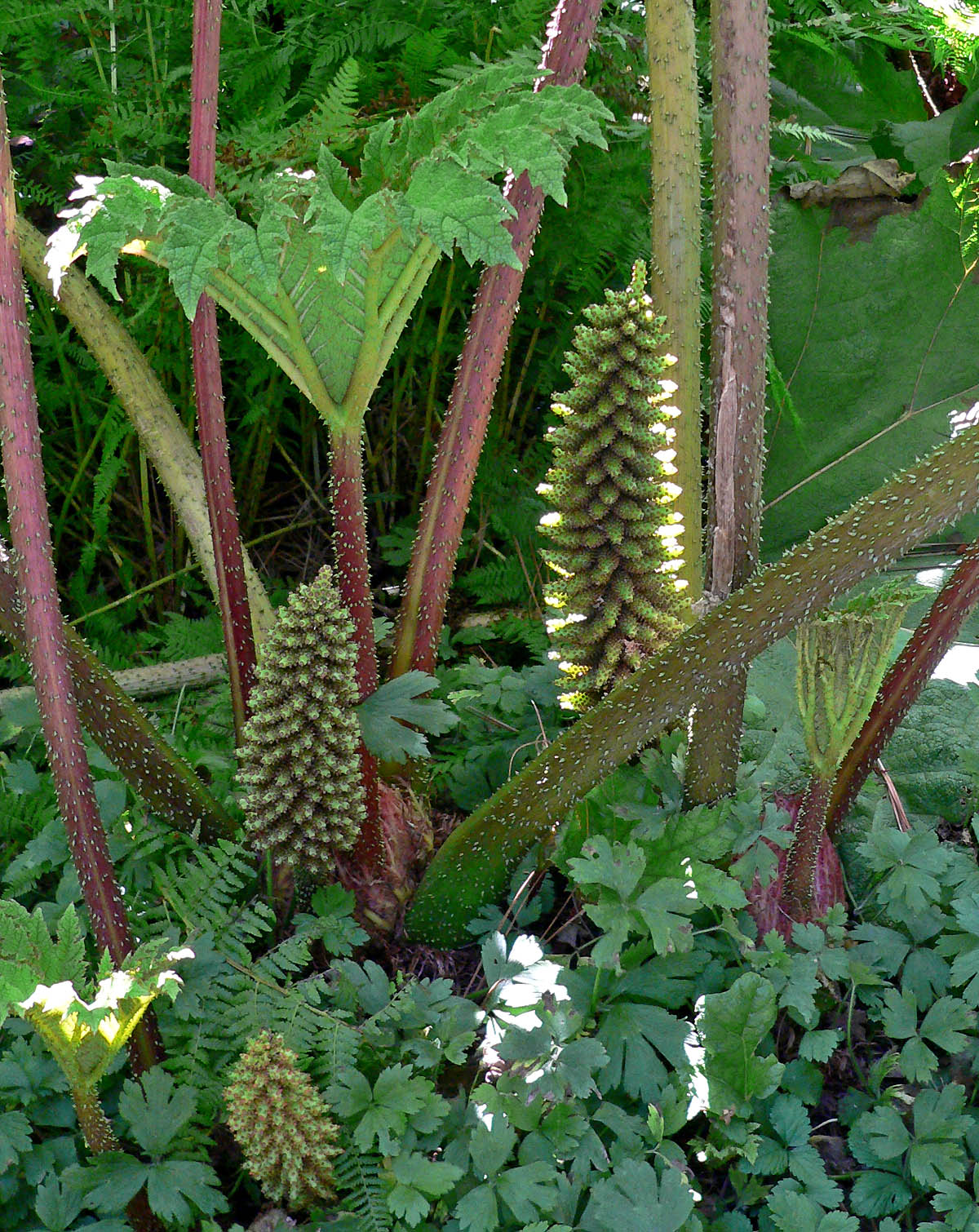
Fleurs et feuilles de nalca (Gunnera tinctoria). Les feuilles sont comestibles.
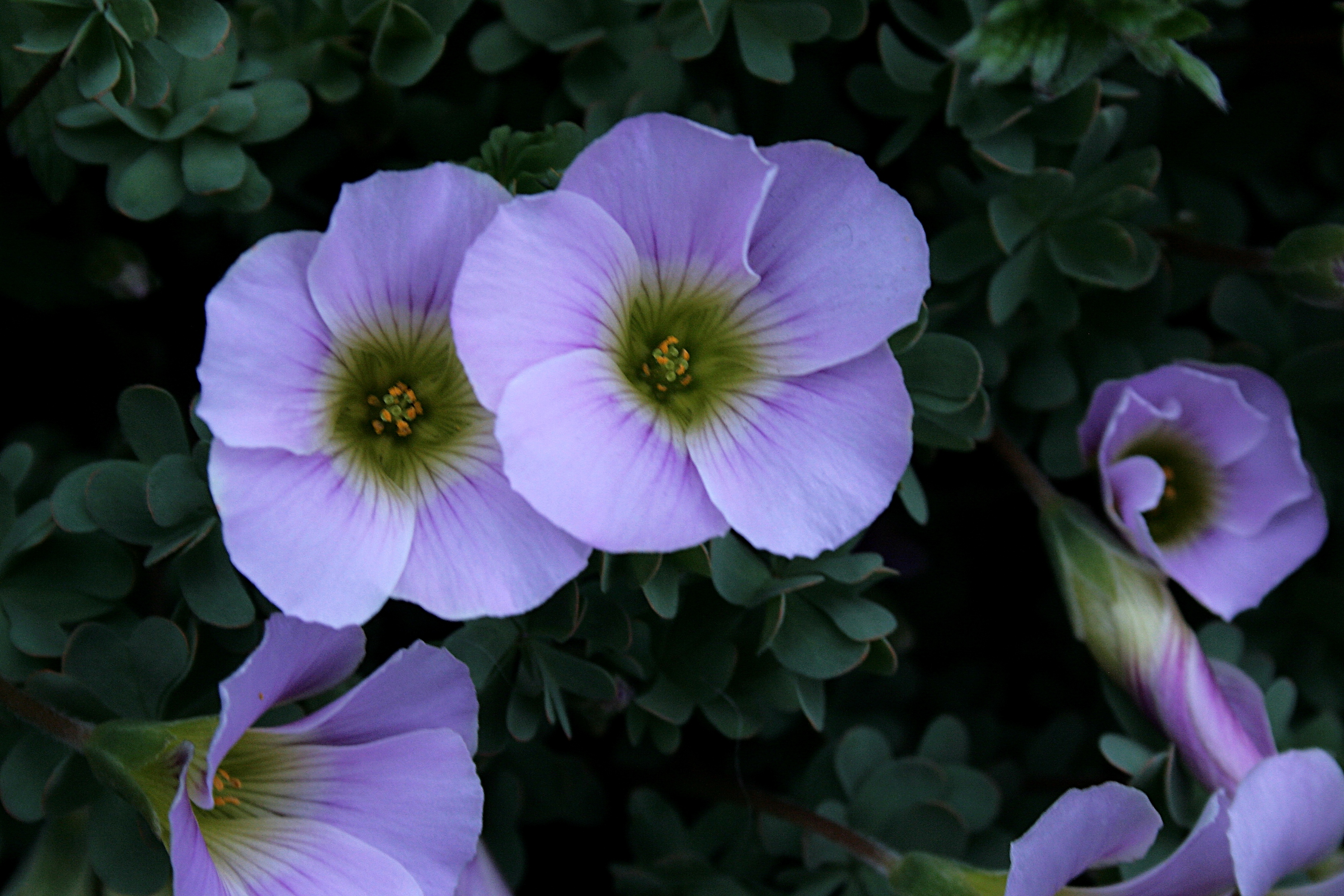
Oxalis du Chili (Oxalis adenophylla)
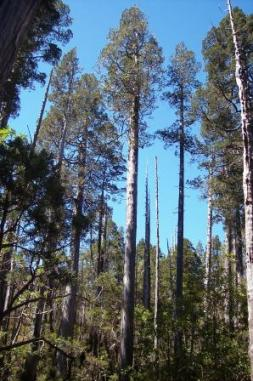
L'Alerce (Fitzroya cupressoides), un des composants essentiels de la forêt valdivienne est une espèce de conifères qui peut vivre plusieurs milliers d'années.

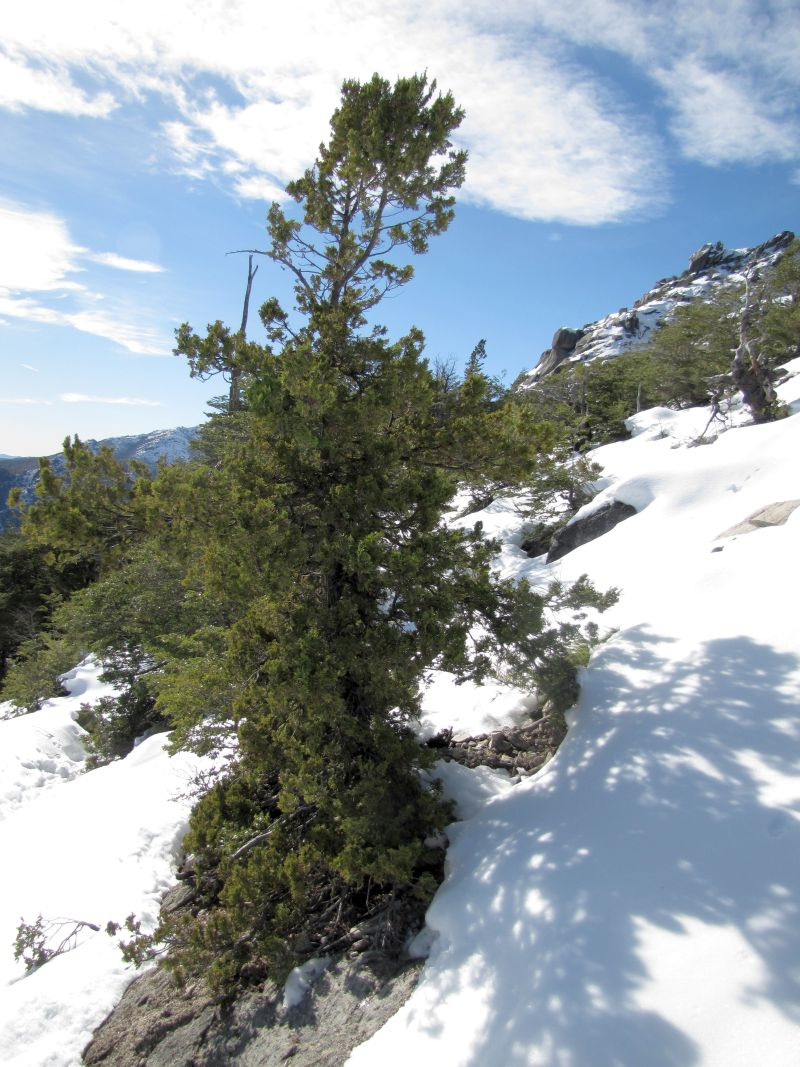
Lipaín ou cyprès de la cordillère sur un versant enneigé (Austrocedrus chilensis).
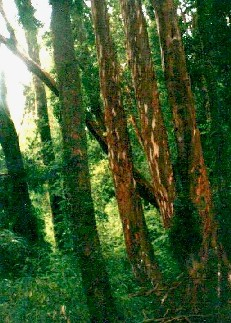
Forêt d'arrayans (Luma apiculata)
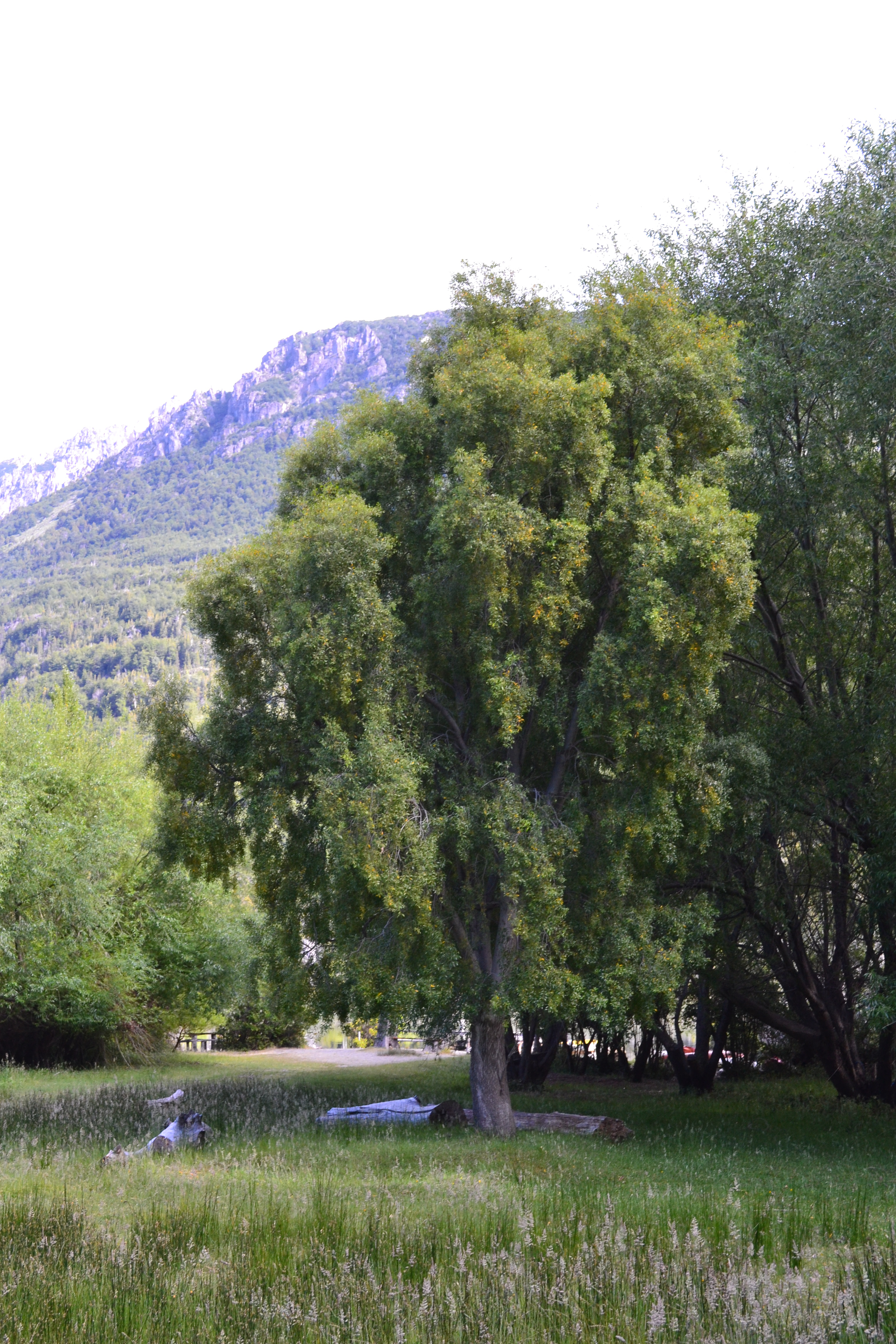
Maitén (Maytenus boaria)

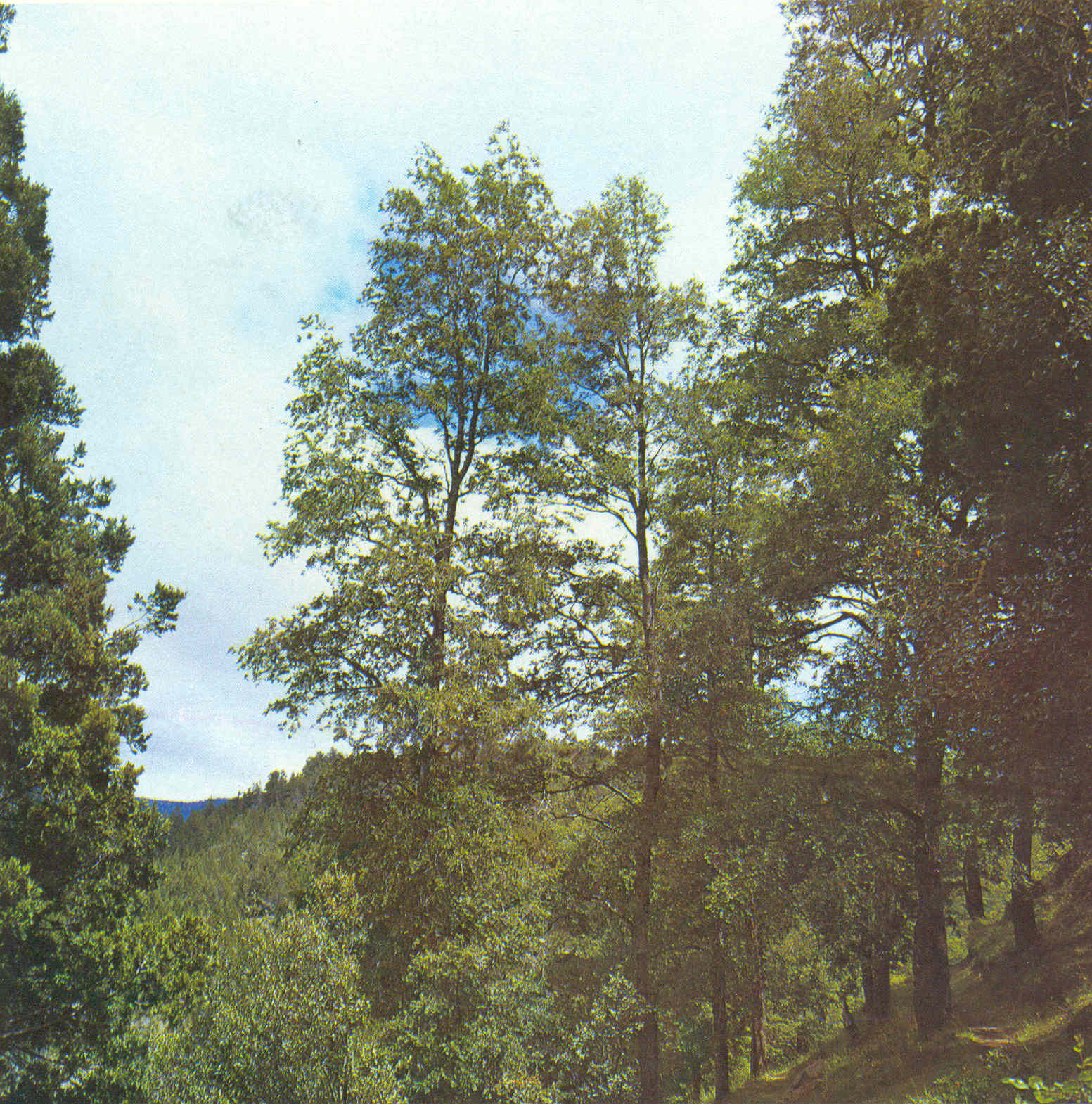
Raulí (Nothofagus alpina)
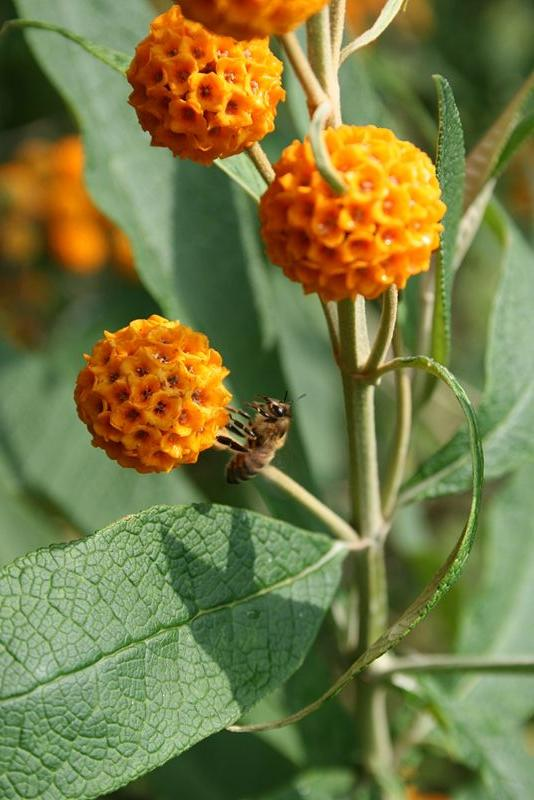
Fleur de Buddleja globosa
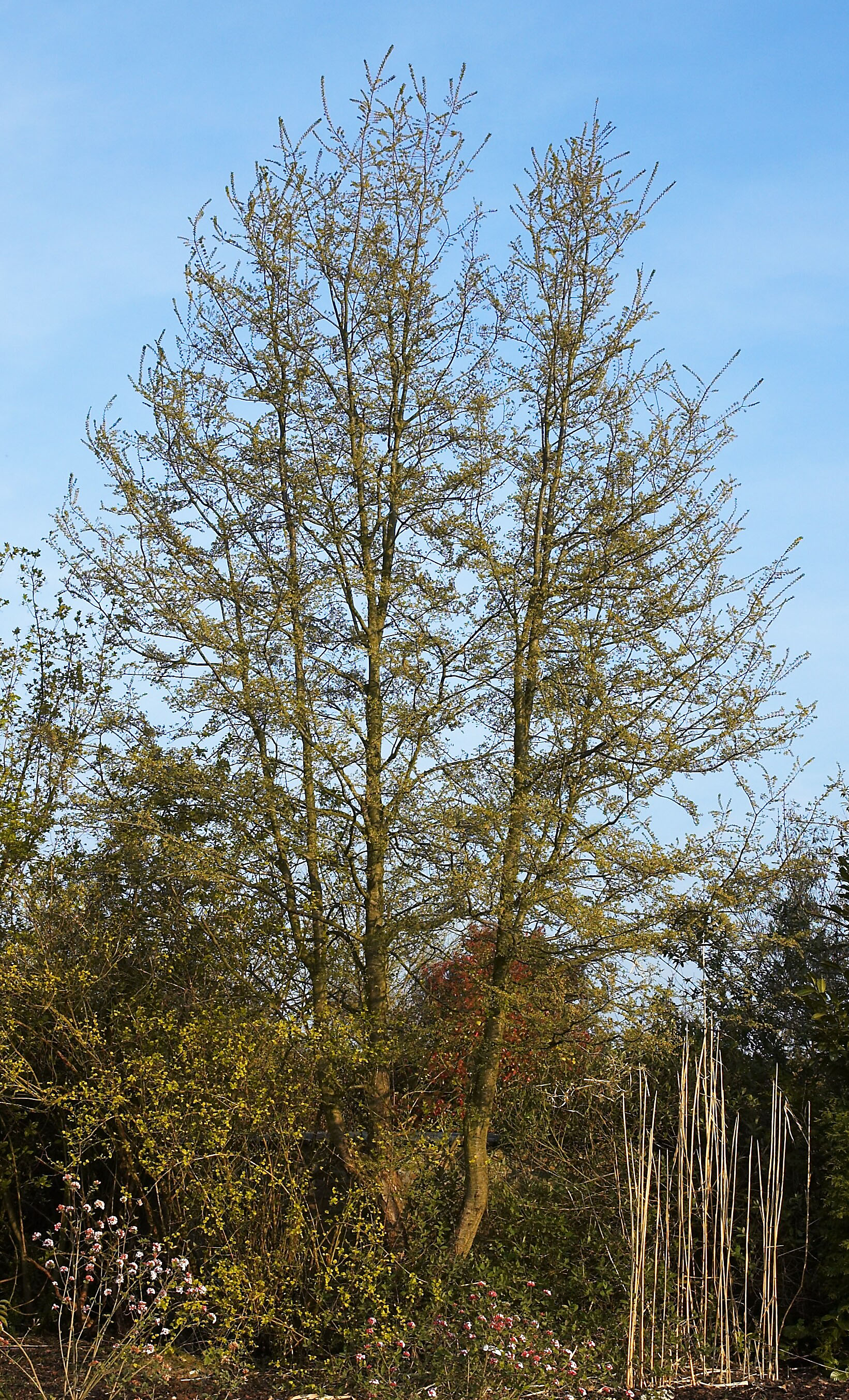
Le ñire (Nothofagus antarctica)

Autres végétaux autochtones observables dans la forêt valdivienne : l'arrayán del Sur (Luma apiculata), la canne colihue (Chusquea culeou), la digitale (Digitalis purpurea), le radal, les photinias, les fuchsias, les mutisias.

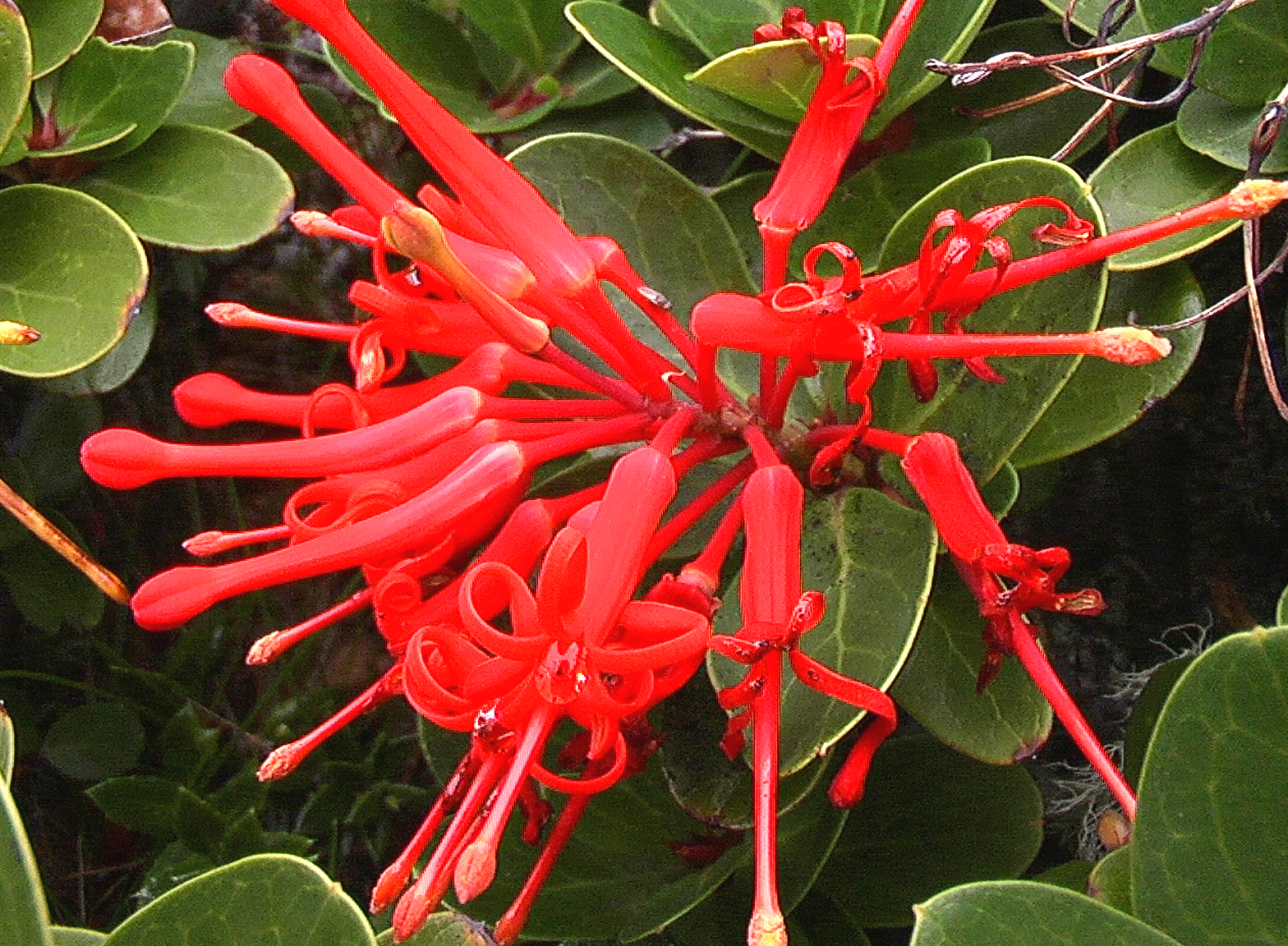
Fleur de Notro (Embothrium coccineum). C'est un arbre assez petit qui atteint de 4 à 15 mètres de hauteur. Parfois il atteint 50 cm de circonférence.
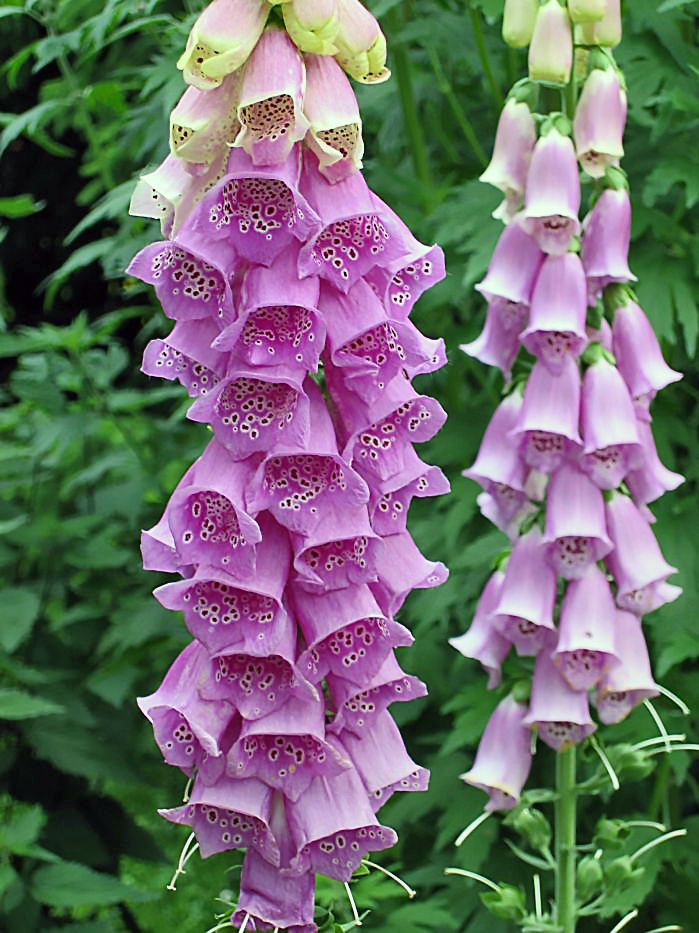
Digitalis purpurea en fleur.
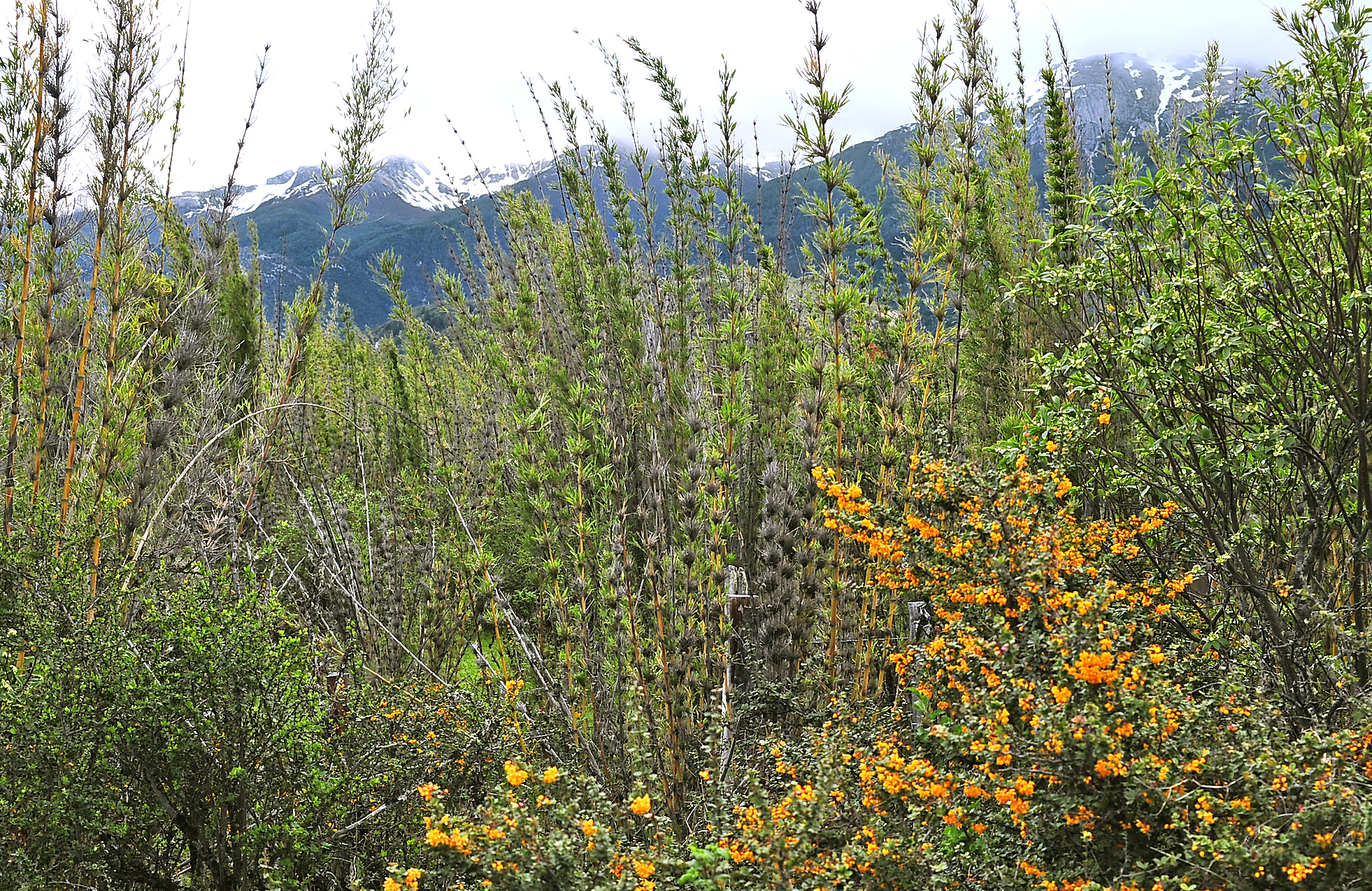
Sous-bois de canne colihue (Chusquea culeou)

### Faune

#### Mammifères
Il existe de nombreux mammifères propres à la région patagonienne, comme le cerf huemul ou hippocamelus bisulcus. Durant l'été ce véritable symbole de la faune locale habite dans les zones élevées au nord du lac Nahuel Huapi, s'y alimentant dans les pâturages d'altitude , en hiver il descend dans les vallées y cherchant sa nourriture. Dans le parc, on trouve aussi le pudú, le cervidé le plus petit du monde, l'adulte atteignant à peine 10 kg pour une taille de quelque 40 cm. Dans la région des forêts denses andino-patagoniques, le pudú occupe la zone de végétation la plus dense où il peut se réfugier et se déplacer avec facilité grâce à sa petite taille. Des essais de reproduction en captivité du pudú ont été réalisés, qui montrent que l'espèce possède un bon degré d'adaptabilité.

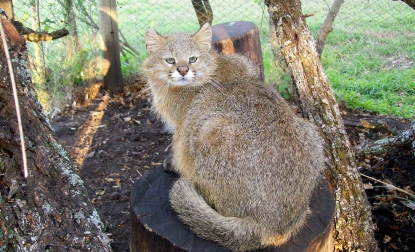
Le Chat des Pampas ou colocolo (Leopardus colocolo).
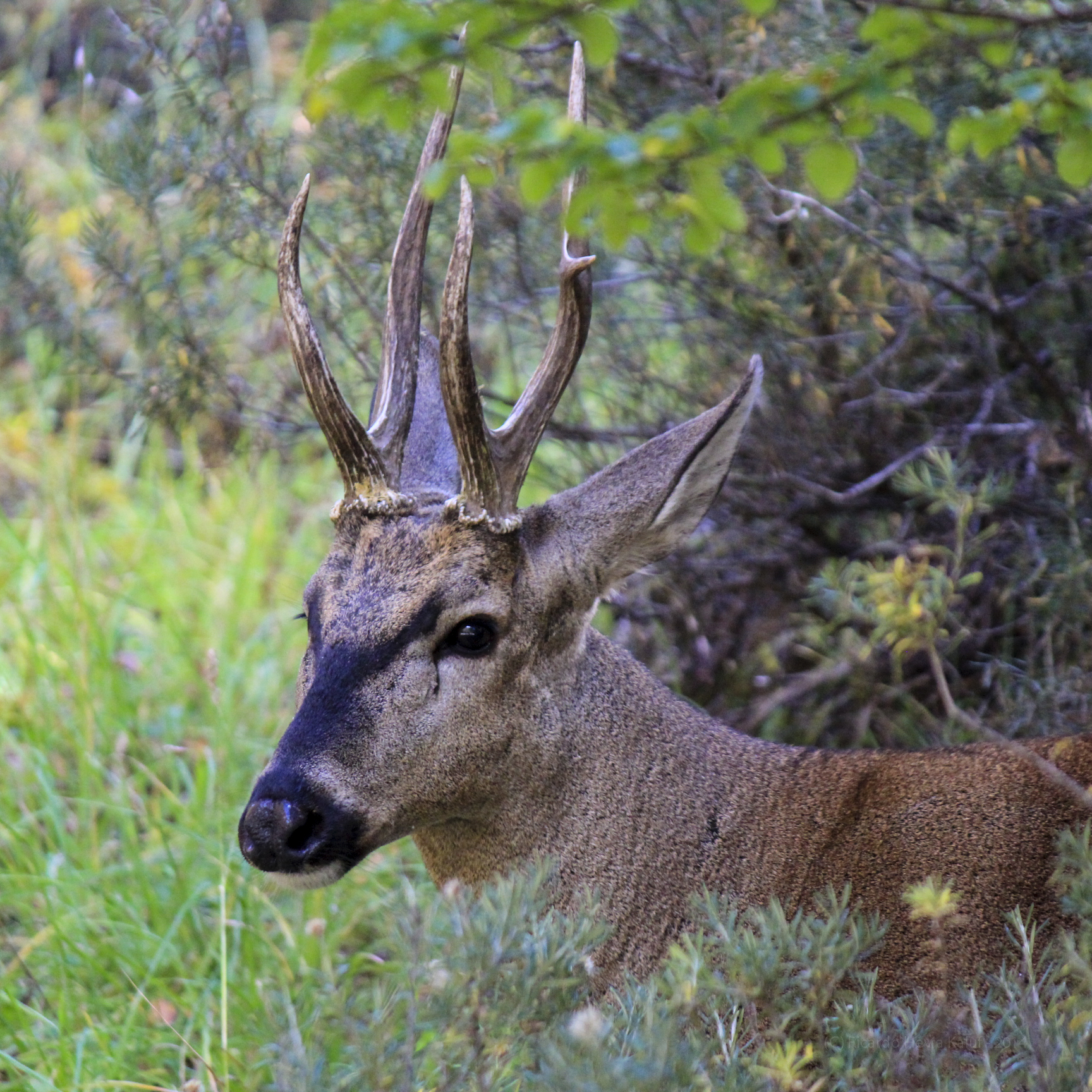
Tête de huemul mâle (Hippocamelus bisulcus).
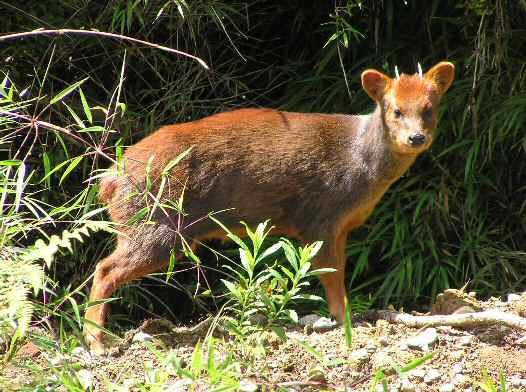
Un pudu (pudu puda) mâle

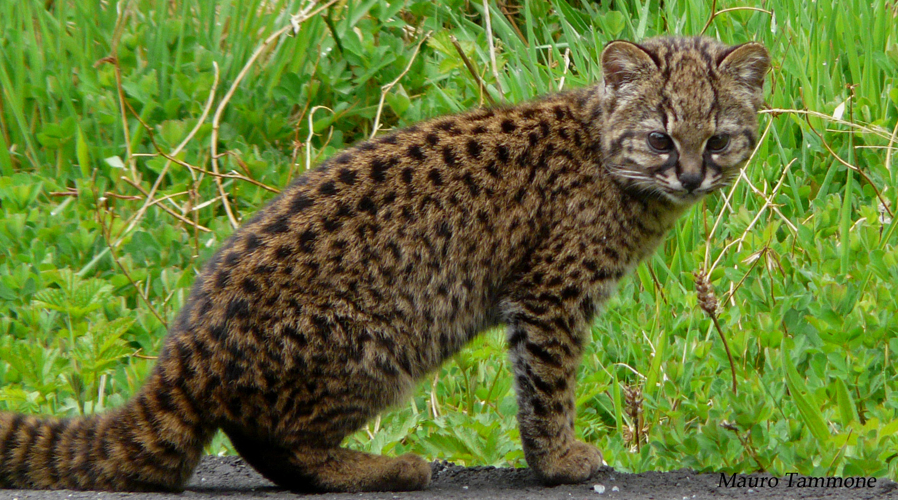
Guigna ou Kodkod ou Chat du Chili (Leopardus guigna)
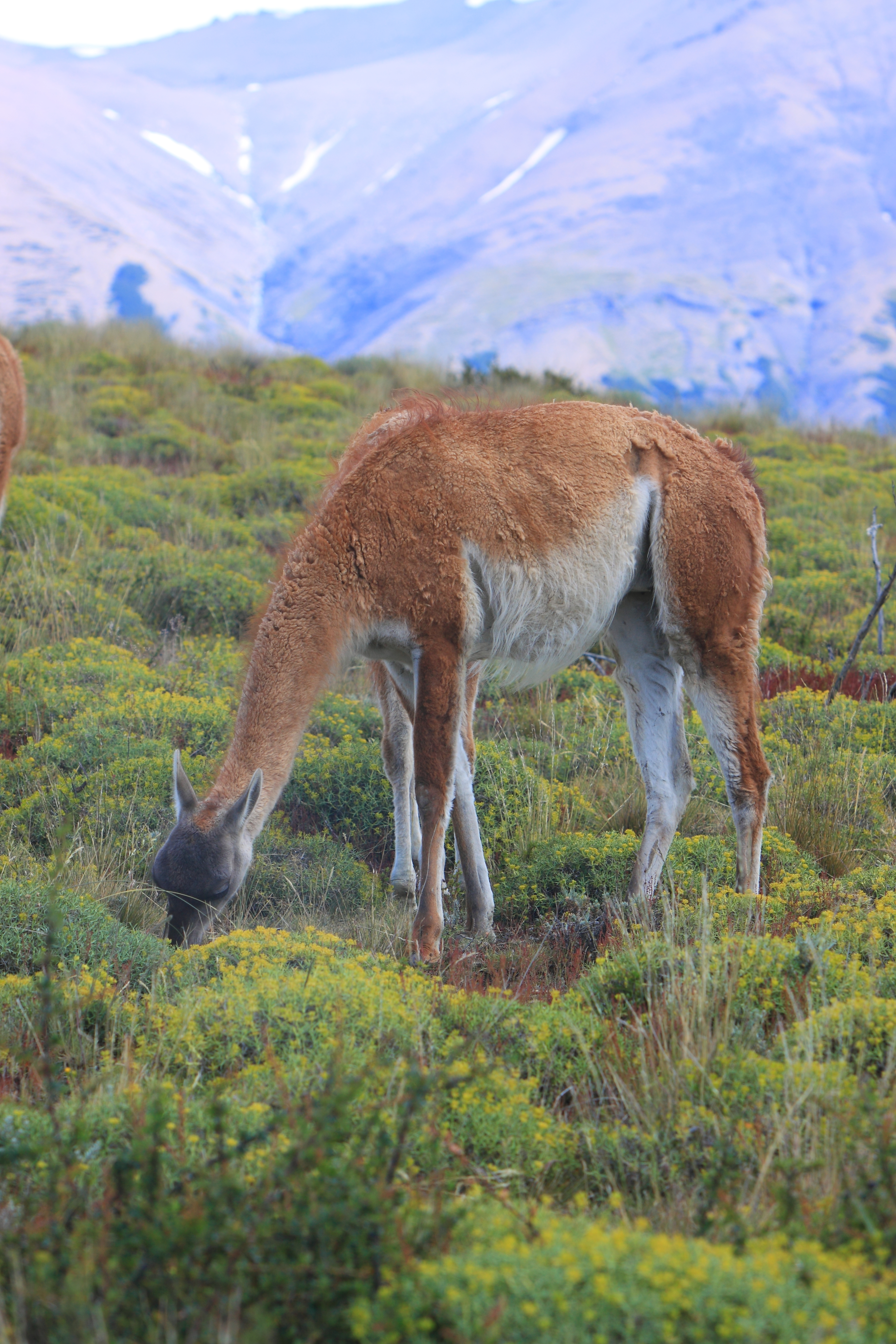
Un Guanaco (Lama guanicoe).

Autres mammifères présents : le puma, le renard culpeo (Pseudalopex culpaeus) (petit renard ressemblant beaucoup à un loup), le oncifelis geoffroyi ou chat de Geoffroy, le colocolo ou chat des pampas (Oncifelis colocolo), le huillín ou loutre marine (lontra provocax). Habile nageur aidé de ses courtes pattes palmées, il s'alimente de petits crustacés et langoustines. Il se trouve malheureusement en danger d'extinction. Citons encore le tuco tuco de Patagonie (Ctenomys sociabilis). Le jaguar qui a donné son nom au parc, a été exterminé dès le début du XXe siècle.
On trouve aussi dans le parc un petit marsupial appelé monito del monte ou colo colo, d'habitudes nocturnes, à ne pas confondre avec l'oncifelis colo colo ou chat des pampas. Le monito del monte est un fossile vivant apparenté aux marsupiaux d'Australie. Autre espèce rare : le chat guigna (Leopardus guigna) et la curieuse comadrejita trompuda (Rhyncholestes raphanurus), que l'on ne trouve en Argentine que dans ce parc, dans la forêt très arrosée de l'ouest (Puerto Blest).
Autre marsupial du parc : l'opossum de Patagonie (Lestodelphys halli), un marsupial Didelphidae exclusif de l'Argentine, où il habite dans des milieux froids et secs
Dans la zone steppique du parc (à l'est, débute le plateau patagonien ou méseta)  on peut voir de petits groupes de guanacos (Lama guanicoe). Celui-ci est un camélidé extrêmement agile et rapide. Il est aussi le mammifère autochtone le plus grand, arrivant à mesurer jusque 1,10 mètre de hauteur. Le puma (Felis concolor) quant à lui est le félin superprédateur des lieux. Son habitat principal est la steppe où il chasse le guanaco ; mais on le trouve aussi dans certaines zones retirées des forêts. Un autre prédateur est le guigna ou kodkod ou chat du Chili (Leopardus guigna), un petit animal qui mesure quelque 45 cm de long, avec de longs poils et des pattes noires. Il habite les forêts humides et s'alimente surtout de rongeurs et d'oiseaux, grâce à sa capacité de monter aux arbres. Toujours dans la zone steppique on trouve des colonies de chinchillóns ou viscaches de la sierra (Lagidium viscacia), un rongeur habitant les zones rocheuses ; il a de longues oreilles et une longue queue enroulée vers l'avant.

Un Puma ou cougar.
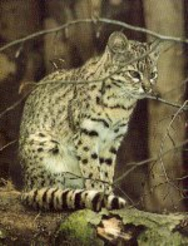
Chat de Geoffroy (Oncifelis geoffroyi).
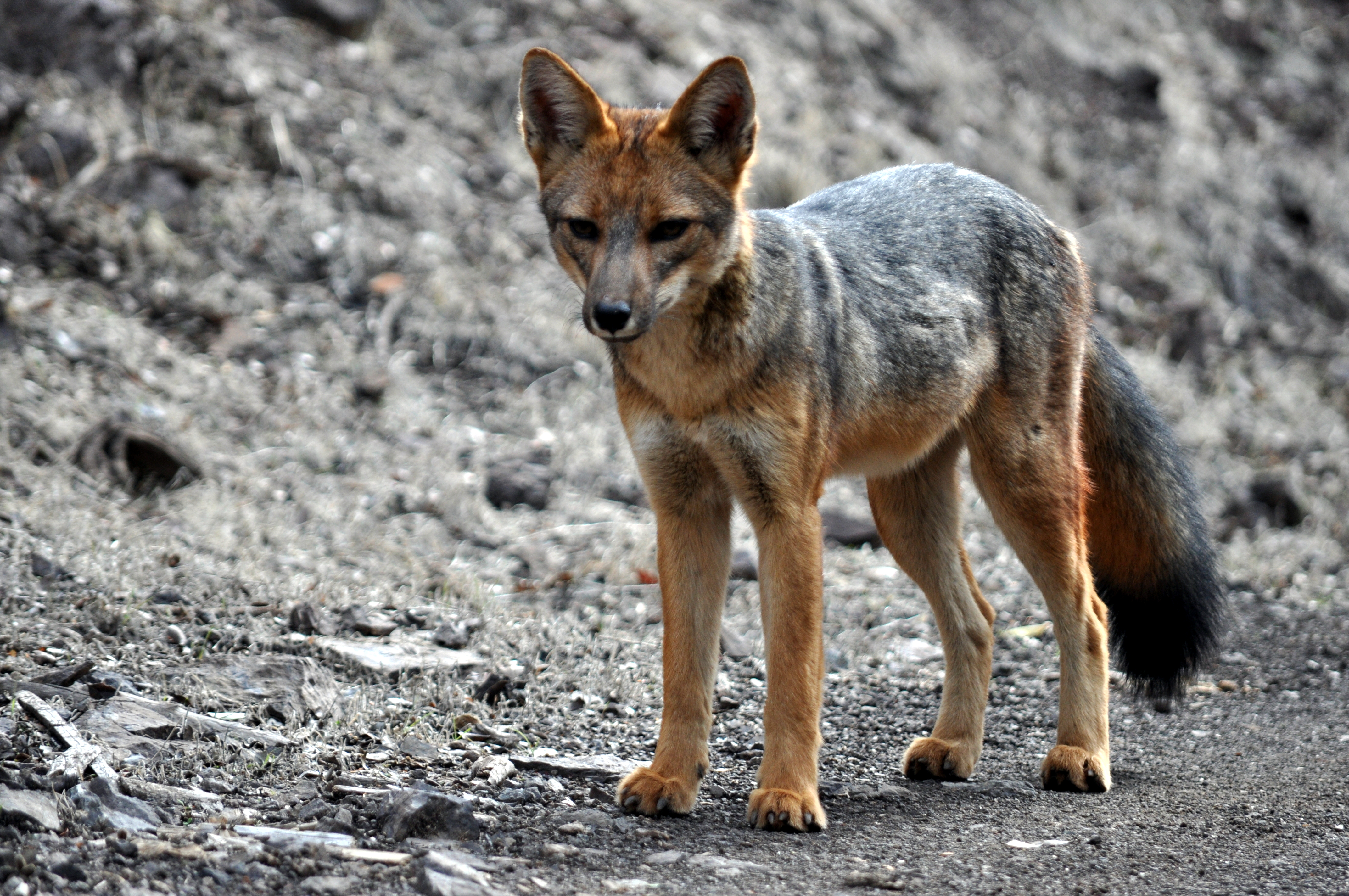
Renard de Magellan sous-espèce Lycalopex culpaeus culpaeus.

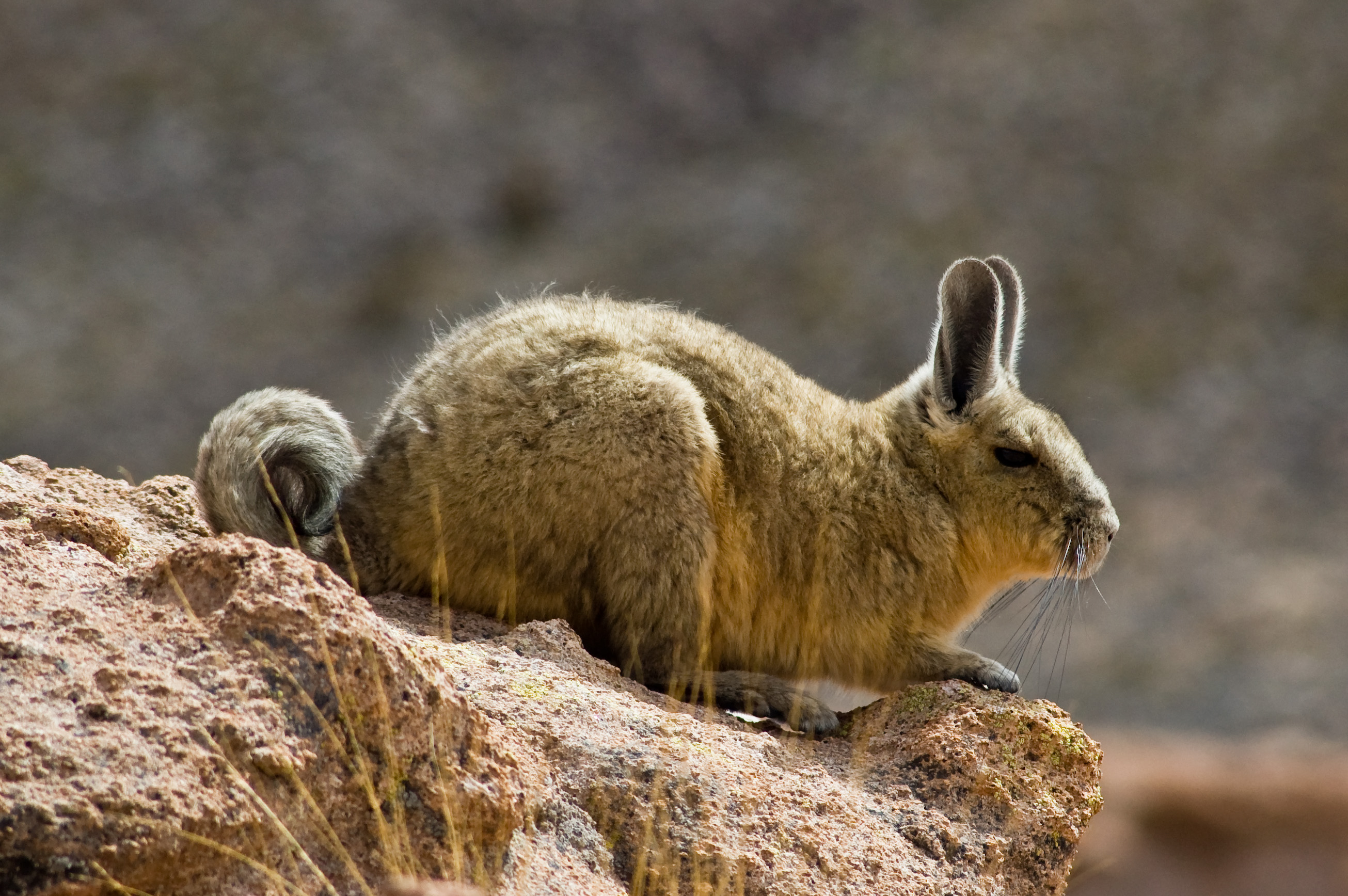
Viscache des montagnes (Lagidium viscacia)
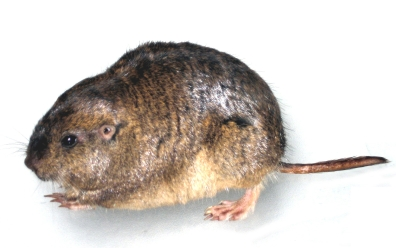
Cténomys ou Tucotuco (Dromiciops gliroides).
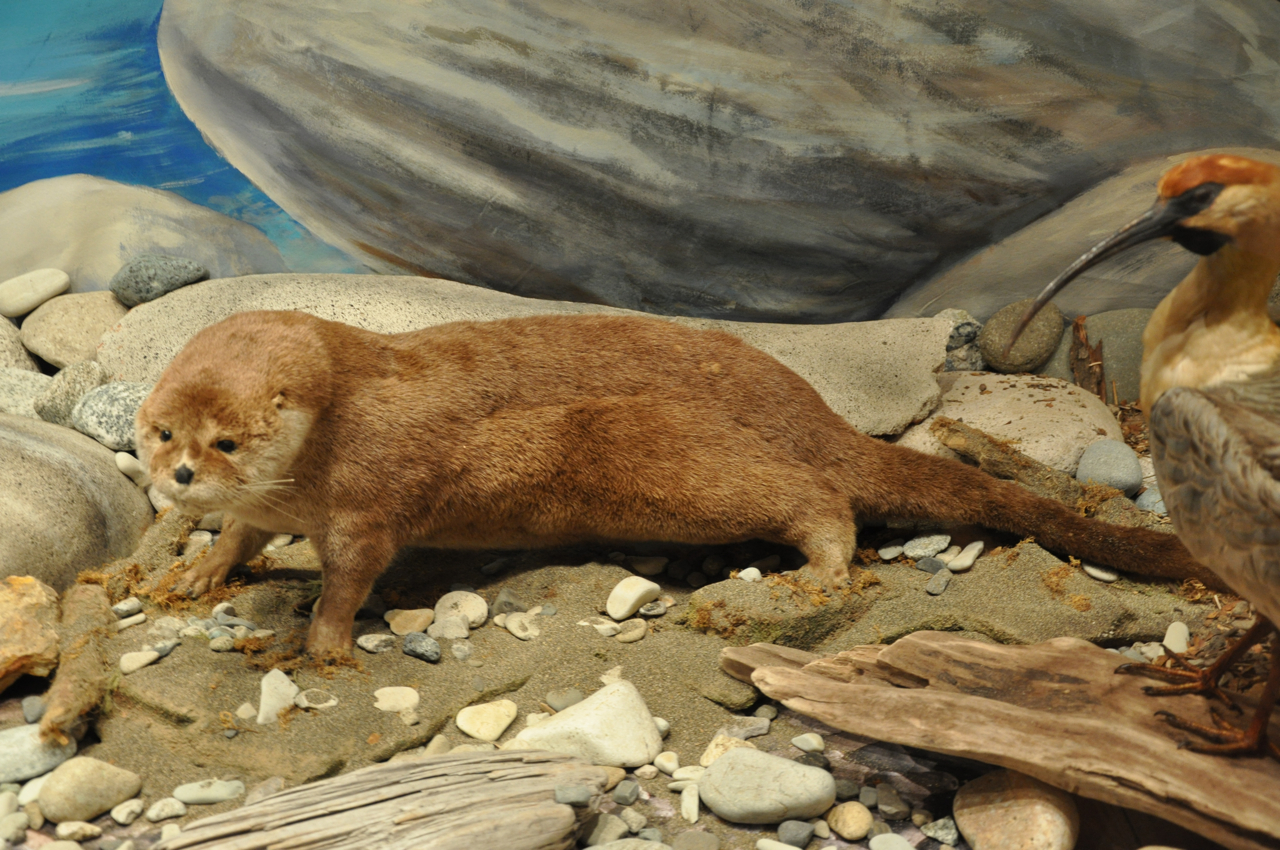
Loutre du Chili (Lontra provocax) surnommée "tigre d'eau" (tigre del agua)

#### Oiseaux
Comme presque partout en Argentine, la faune aviaire est nombreuse et variée. On peut observer le condor, des goélands appelés localement « gaviotas », le perroquet-loro appelé « choroy », et le cauquén ou ouette de Magellan (Chloephaga picta), le nandou de Darwin (Rhea pennata), l'attagis de Gay (Attagis gayi), le pigeon du Chili (Columba araucana), la conure magellanique (Enicognathus ferrugineus), le pic bûcheron (Picoides lignarius), le pic de Magellan (Campephilus magellanicus), la géosite à ailes rousses (Geositta rufipennis), le cinclode brun (Cinclodes fuscus), le cinclode d'Oustalet (Cinclodes oustaleti), le synallaxe de Des Murs (Sylviorthorhynchus desmursii), le synallaxe rayadito (Aphrastura spinicauda), le mérulaxe des Andes (Scytalopus magellanicus), la picotelle à gorge blanche  (Pygarrhichas albogularis), le tourco huet-huet (Pteroptochos tarnii), le tourco rougegorge (Scelorchilus rubecula), l'élénie à cimier blanc (Elaenia albiceps), le peutrén (Colorhamphus parvirostris), le rara à queue rousse (Phytotoma rara), le phrygile à tête grise (Phrygilus gayi), le phrygile petit-deuil (Phrygilus fruticeti), le canard à lunettes (Speculanas specularis), la buse de Patagonie (Buteo ventralis), le caracara austral (Phalcoboenus australis), le mérulaxe à flancs ocre (Eugralla paradoxa), le thinocore de Patagonie (Thinocorus rumicivorus), la géositte mineuse (Geositta cunicularia), l' (Upucerthia dumetaria), l'upucerthie des buissons (Asthenes anthoides), le dormilon à nuque jaune (Muscisaxicola flavinucha).

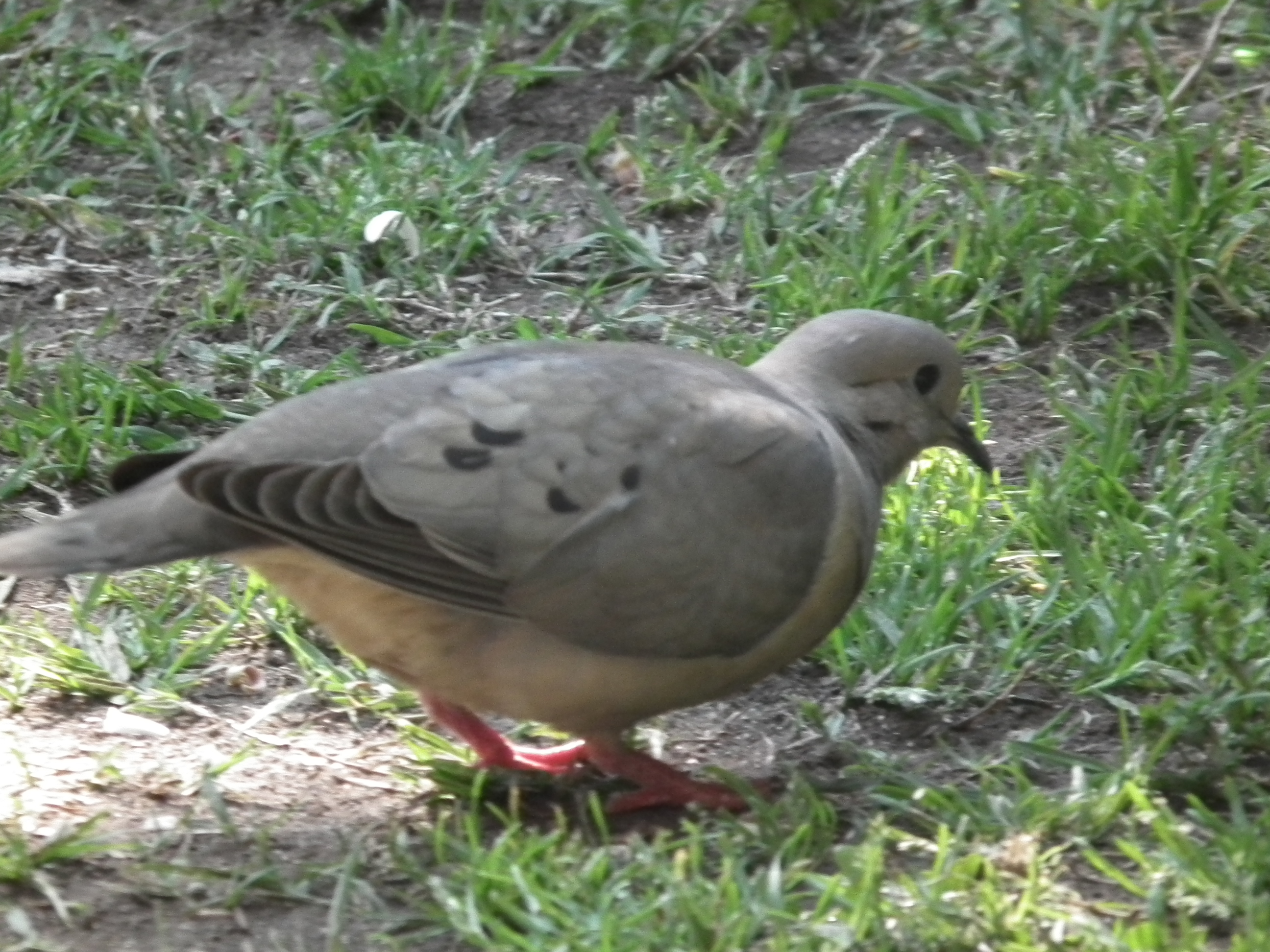
Pigeon du Chili (Columba araucana)
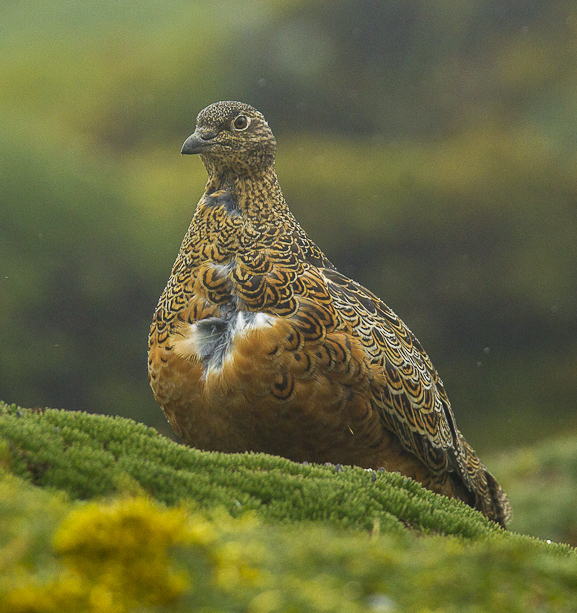
Attagis de Gay (Attagis gayi)
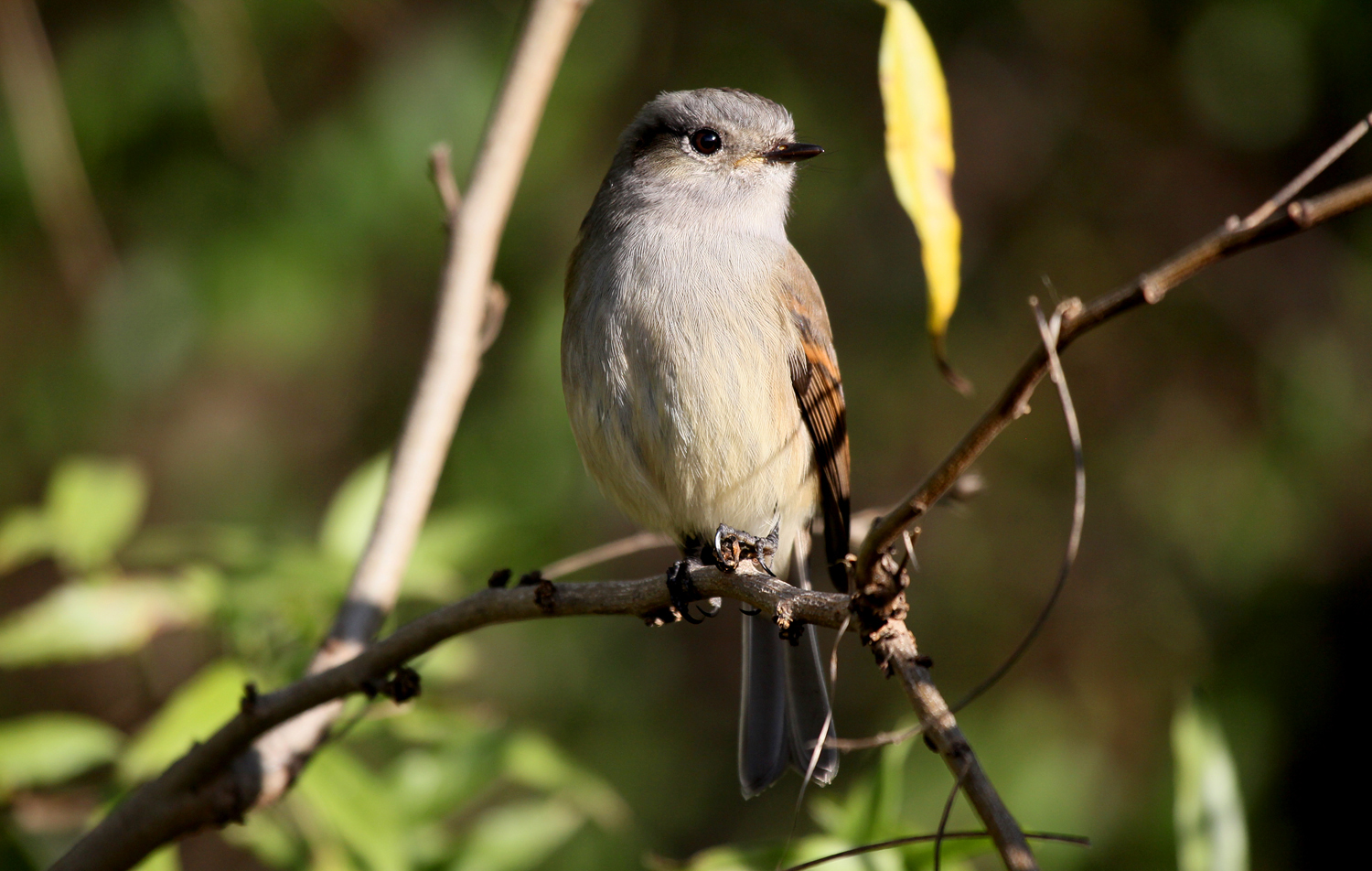
Peutrén (Colorhamphus parvirostris)

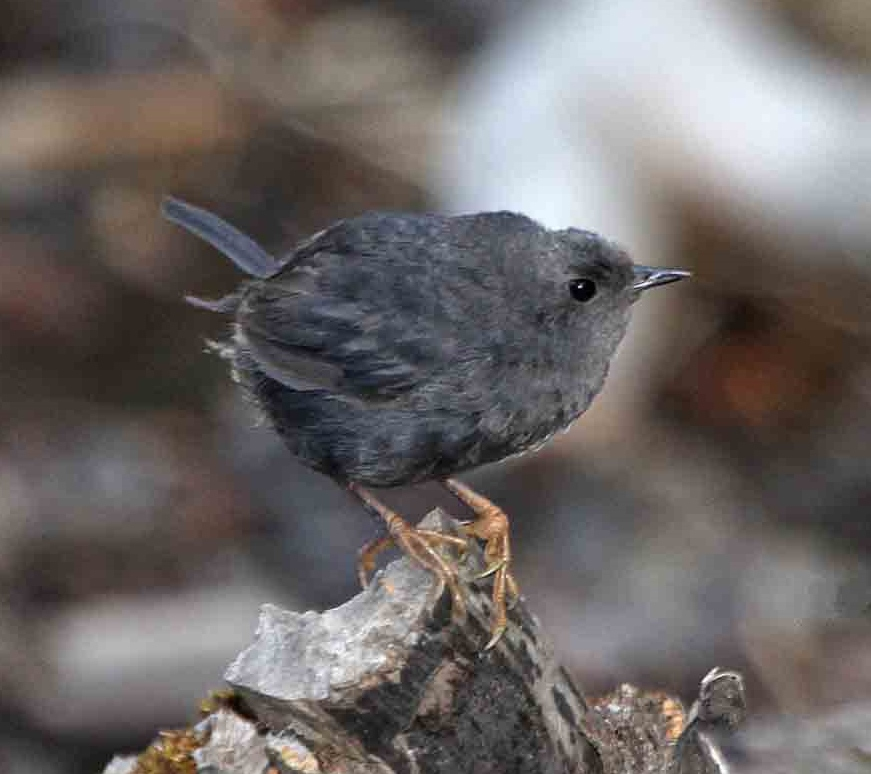
Mérulaxe des Andes (Scytalopus magellanicus)
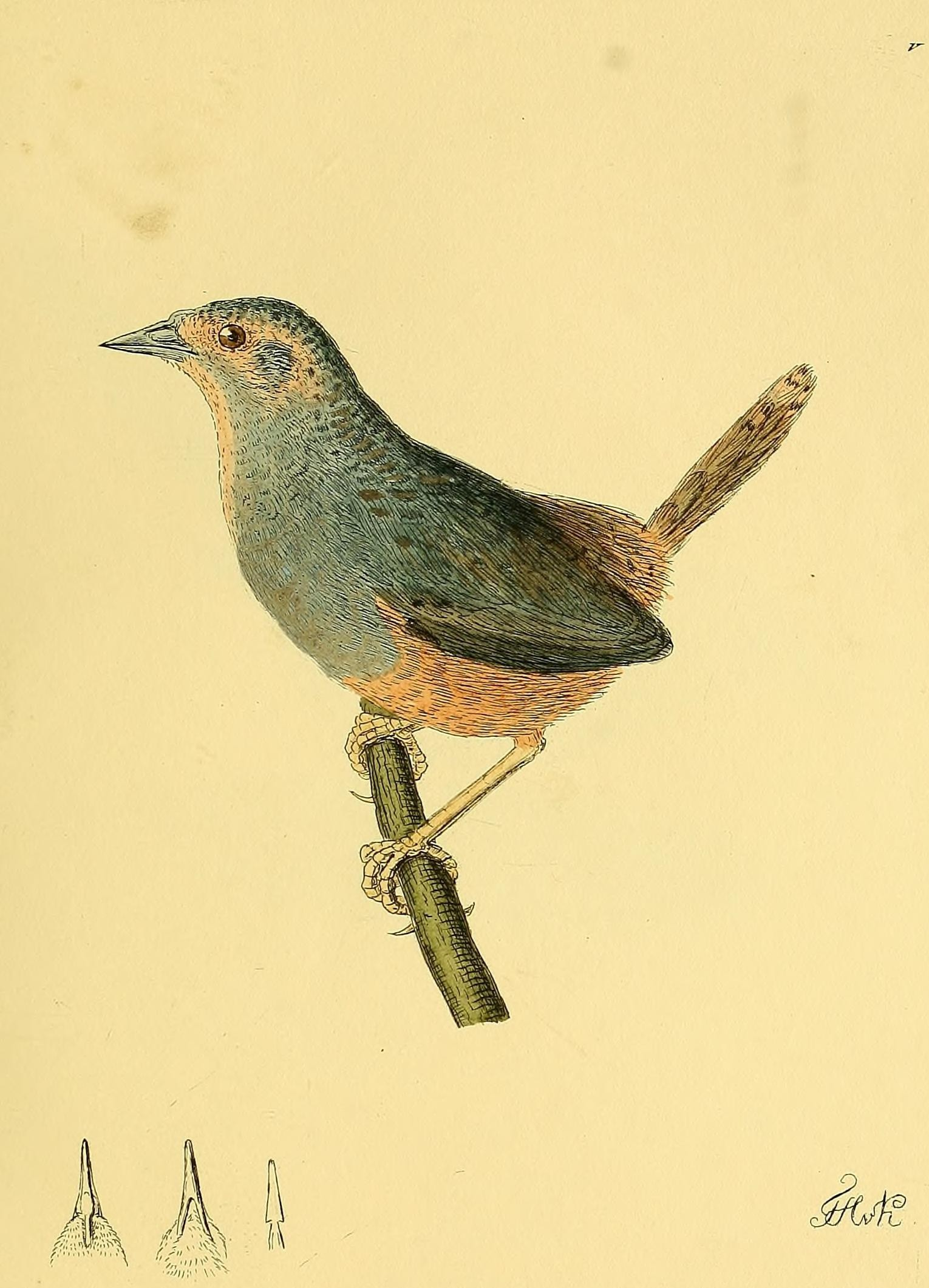
Mérulaxe à flancs ocre (Eugralla paradoxa).
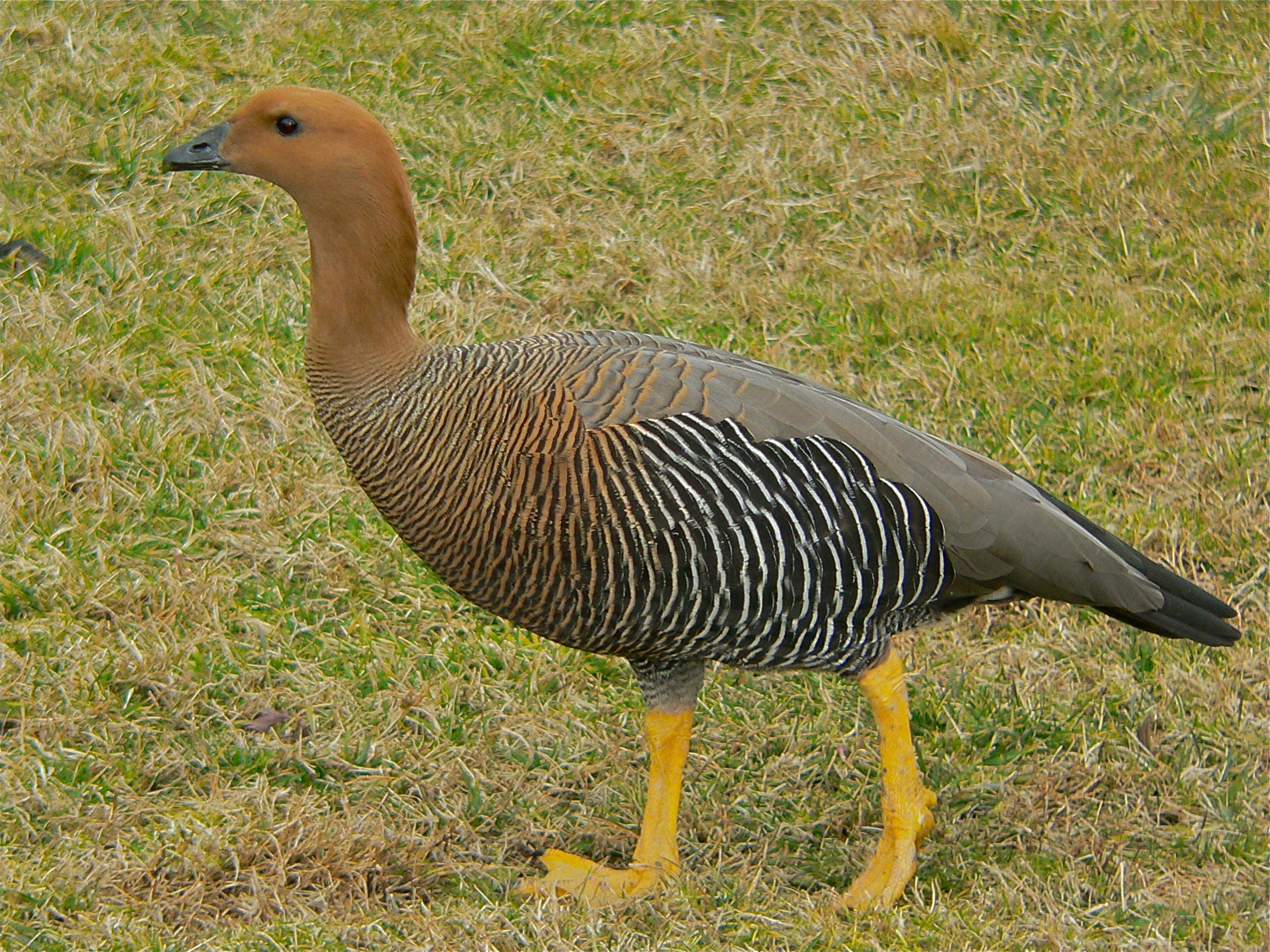
Ouette de Magellan femelle (Chloephaga picta),

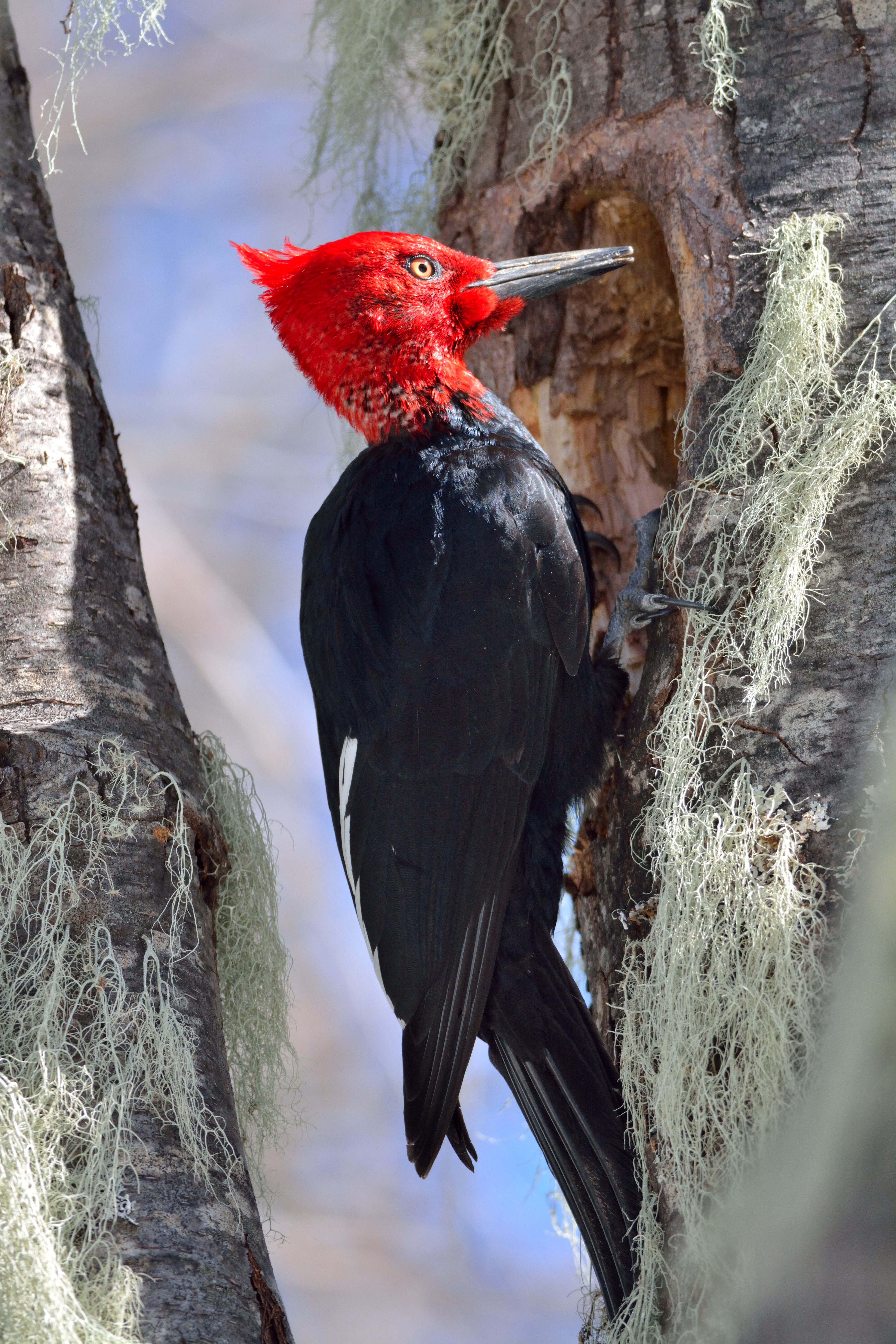
Pic de Magellan (Campephilus magellanicus)
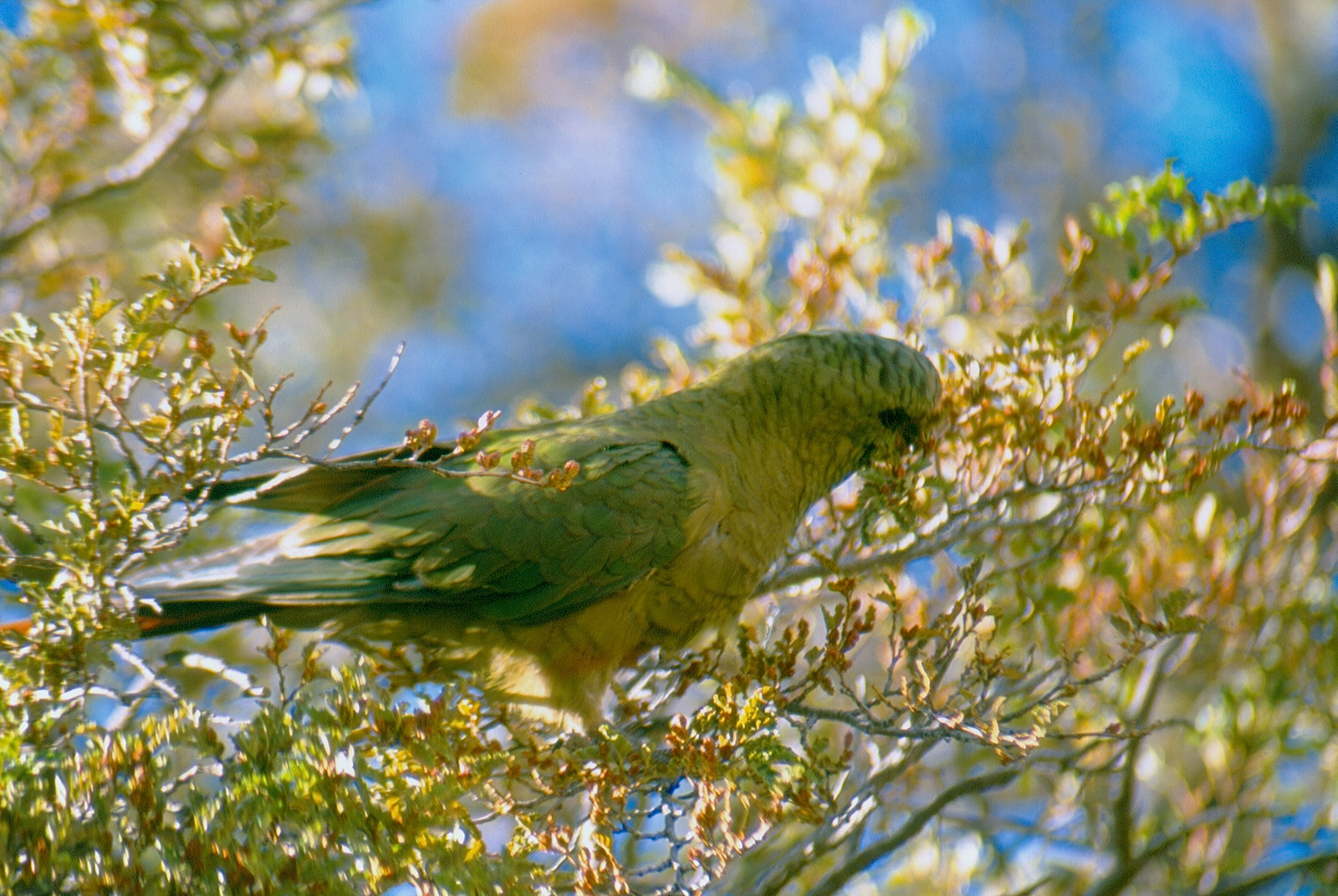
Conure magellanique (Enicognathus ferrugineus)
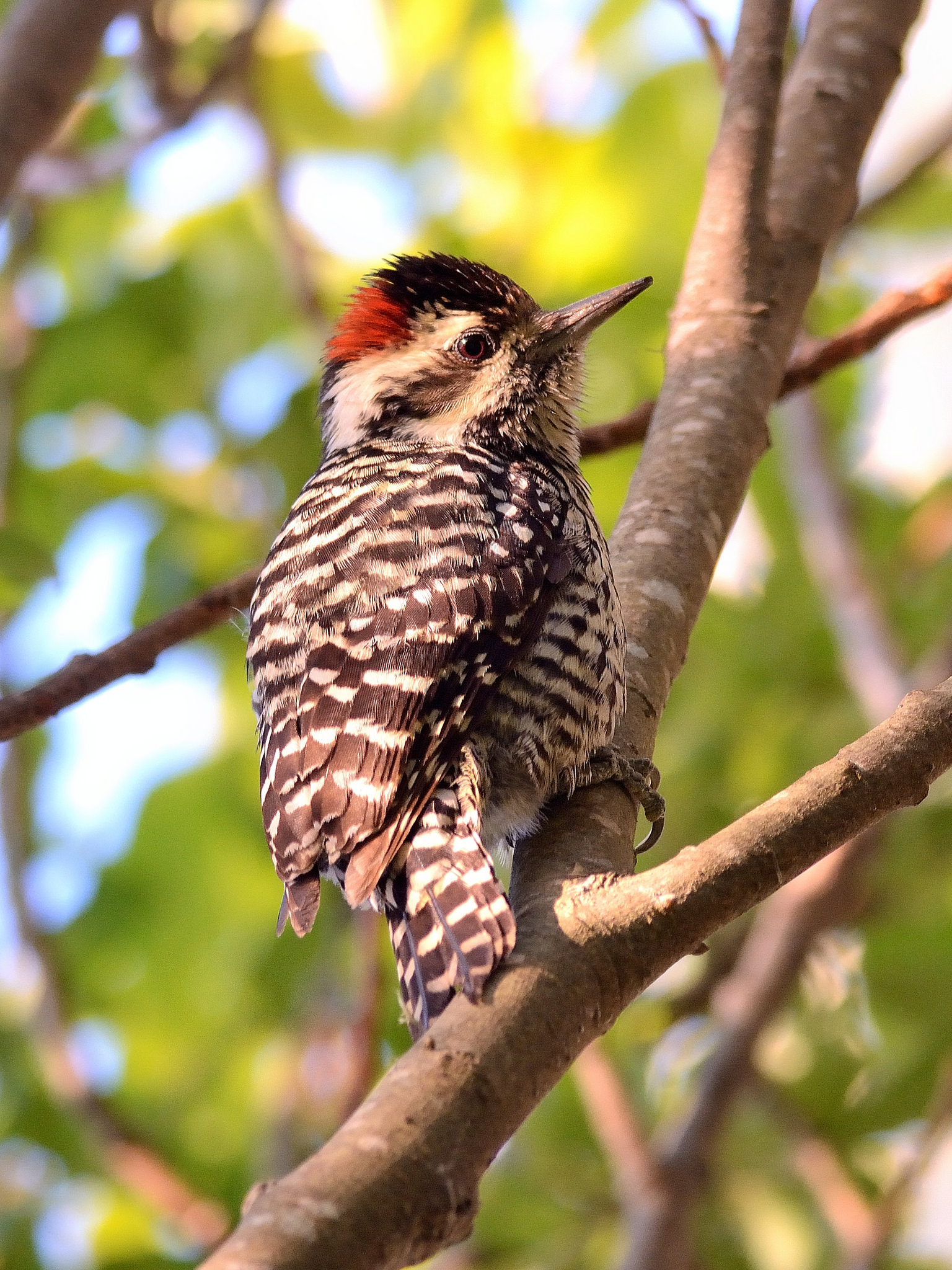
Pic bûcheron (Picoides lignarius)

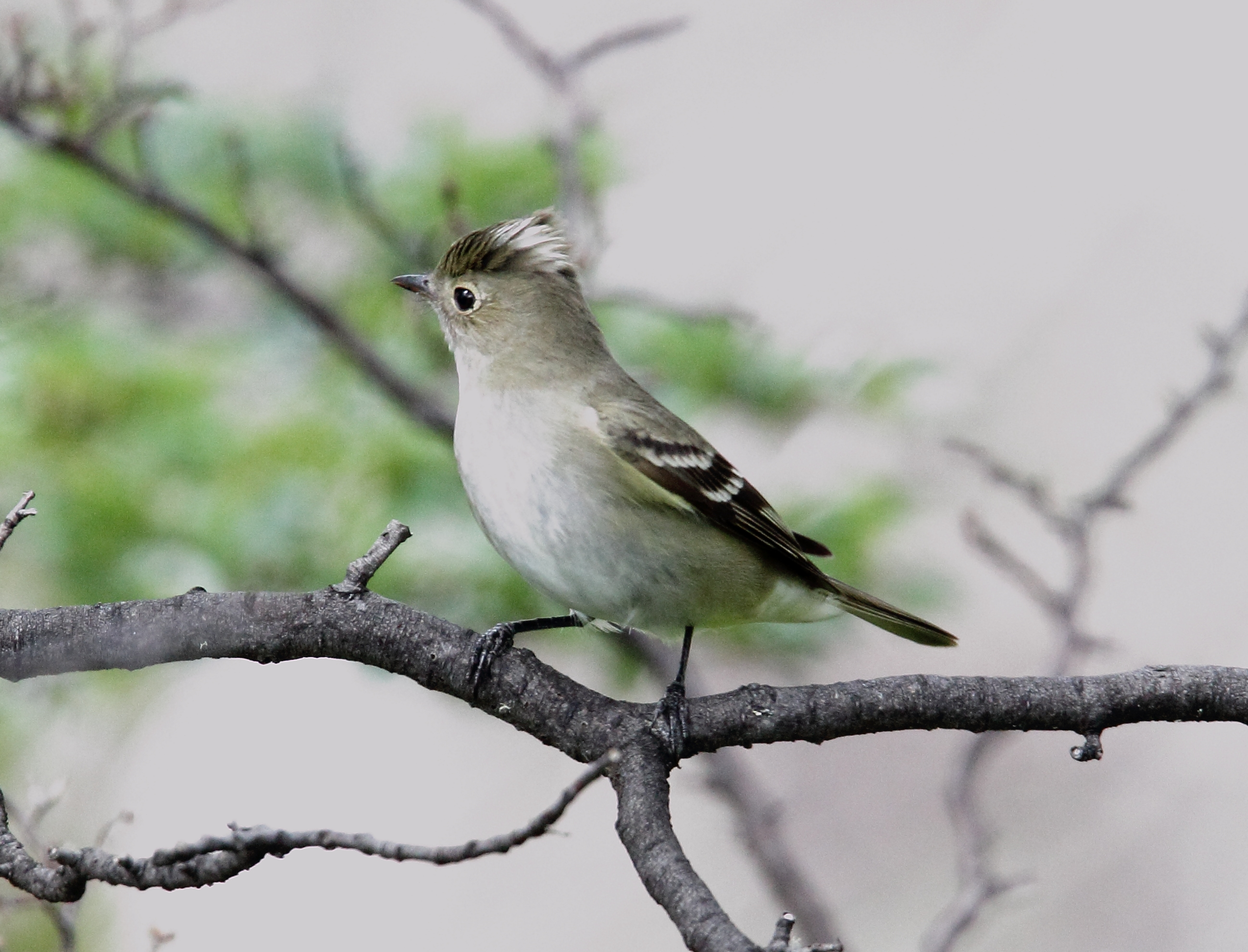
Élénie à cimier blanc (Elaenia albiceps)
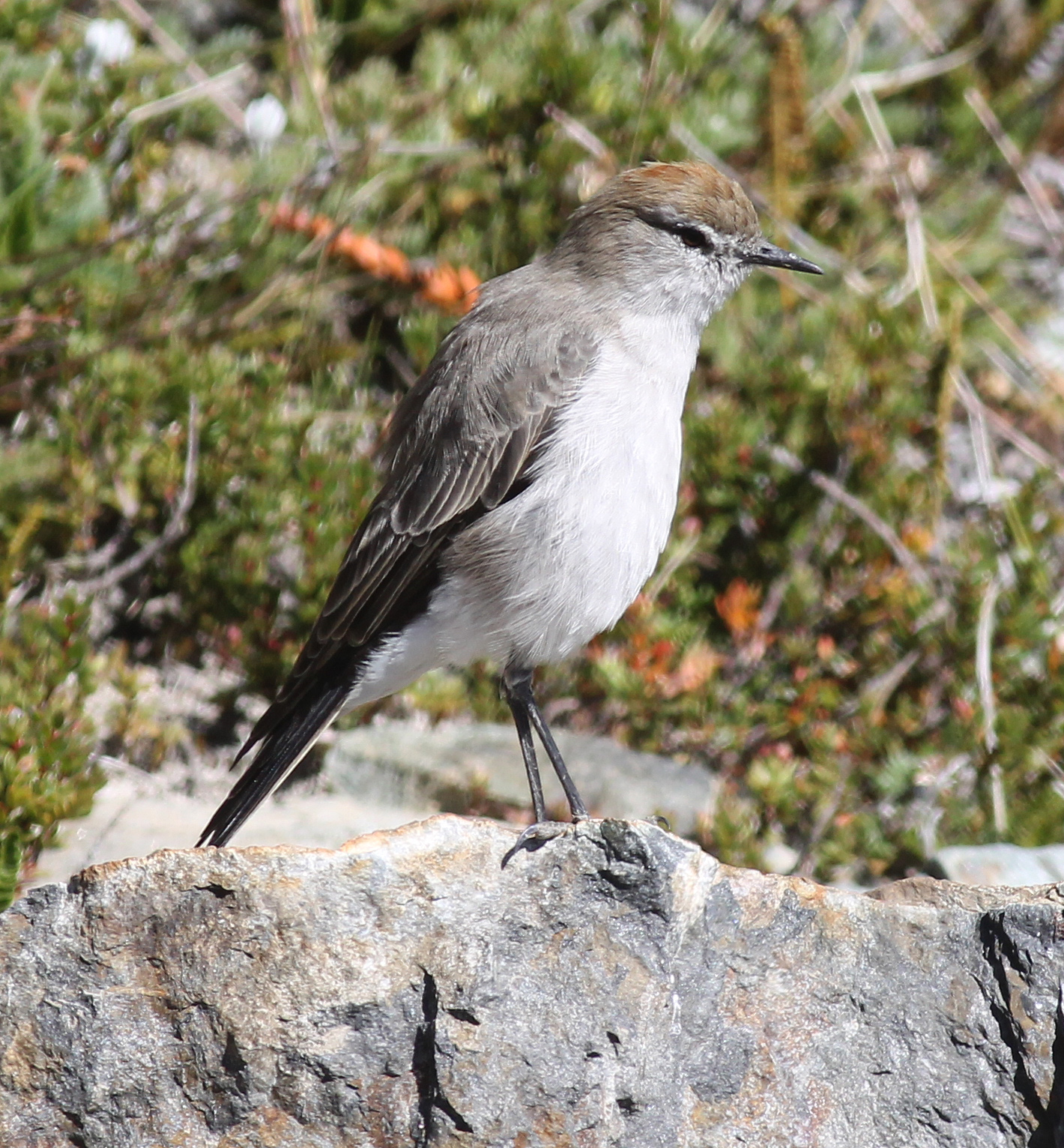
Dormilon à sourcils blancs (Muscisaxicola albilora)
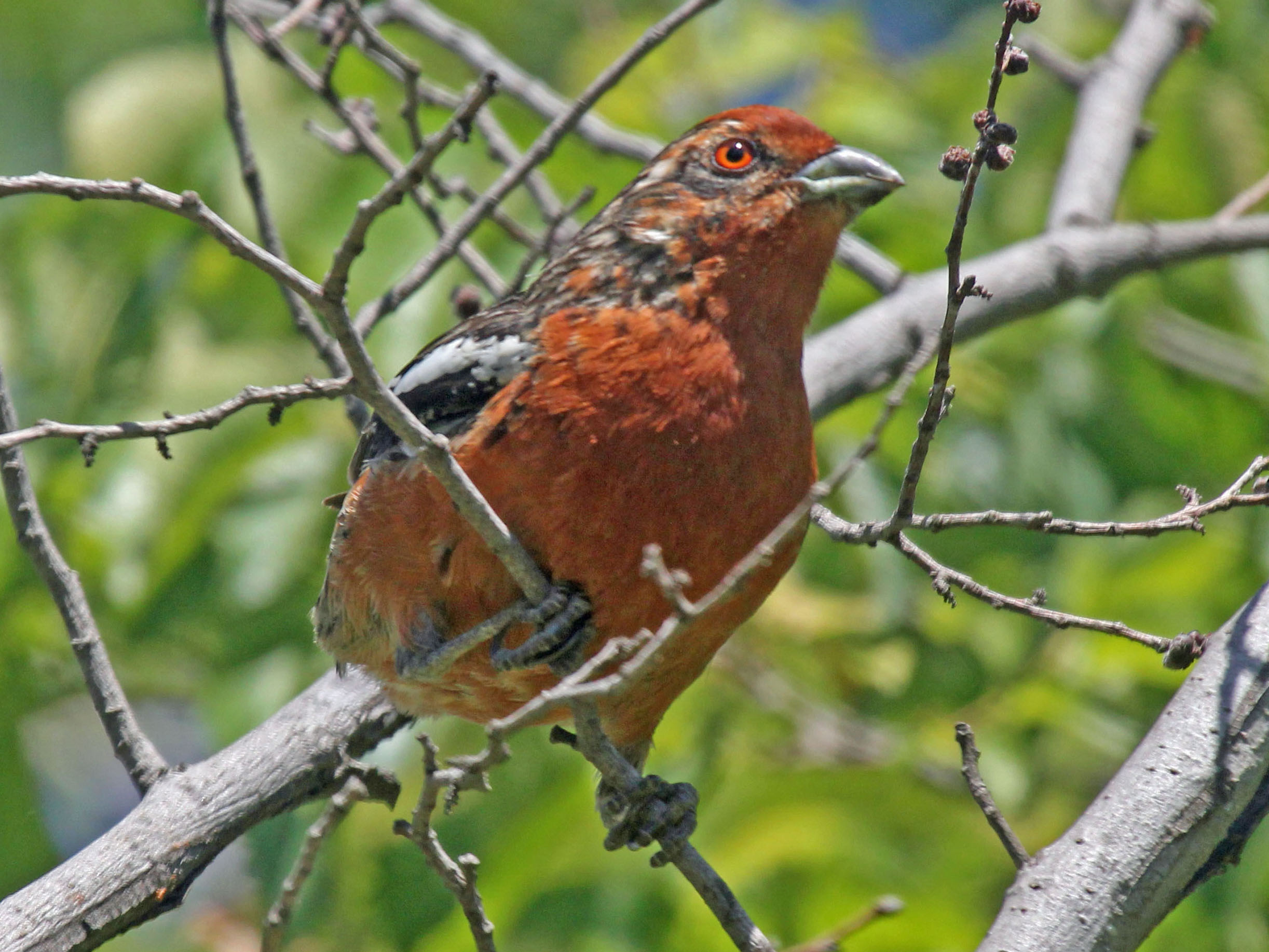
Rara à queue rousse (Phytotoma rara)

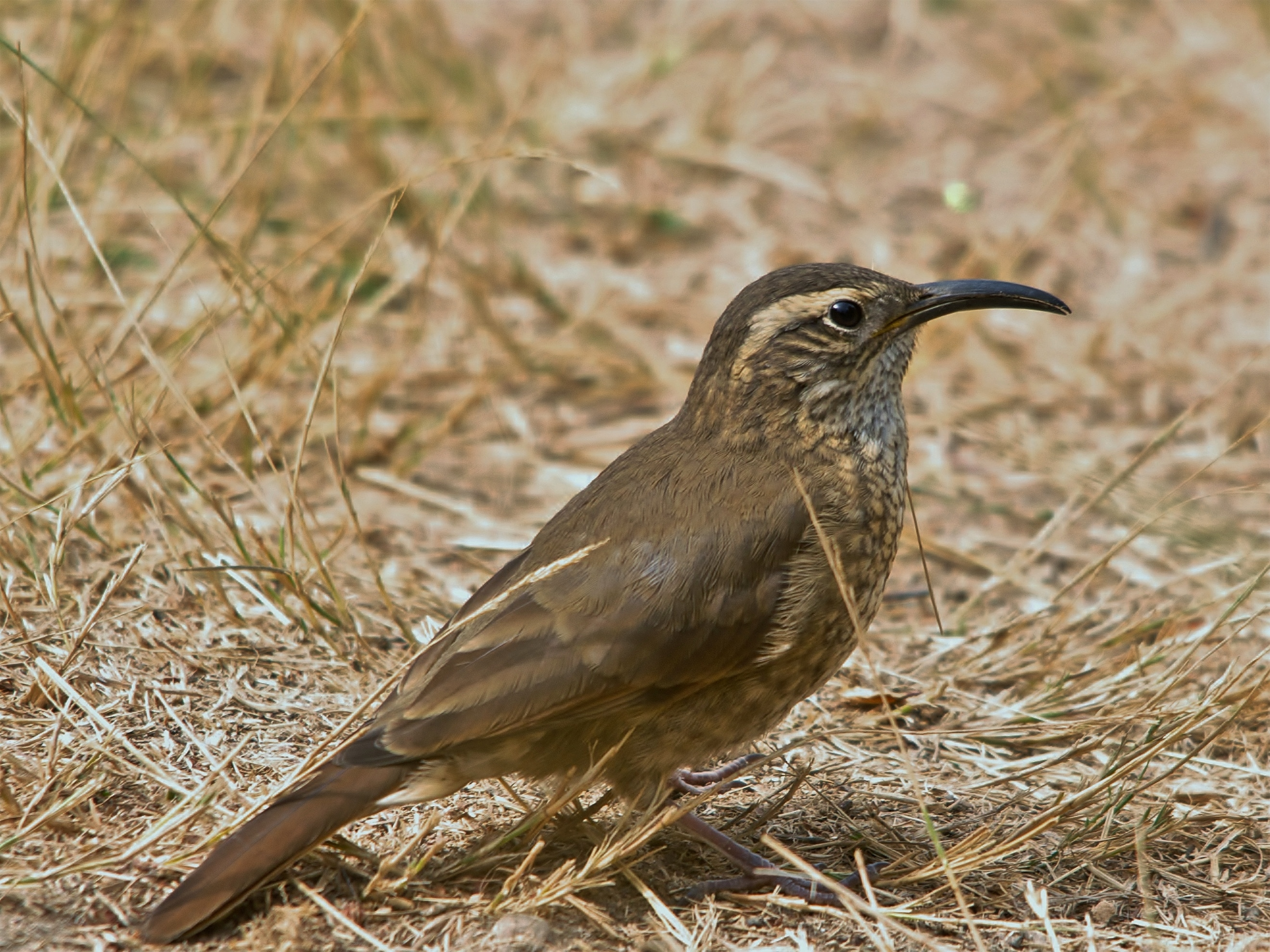
Upucerthie des buissons (Upucerthia dumetaria)
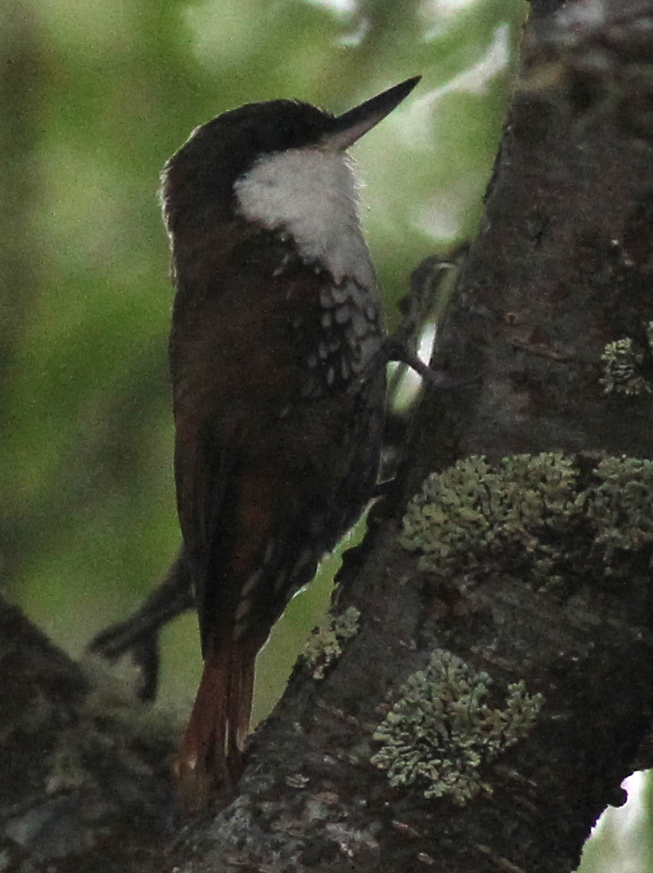
Picotelle à gorge blanche (Pygarrhichas albogularis)
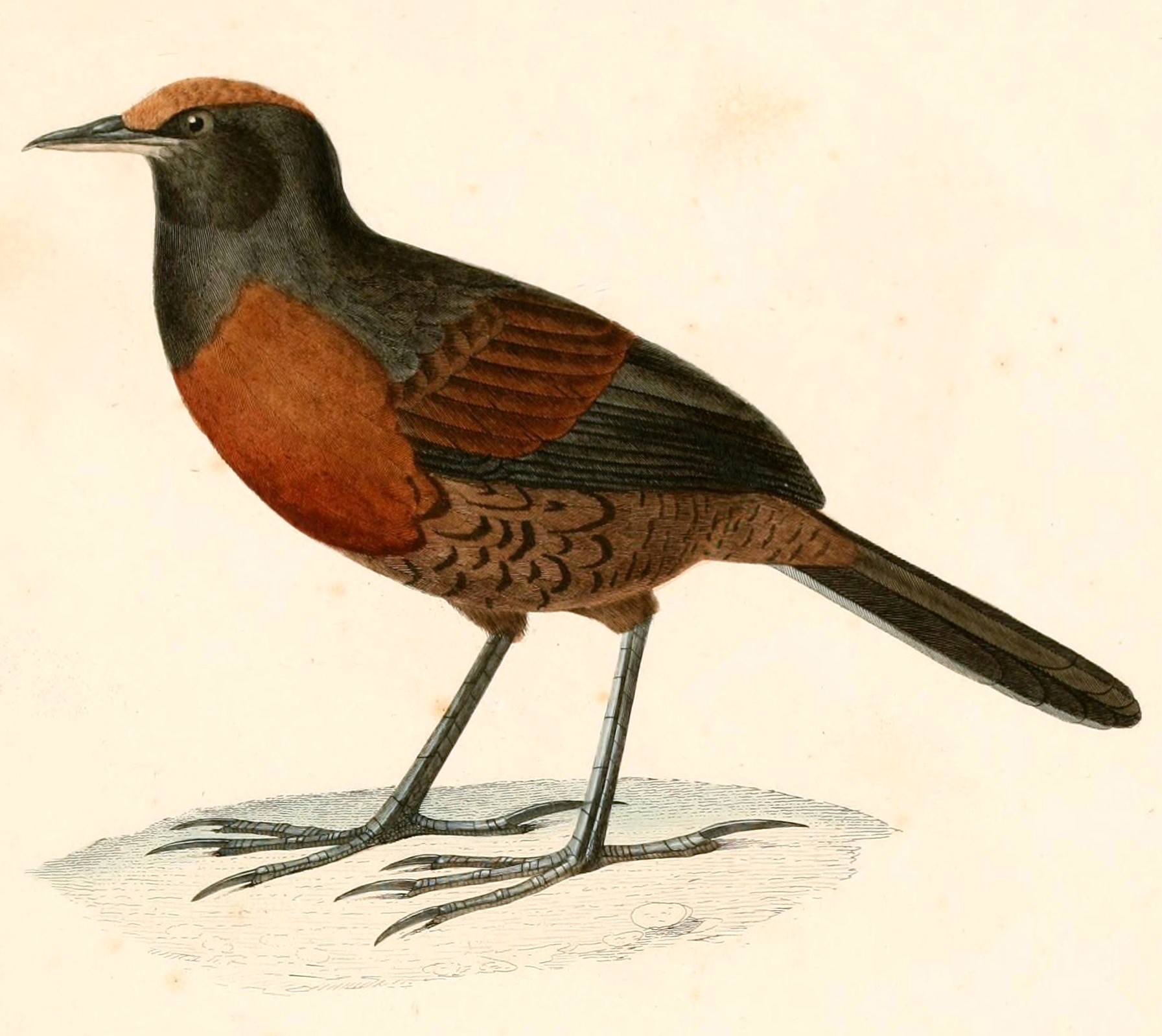
Dessin d'un tourco huet-huet (Pteroptochos tarnii)

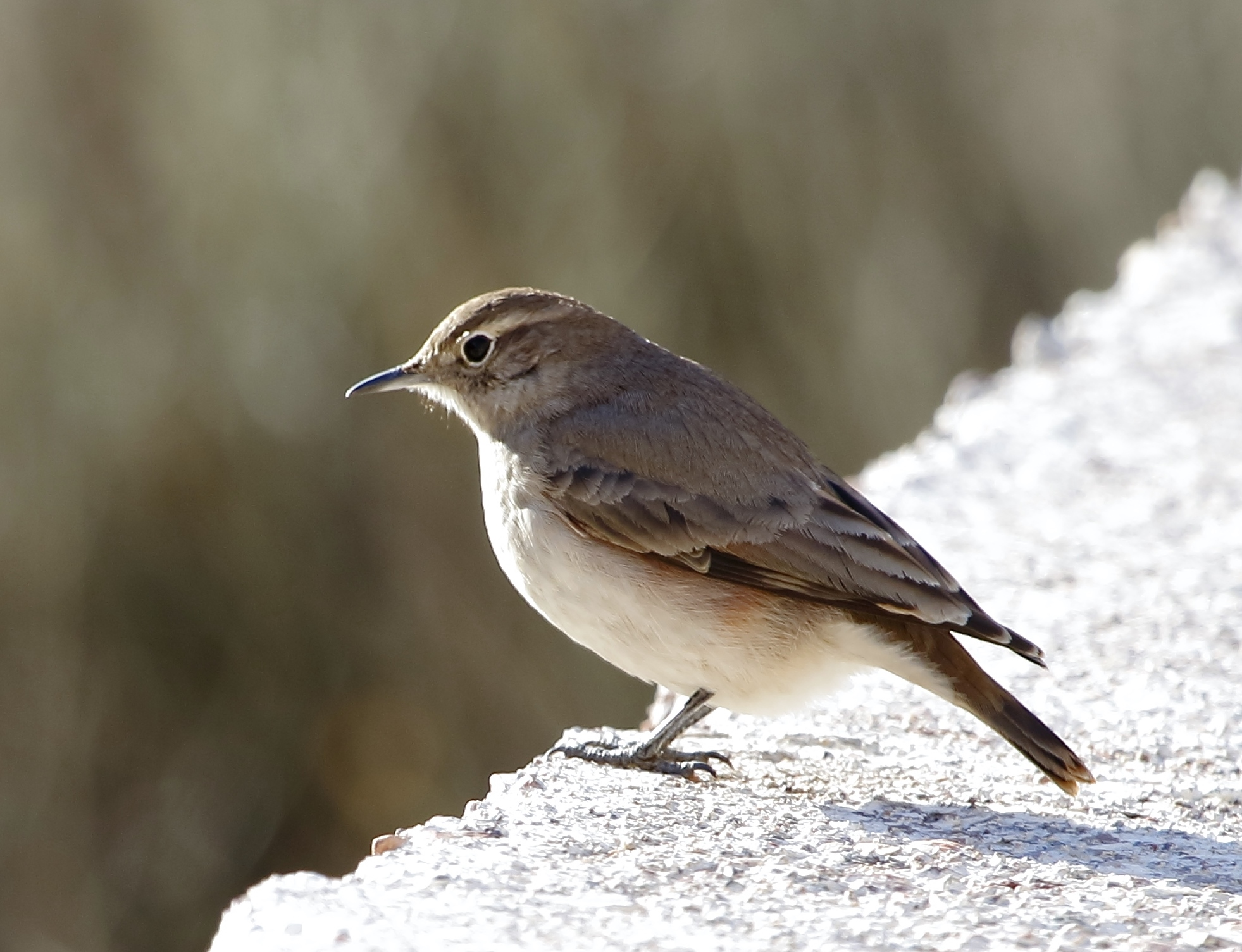
Géositte à ailes rousses (Geositta rufipennis)
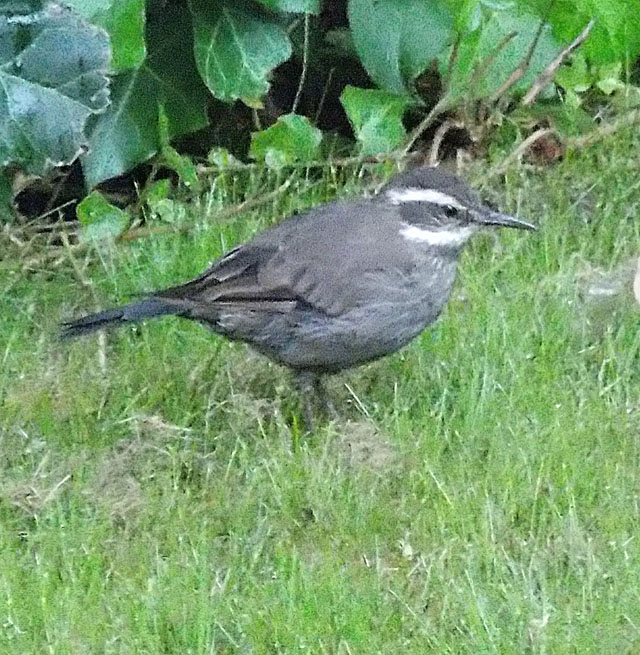
Cinclode d'Oustalet (Cinclodes oustaleti)
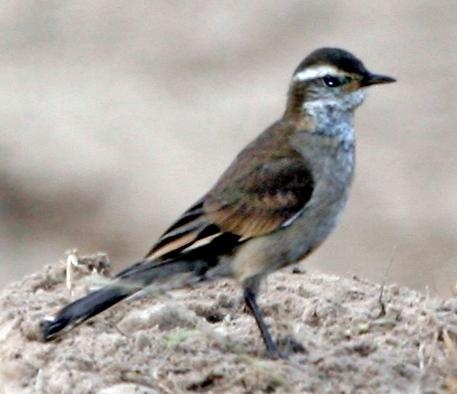
Cinclode brun (Cinclodes fuscus)

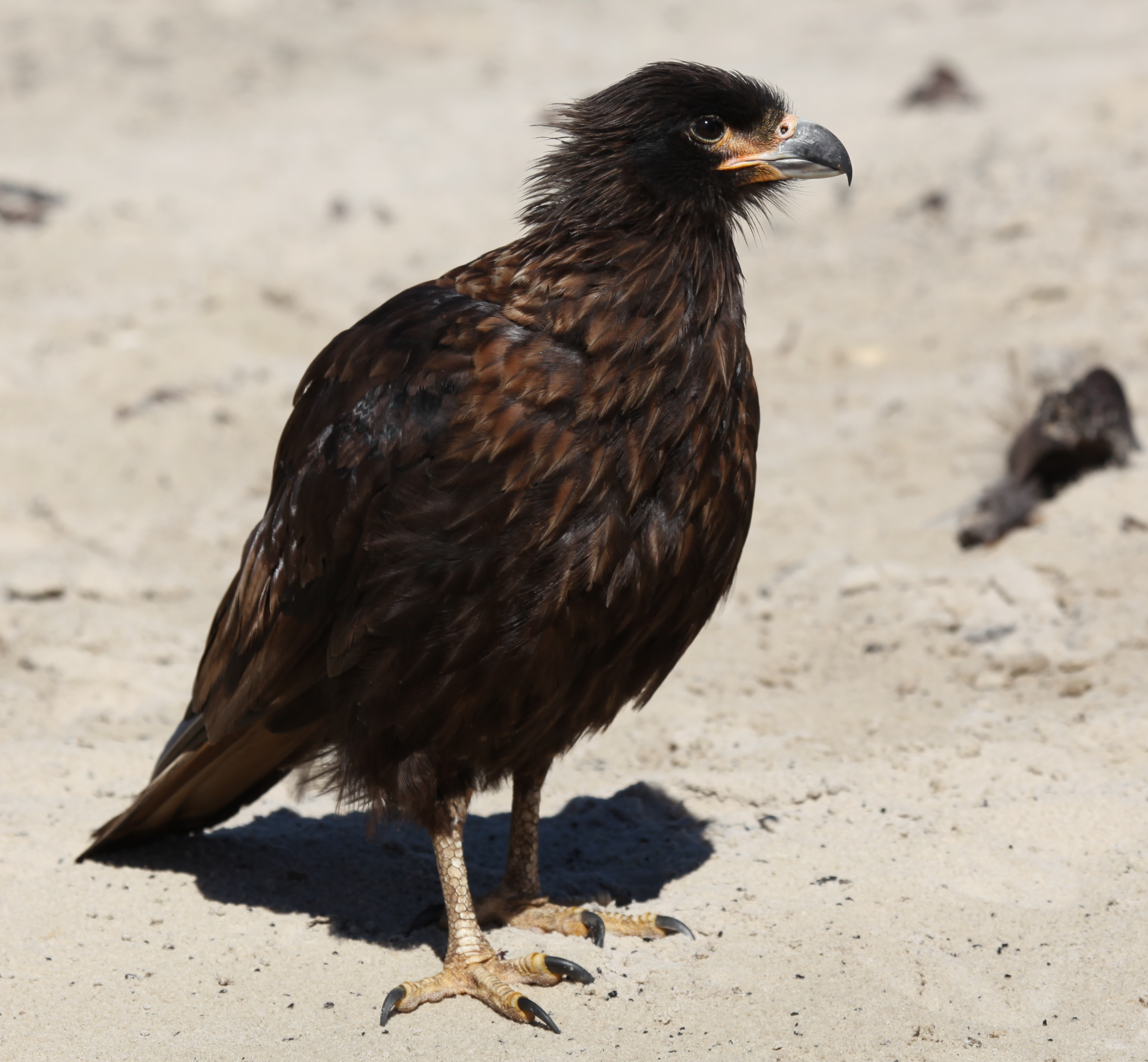
Le caracara austral (Phalcoboenus australis), aussi appelé carancho des îles Malouines, est un rapace diurne de la famille des Falconidae.
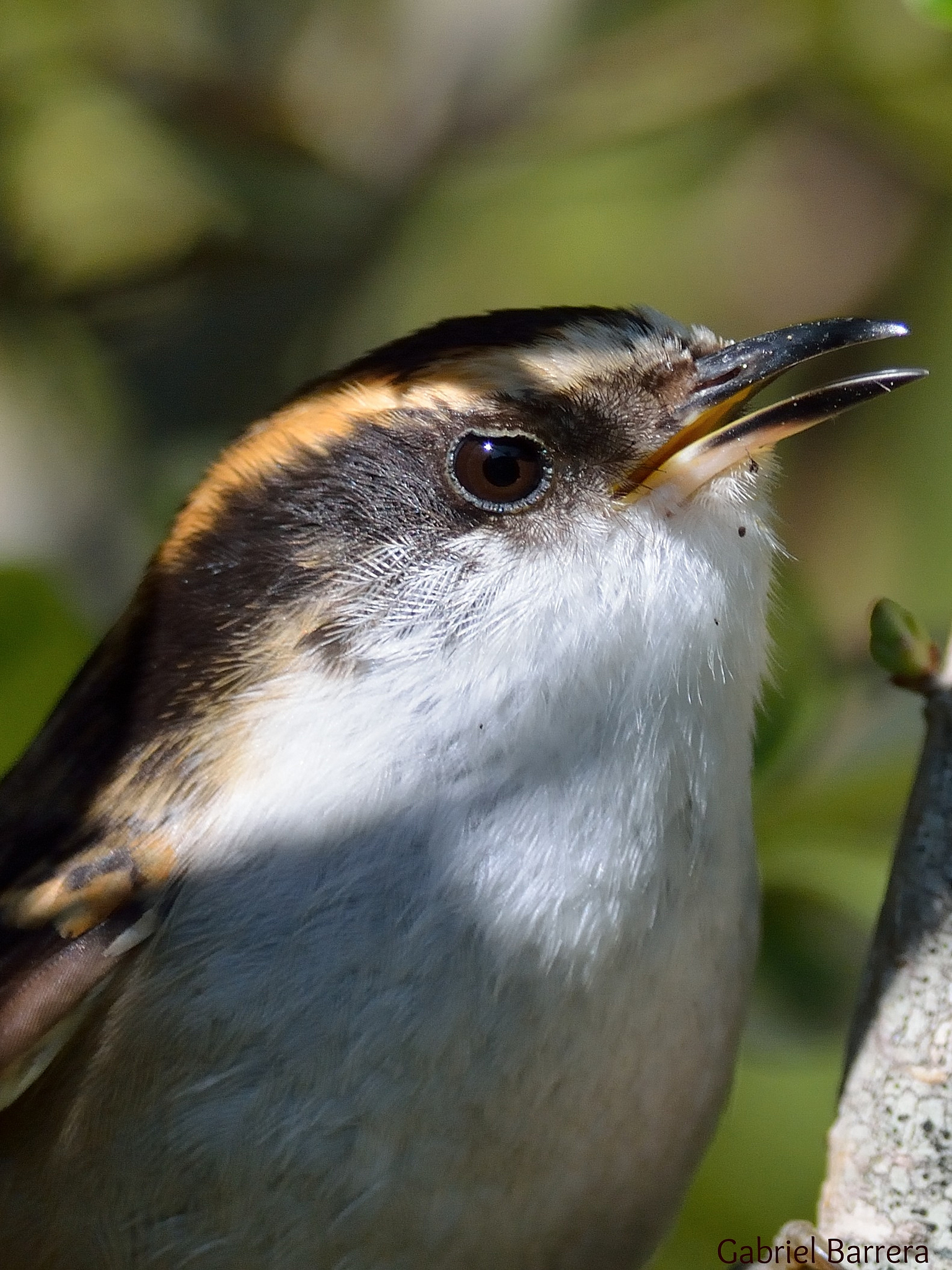
Tête de synallaxe rayadito (Aphrastura spinicauda), espèce de passereau appartenant à la famille des Furnariidae.
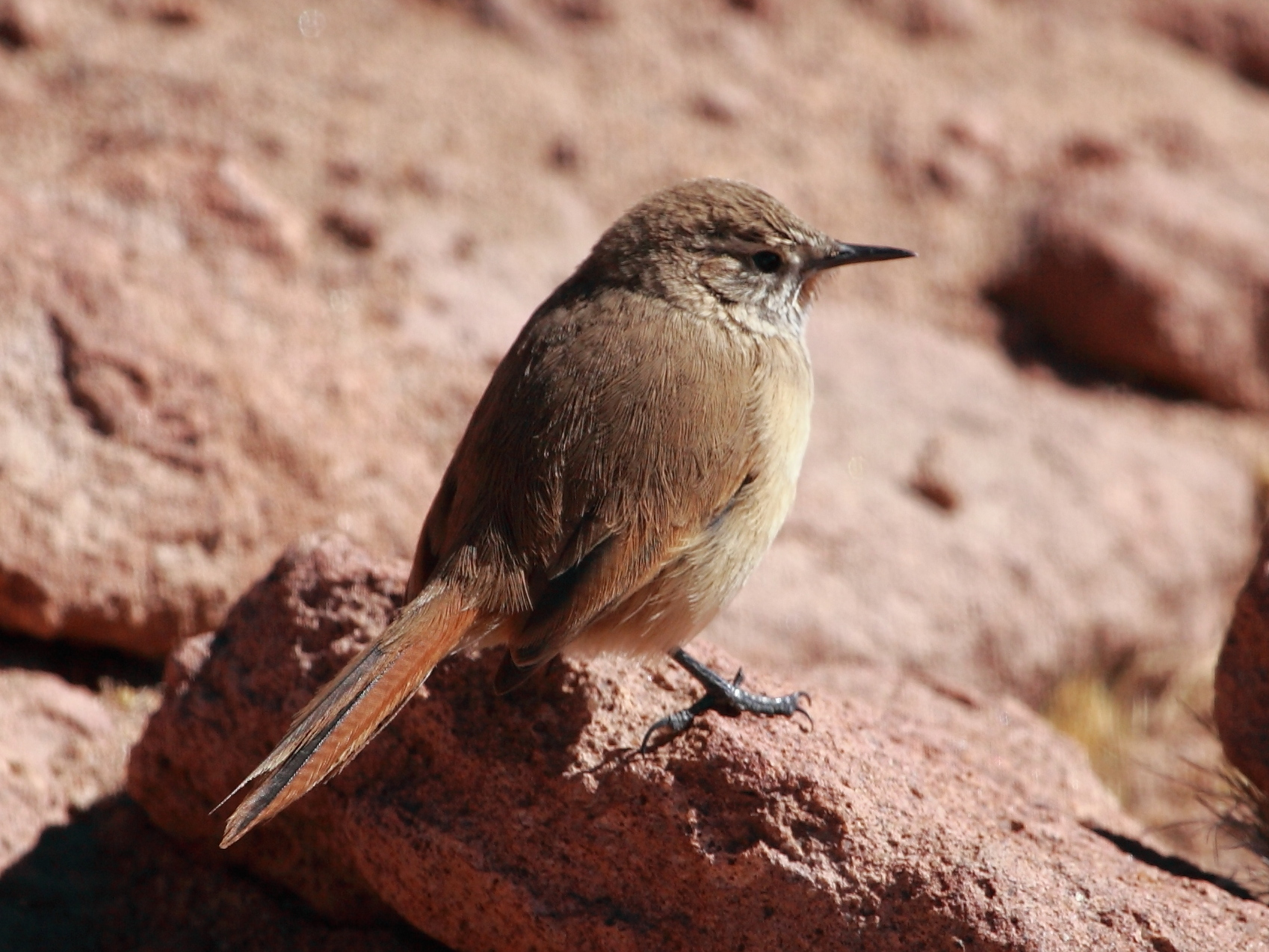
Synallaxe des rocailles (Asthenes modesta)

#### Amphibiens
Comme amphibien, on trouve dans la zone du parc la grenouille de Darwin (Rhinoderma darwinii), endémique des forêts australes de Patagonie. Elle se rencontre entre 50 et 1 100 m d'altitude. On peut aussi citer les amphibiens Atelognathus nitoi et le Sapito selvático (Hylorina sylvatica) qui se rencontre jusqu'à 1 000 m d'altitude dans l'ouest bien arrosé du parc. La sapo de Mehuín (Insuetophrynus acarpicus) quant à lui est un crapaud qui se rencontre entre 50 et 200 m d'altitude. Il vit dans les petits cours d'eau et sous les pierres dans la forêt tempérée valdivienne.

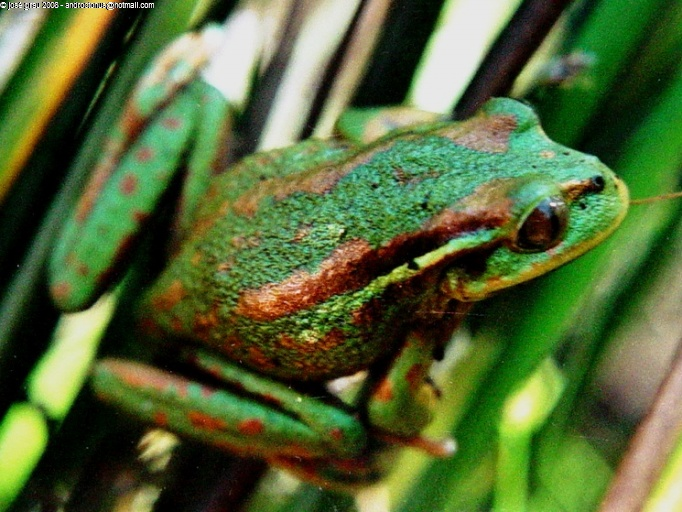
Sapito selvático (Hylorina sylvatica)
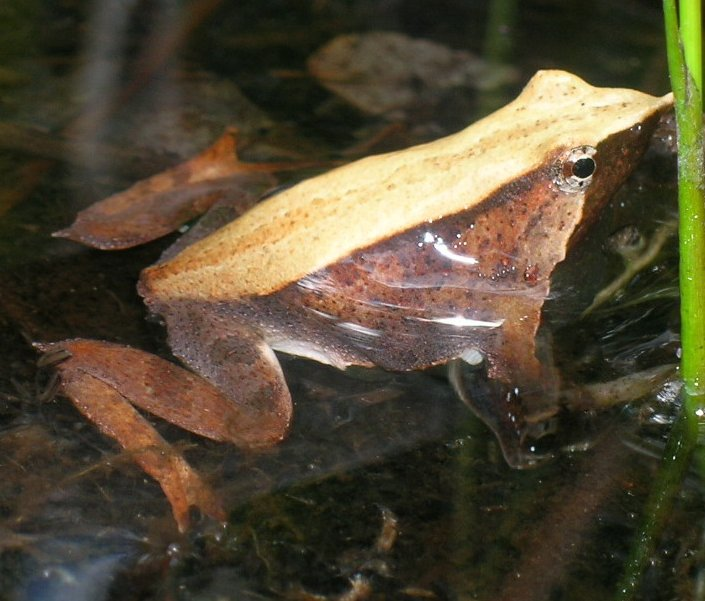
Ranita de Darwin (Rhinoderma darwinii)
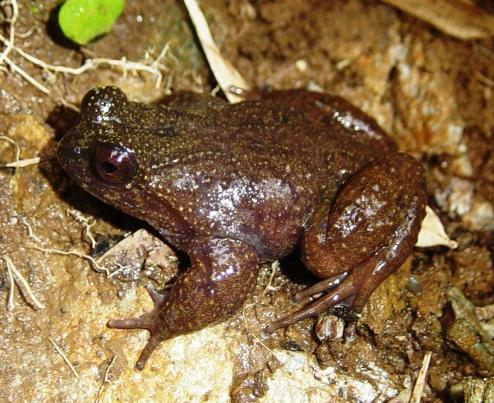
Sapo de Mehuín (Insuetophrynus acarpicus)

#### Reptiles
Parmi les reptiles, on remarque la présence du saurien (Liolaemus tenuis), une espèce de la famille des Liolaemidae qui vit dans les broussailles au climat méditerranéen et dans les forêts tempérées valdiviennes. Également présent dans le parc, le lagartija valdiviana (Liolaemus cyanogaster)  qui vit dans les forêts tempérées valdiviennes et dans les prairies.

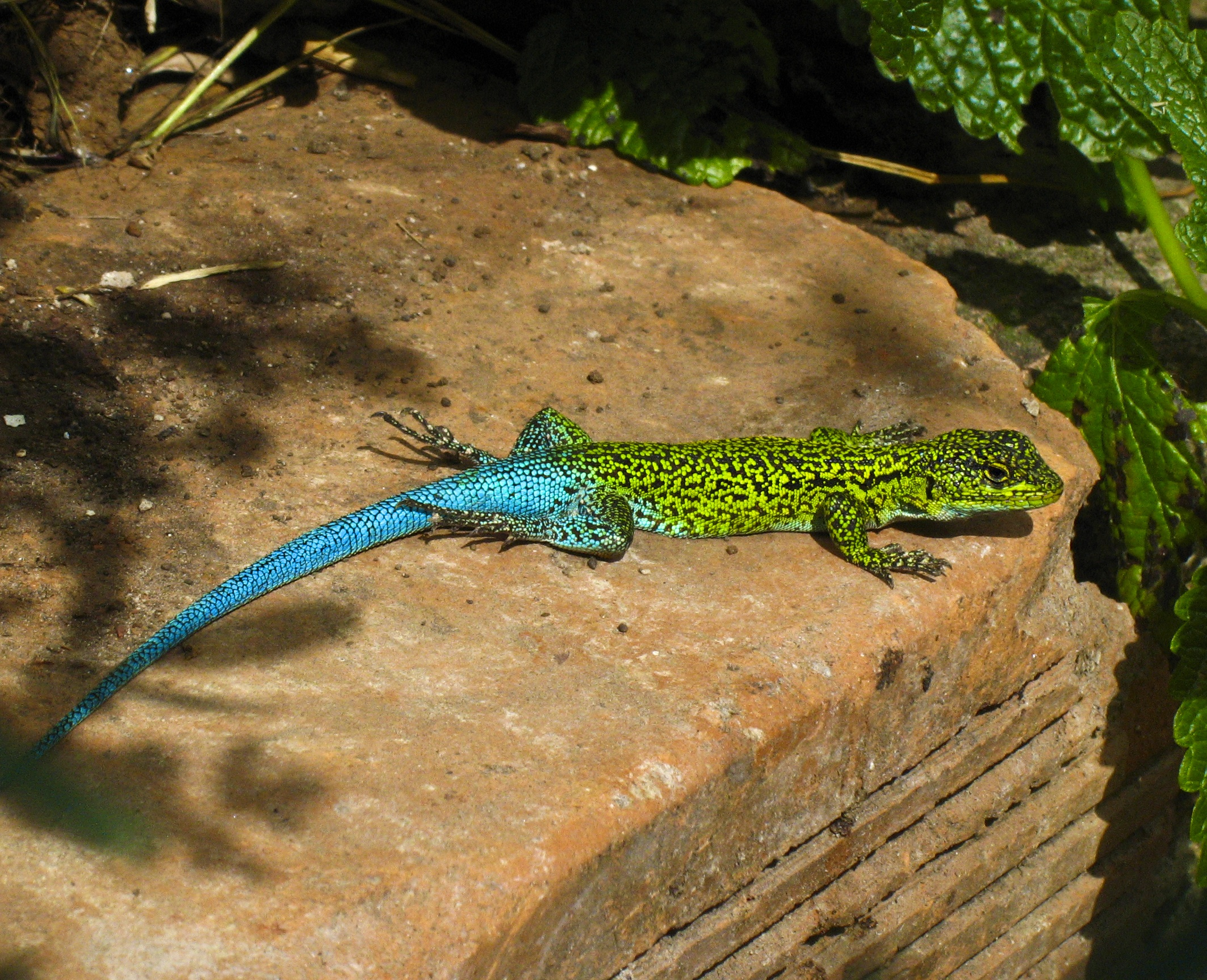
Le saurien Liolaemus tenuis de la famille des Iguania
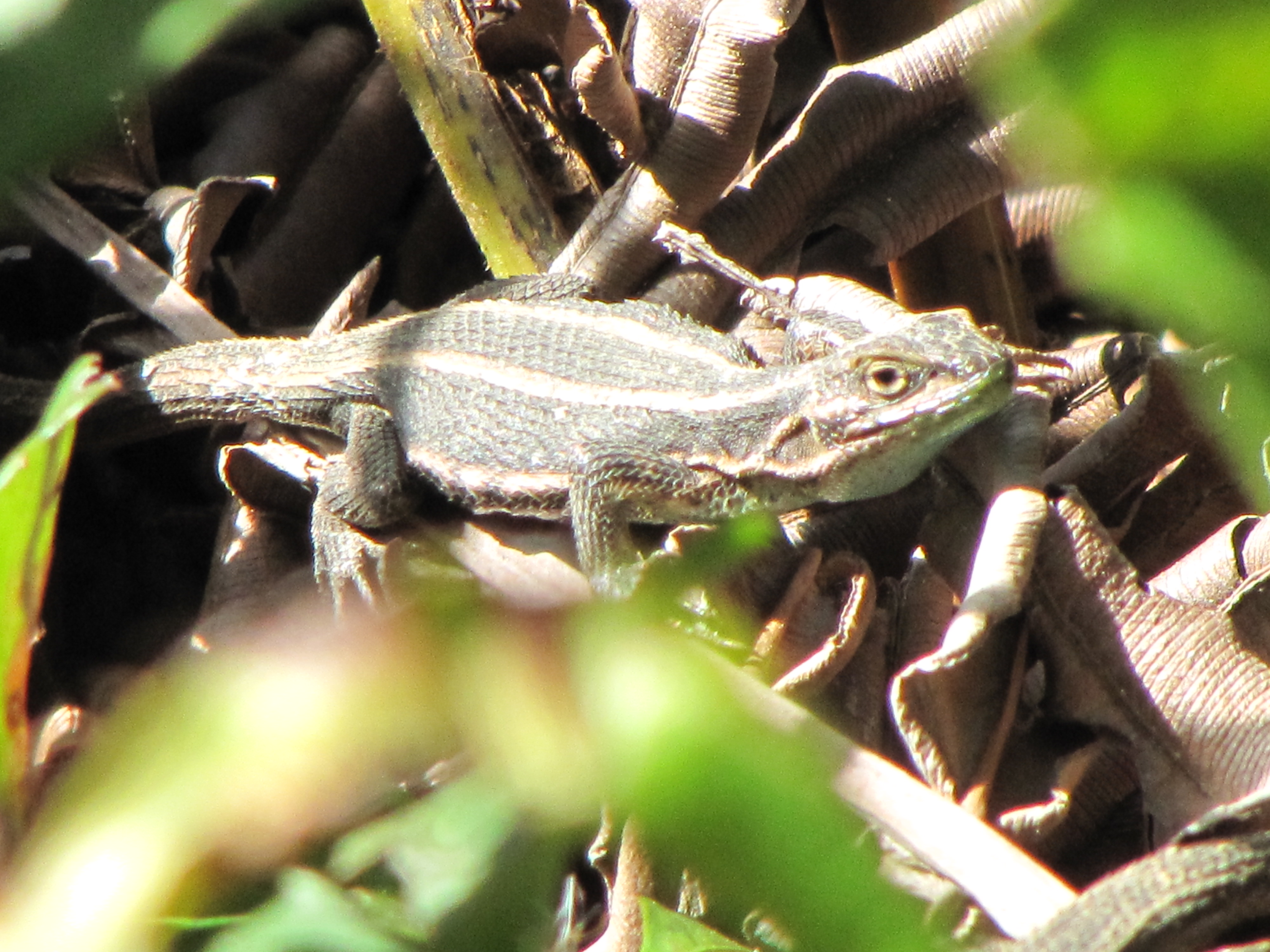
Lagartija valdiviana (Liolaemus cyanogaster)

### Faune holarctique
Depuis le début du XXe siècle, des exemplaires de la faune holarctique, introduits à des fins surtout cynégétiques, se sont très bien adaptés. Ainsi en est-il du sanglier, du cerf élaphe ou wapiti, du cerf axis ou chital d'Asie, du daim entre autres.

## Les lacs

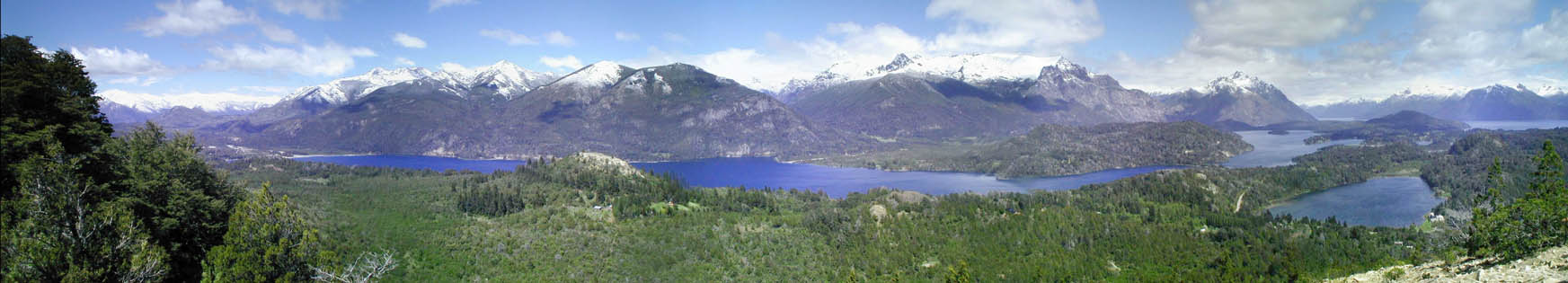
Cerros Catedral et López, ainsi que les lacs es et es, vus depuis la zone ouest de Bariloche. À droite, c'est-à-dire au sud, le plan d'eau que l'on voit est le lac Gutiérrez. Au fond, des hauteurs arrondies séparent le lac du vaste plateau sec de Patagonie centrale.

Le plus grand lac du parc est le lac Nahuel Huapi. Situé à une altitude de 768 mètres environ, il a une superficie de 557 km2, soit une surface un peu inférieure à celle du lac Léman. La longueur de ses rives est de 357 kilomètres. La superficie de son bassin est 4 260 km2. Il est renommé pour sa profondeur (sa profondeur maximale est de 464 mètres). Il se distingue par son rivage très déchiqueté. On lui distingue sept bras principaux. Son émissaire est le río Limay branche-mère de l'abondant río Negro.
Le lac Nahuel Huapi reçoit au nord le río Correntoso, cours d'eau fort abondant qui est son tributaire principal. Ce dernier est l'émissaire des lacs Correntoso, Espejo et Espejo Chico. Du nord encore, il reçoit les eaux du lac Totoral, lui-même alimenté par le lac Aruncohue. Au nord-ouest il est alimenté par le lac Ángel Gallardo.
À l'ouest (bras Blest), zone très arrosée, il a comme tributaires le lac Frías, le lac Ortiz Basualdo et le lac Los Cántaros. Au sud-ouest enfin le lac Frey et le lac Moreno lui apportent les eaux de leur bassin.
Le Lac Traful est situé plus au nord. Recevant notamment les eaux du lac Escondido (sud Neuquén), il est de toute beauté. Sur ses rives se trouve la petite localité de Villa Traful. Ce lac n'est pas tributaire du Nahuel Huapi ; il déverse ses eaux directement dans le río Limay, en rive gauche, via son émissaire, le río Traful.
Tout au nord du parc, existe une chaîne de lacs, tributaires du río Collón Curá via son affluent le río Filo Hua Hum. Ce sont d'amont en aval, le lac Villarino, le lac Falkner, le lac Nuevo et le lac Filo Hua Hum.

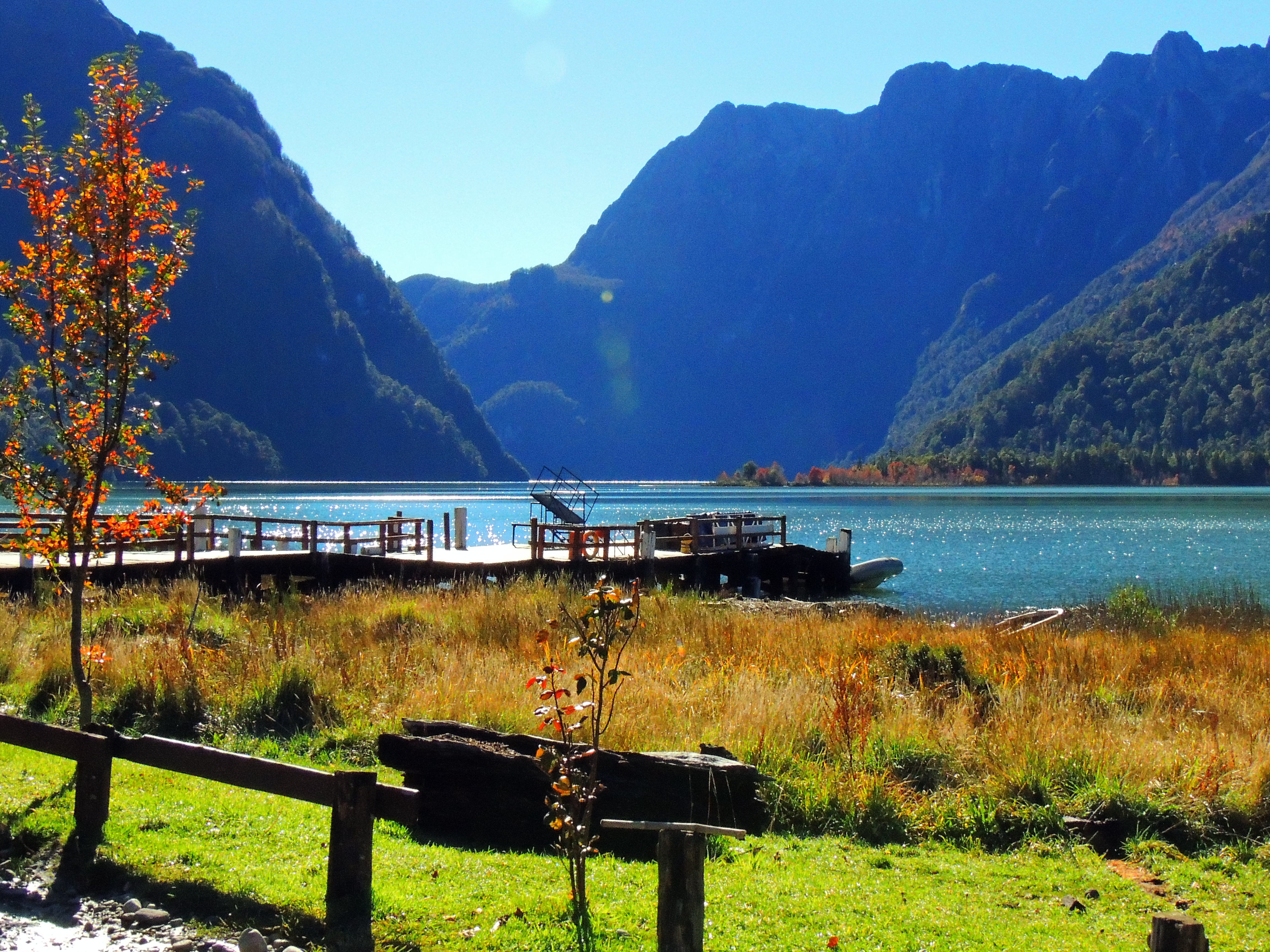
Le lac Frías. Les précipitations enregistrées dans son bassin sont de l'ordre de 3 500 millimètres annuellement, dû aux vents humides soufflant la plupart du temps depuis l'Océan Pacifique.
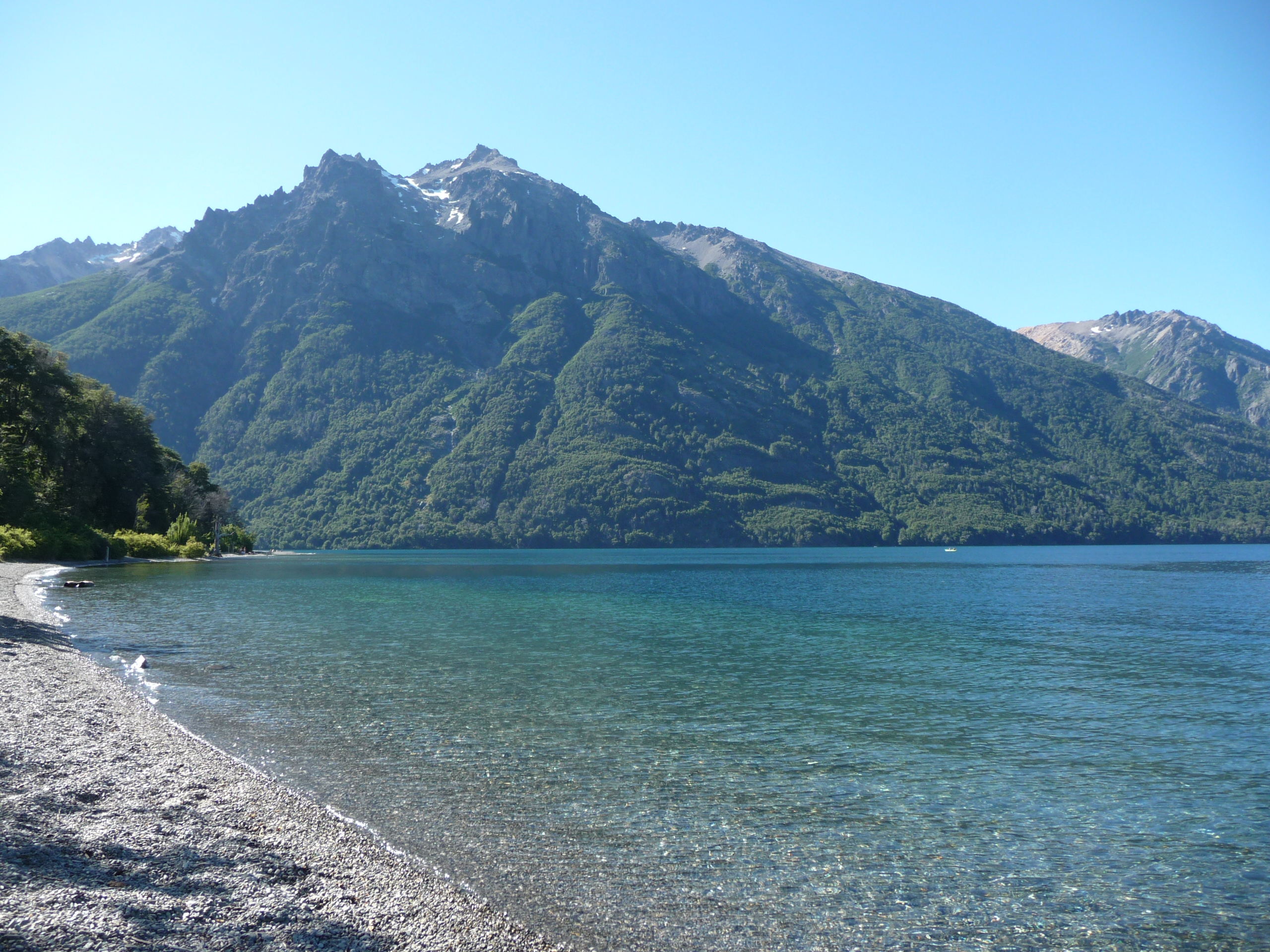
Vue du lac Gutiérrez. Ses rives sont recouvertes d'un beau manteau forestier. Il s'allonge du sud-sud-ouest vers le nord sur quelque 8 kilomètres, dans une vallée d'origine glaciaire entourée par les monts du Cerro Otto, du Cerro Catedral (2 405 mètres d'altitude) et du Cerro de la Ventana.
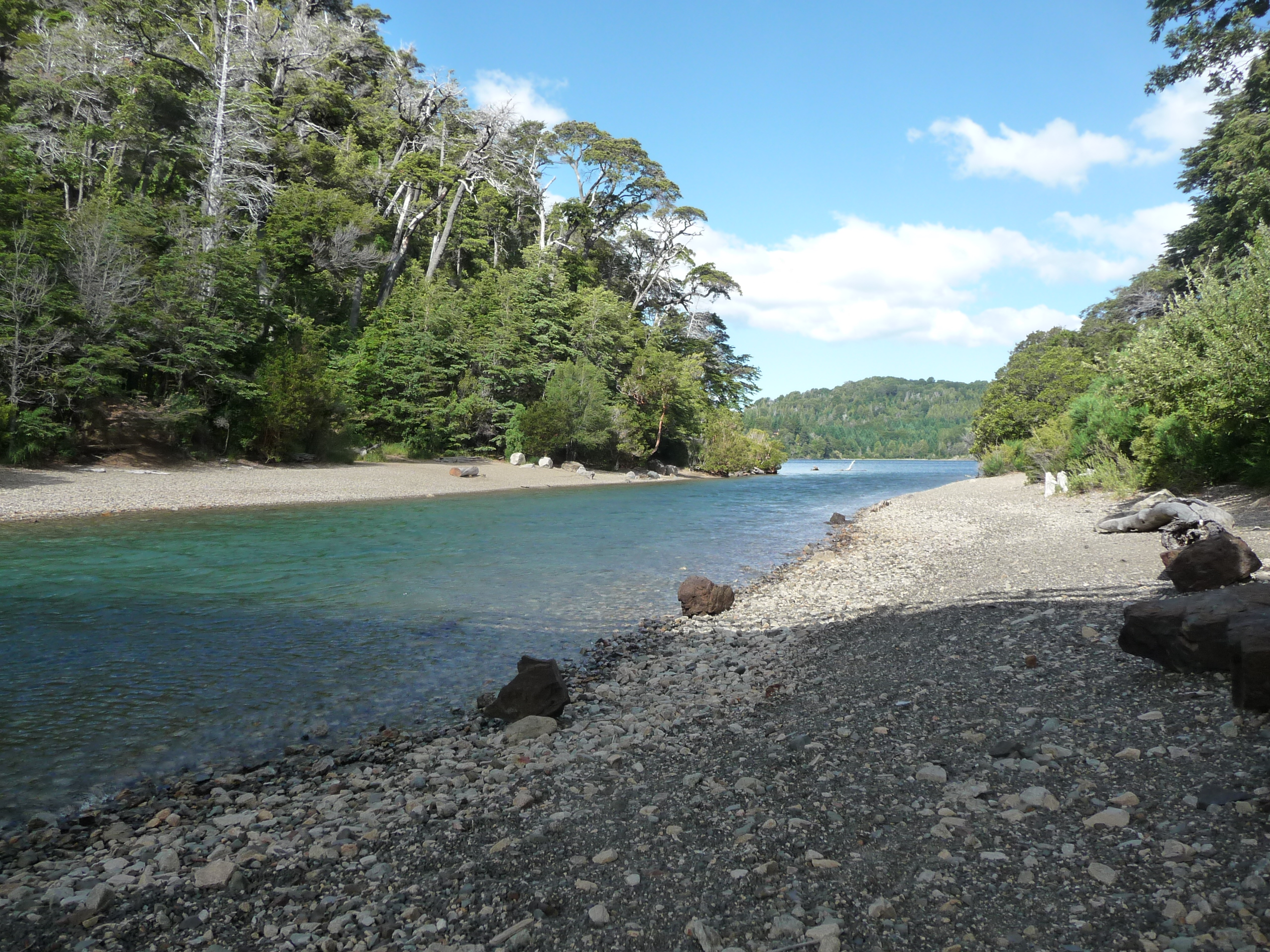
le rio Angostura, qui relie le lac Moreno (de face) et la baie López du lac Nahuel Huapi.

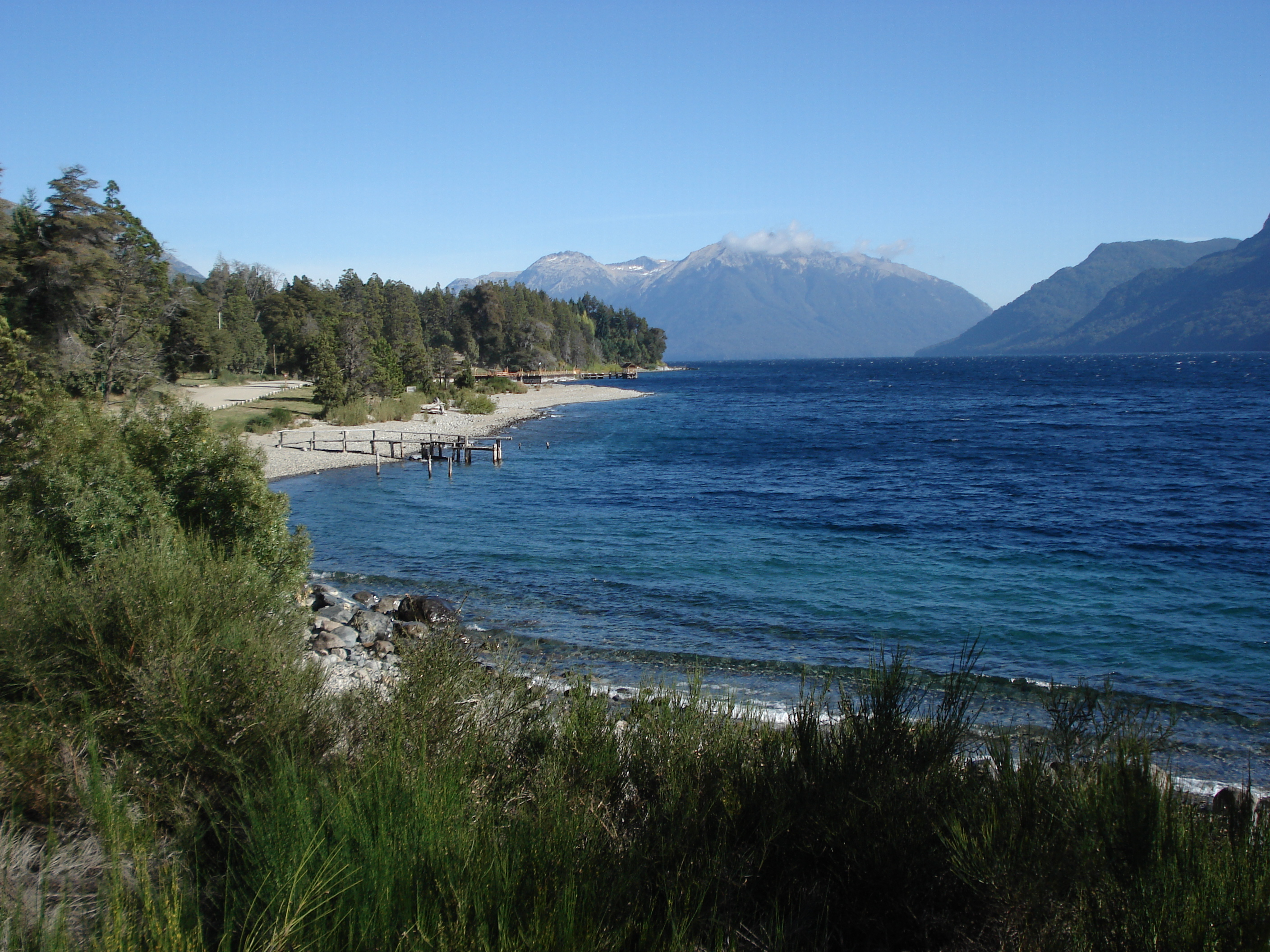
Petit embarcadère sur la rive du lac Traful. Entouré de profondes forêts et dominé par des cimes enneigées, le lac est d'une grande beauté. Sur ses rives, la petite localité de Villa Traful peut héberger les visiteurs.
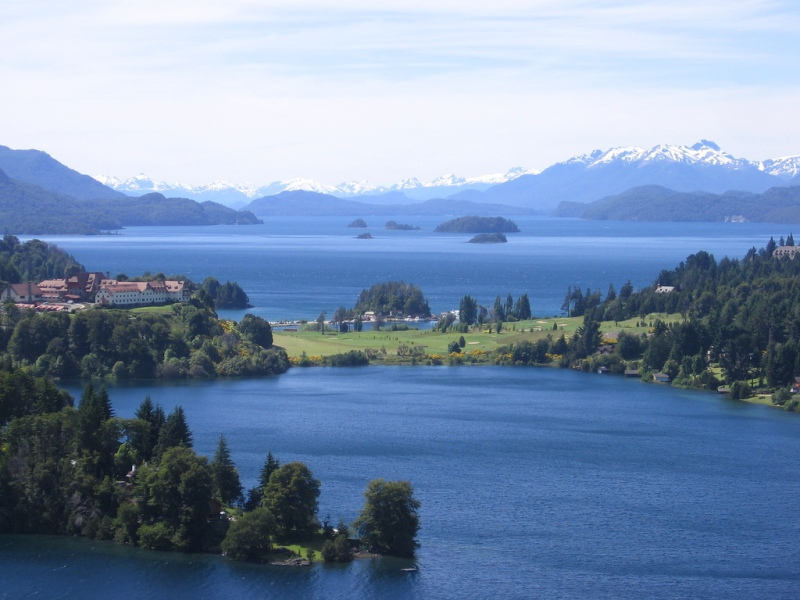
Vue des lacs Moreno (de face) et Nahuel Huapi (au fond), séparés par la pénínsule Llao Llao.
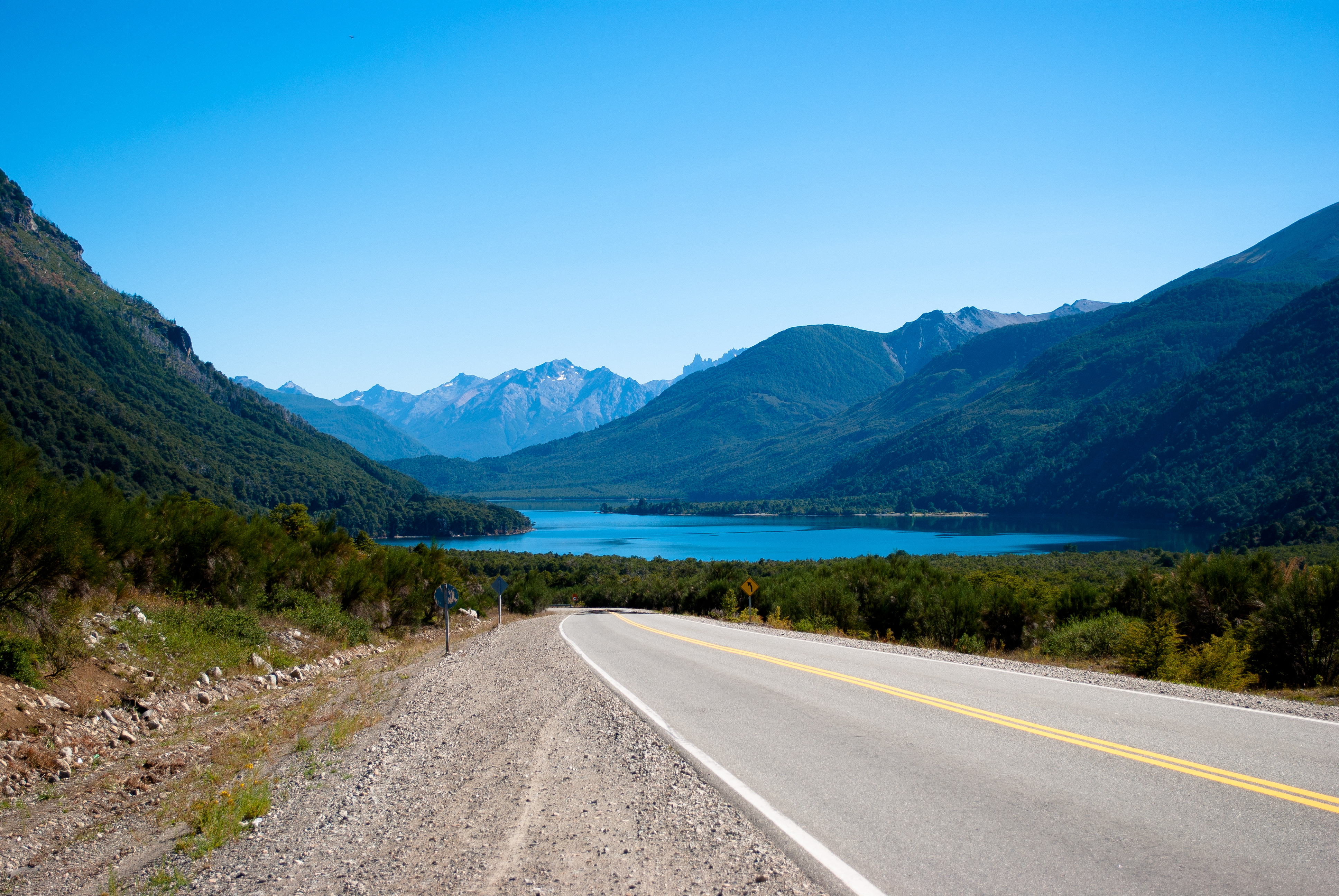
Le lac Guillelmo vu depuis la route nationale 40. La rive ouest du lac est longée du nord au sud par cette grand-route qui traverse une bonne partie du parc national.

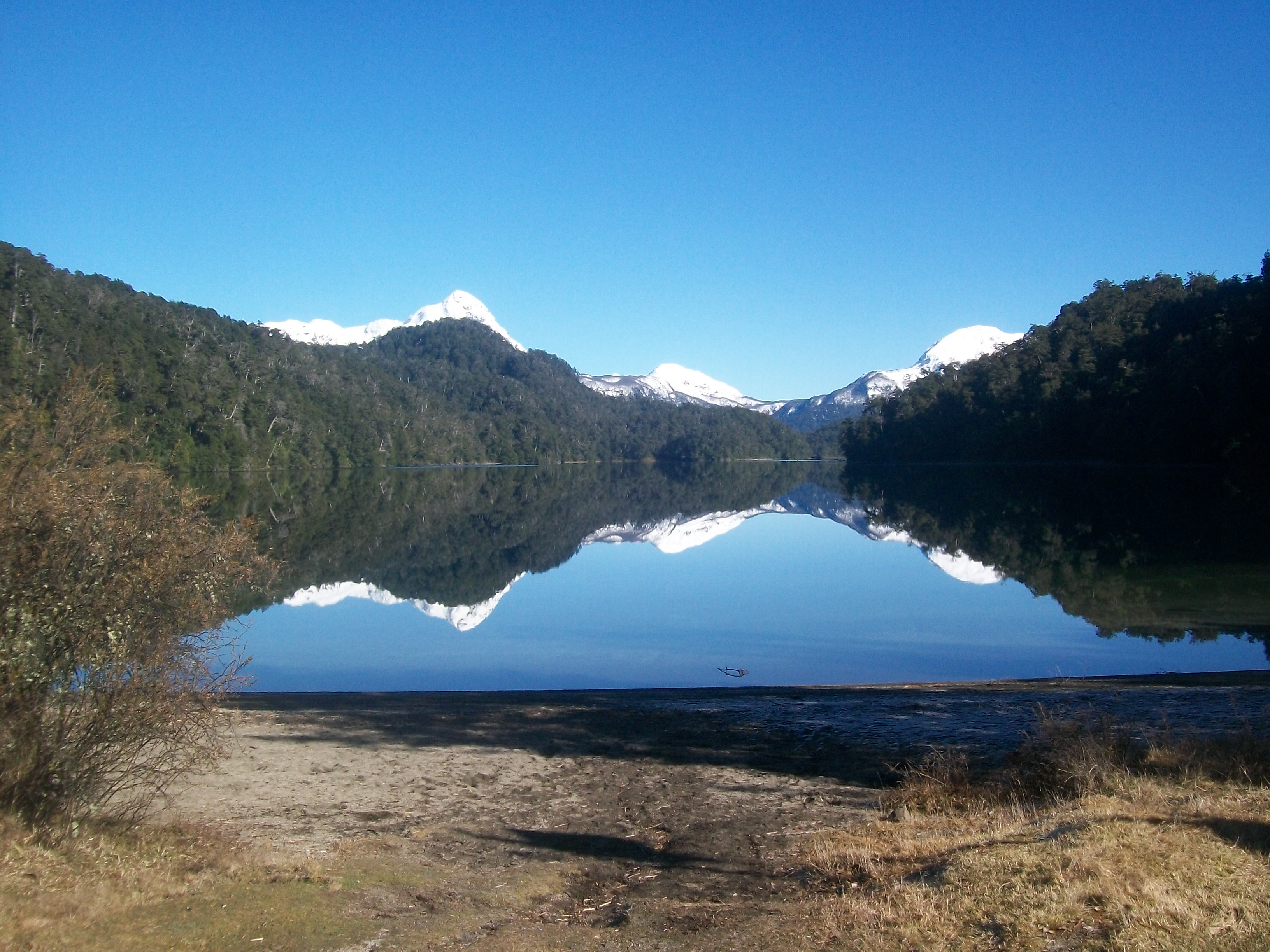
Le lac Espejo Chico se situe entre les lacs Espejo à l'ouest, et Correntoso à l'est. Se trouvant dans une zone de fortes précipitations et très isolée, ses rives sont recouvertes d'un superbe manteau forestier, en fort bon état.
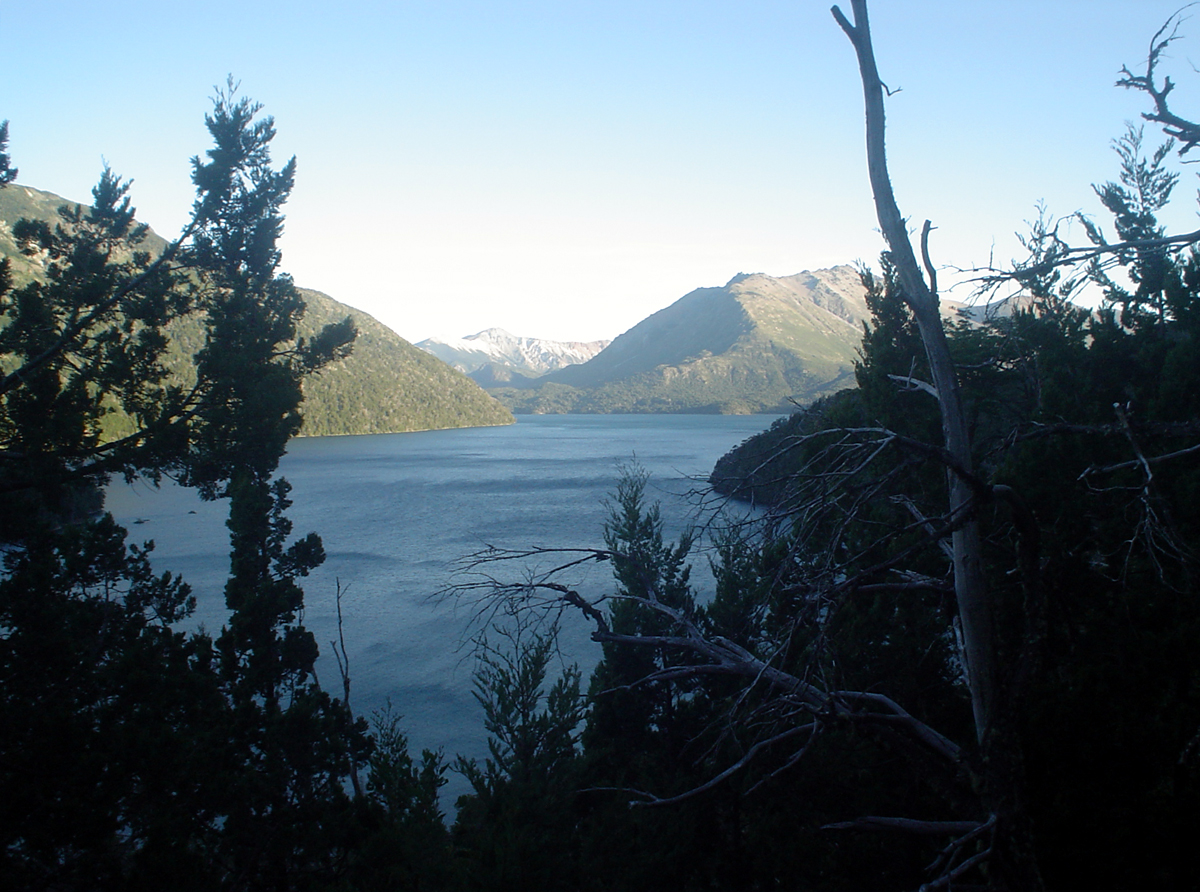
Vue du lac Mascardi (bassin du río Manso). Ce lac porte le nom du Père jésuite Nicolás Mascardi, qui dans la deuxième moitié du XVIIe siècle établit une mission sur les rives du lac Nahuel Huapi.
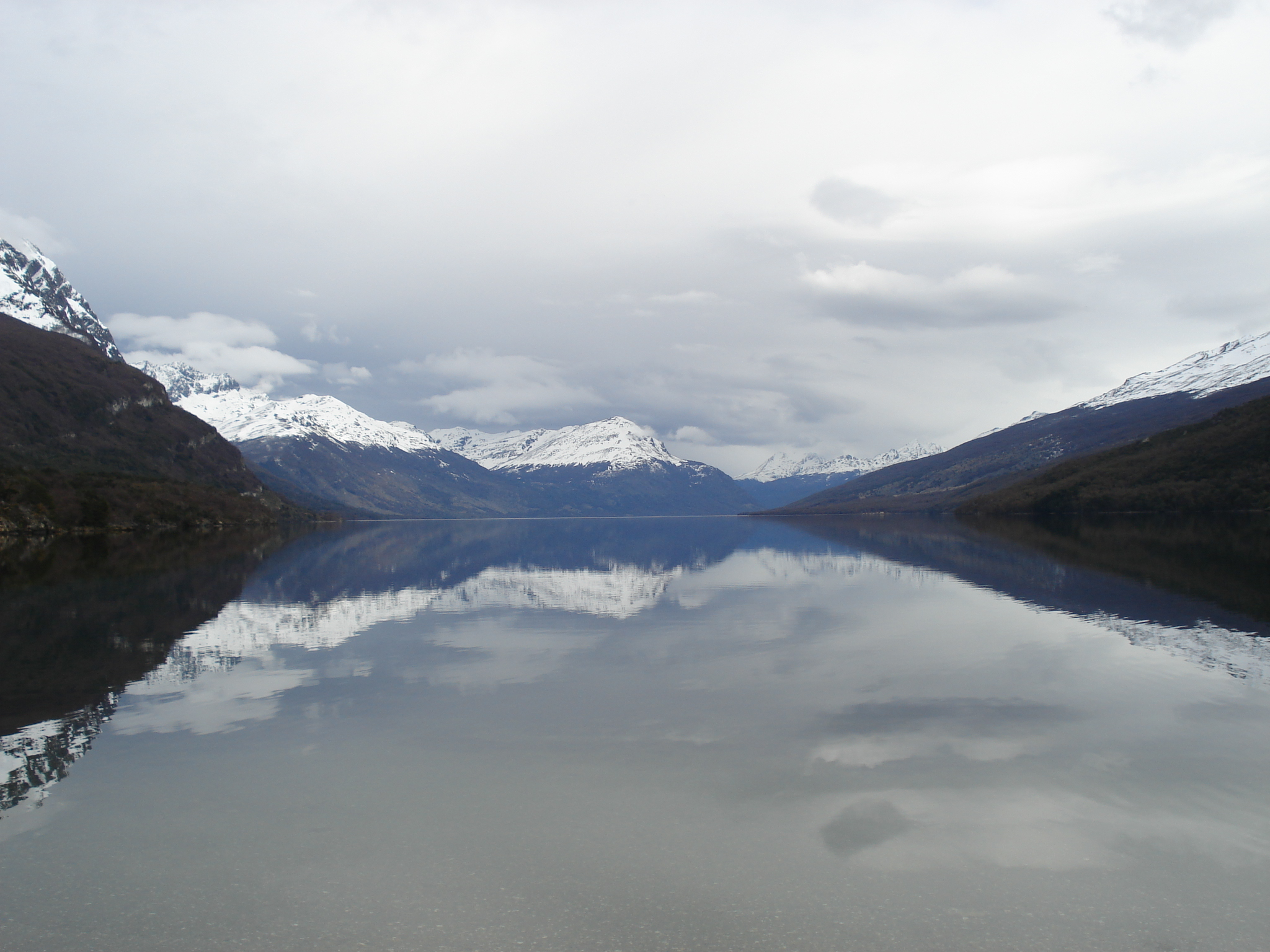
Lac Julio Roca Ses rives sont recouvertes d'un dense manteau forestier et seul un camping est établi sur sa rive. Tout près se trouve la Cascada de los Alerces (Cascade des Cyprès) sur le río Manso, une destination  touristique très populaire.

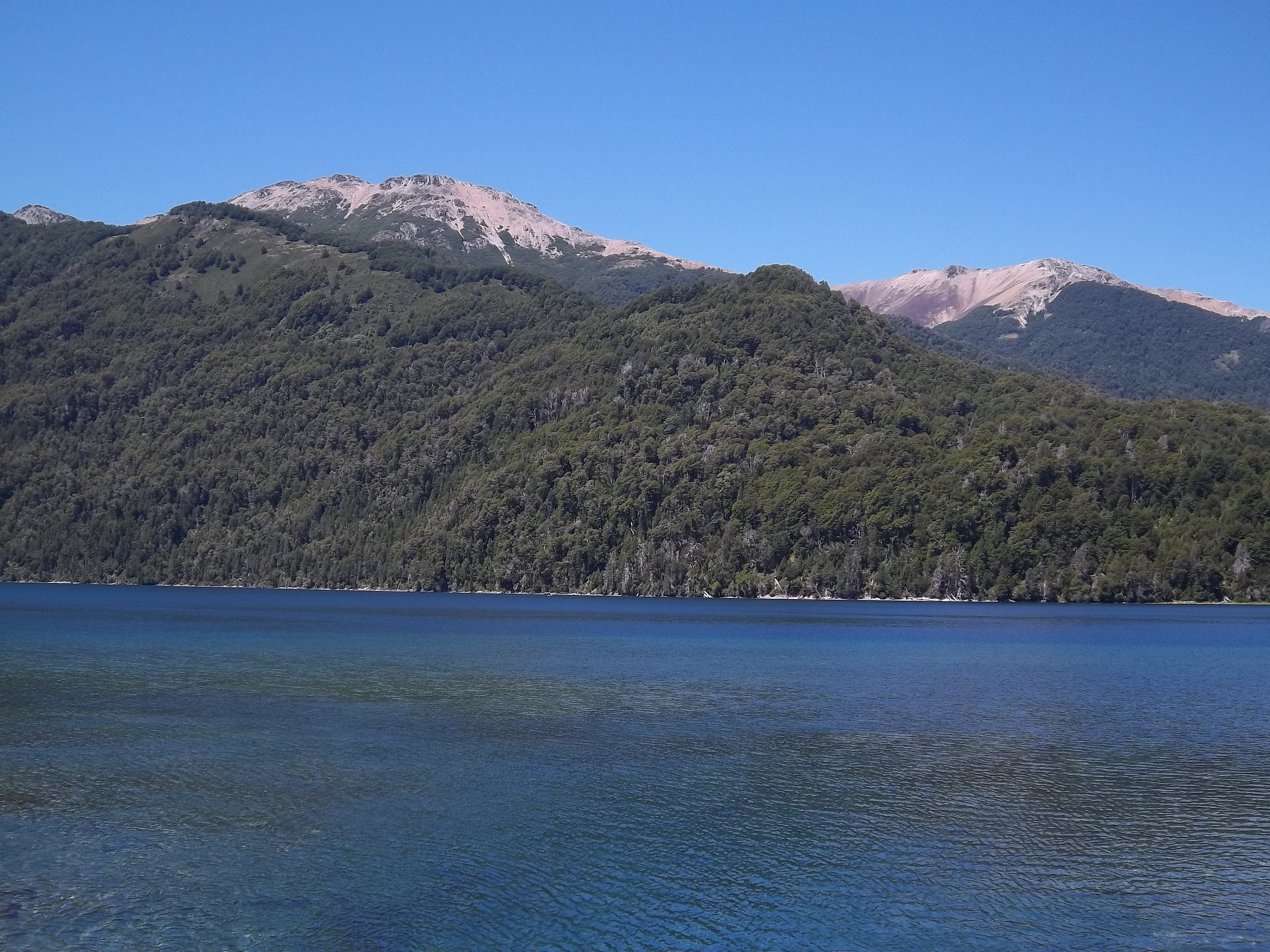
Le lac Correntoso vu depuis Villa La Angostura. Au fond : le Cerro Bayo.
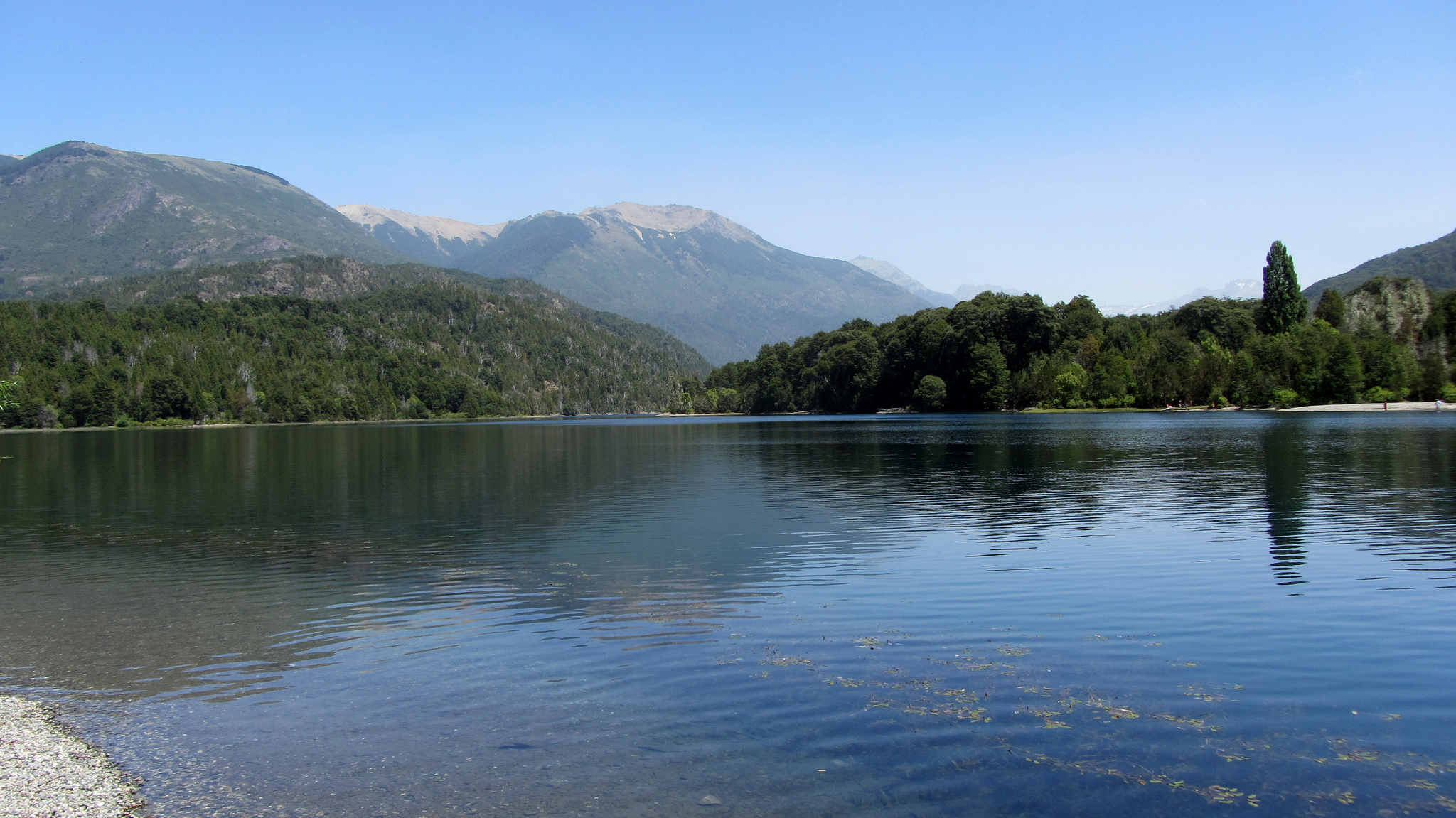
Le lac Steffen se trouve sur le parcours du río Manso
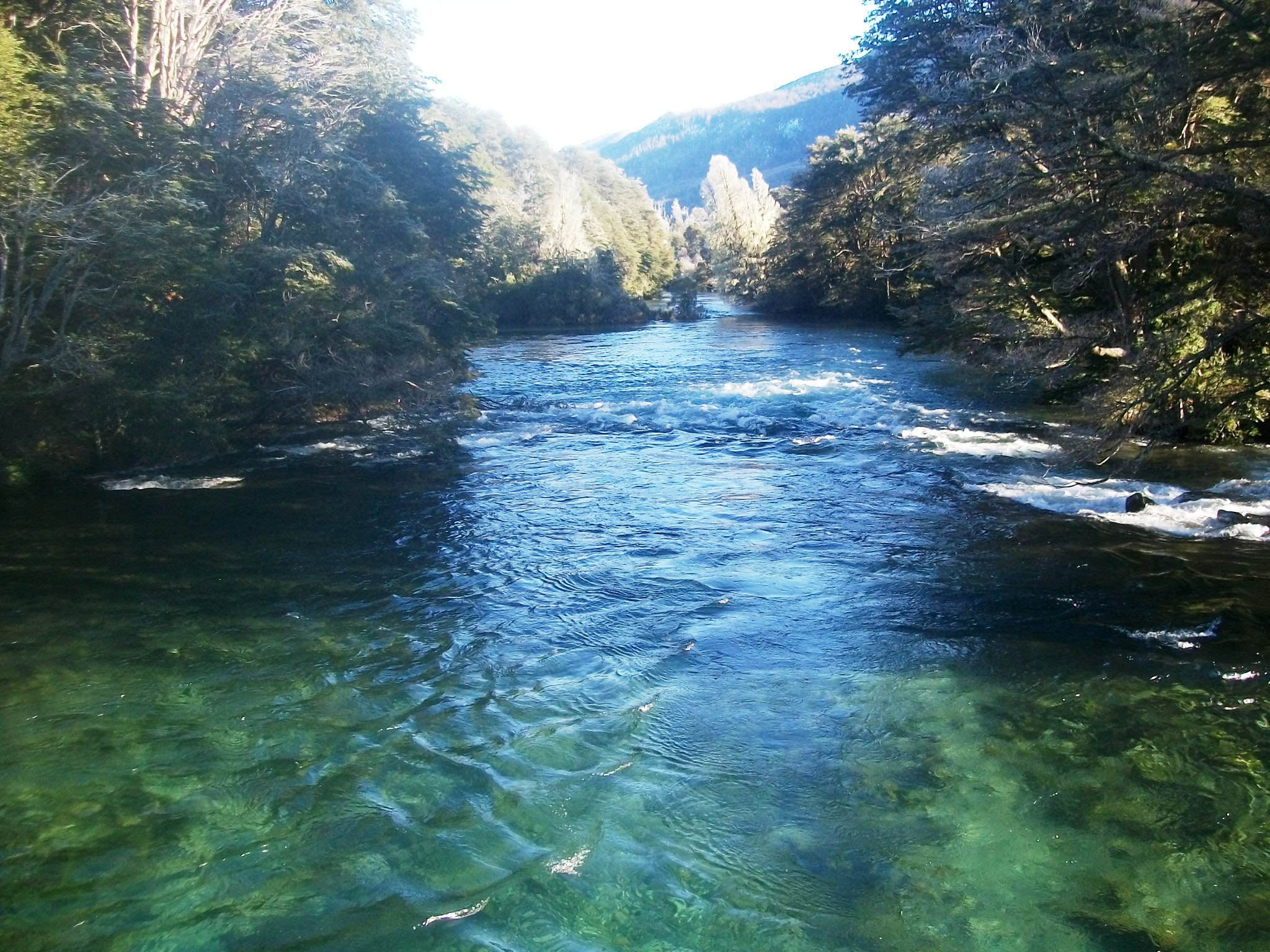
Le río Manso en son cours supérieur, près du lac Los Moscos.

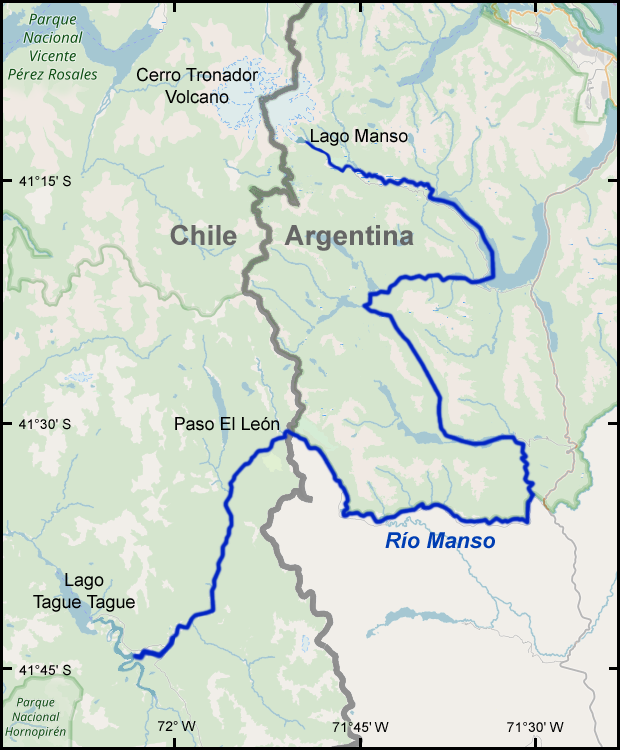
Le cours du río Manso.

La partie méridionale du parc appartient au bassin du río Manso. Celui-ci draine les eaux d'une belle série de lacs dont la plupart se trouvent sur le territoire du parc national Nahuel Huapi, et les autres au sud de celui-ci. Au sein du parc, il y a d'abord le lac Mascardi qui lui-même reçoit les eaux du lac Guillelmo ainsi que de la lagune Llum (d'accès difficile). Suivent le lac Los Moscos et le lac Hess, dont le lac Fonck est tributaire ainsi que le lac Los Césares. En outre, il recueille les eaux du lac Julio Roca, du lac Linco, du lac Felipe, du lac Escondido, du lac Montes et du lac Soberanía. Le río Manso se jette alors dans le lac Steffen, lequel reçoit l'émissaire du lac Martín.
Puis la rivière quitte le parc et, s'orientant franchement vers l'ouest, elle matérialise d'abord sa limite sud, puis passe bientôt sur le territoire du Chili voisin.

## Localités

### Au sein du parc
- San Carlos de Bariloche (113 299 habitants en 2010), située sur la rive sud du lac lac Nahuel Huapi. C'est assez curieusement une grande ville en expansion entièrement située dans un parc national. C'est la ville la plus peuplée de la province de Río Negro, et la troisième agglomération de Patagonie argentine, après Neuquén et Comodoro Rivadavia. Très grand centre touristique (le second d'Argentine après Mar del Plata), elle possède un grand nombre d'attractions, allant de l'escalade et des sports d'hiver jusqu'aux cures de repos dans de confortables hôtels.
- Villa La Angostura (11 063 habitants[16]), ville située sur  la rive nord-ouest du lac Nahuel Huapi (en province de Neuquén), au sud de l'isthme étroit séparant le lac Nahuel Huapi du lac Correntoso, traversé par le court émissaire de ce dernier, le río Correntoso.
- Villa Traful (417 habitants) dans la zone nord du parc. Petit centre touristique fort bien équipé sur la rive du lac Traful. Région très riche en attractions touristiques naturelles: monts enneigés, lacs, forêts diverses. En particulier il existe non loin le curieux bois submergé de Traful, où l'on peut pratiquer la plongée[17]. Grand centre de pêche sportive également.
- Colonia Suiza

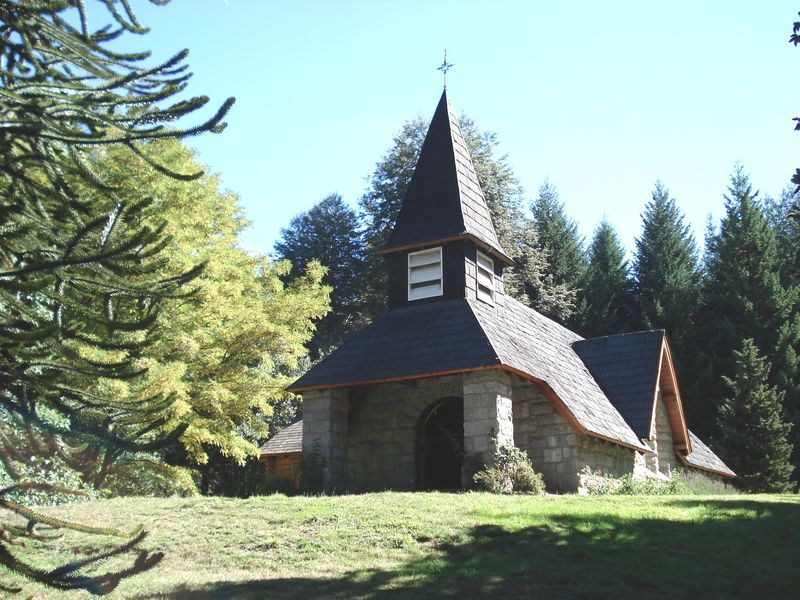
Chapelle de la Virgen del Asunción à Villa La Angostura.
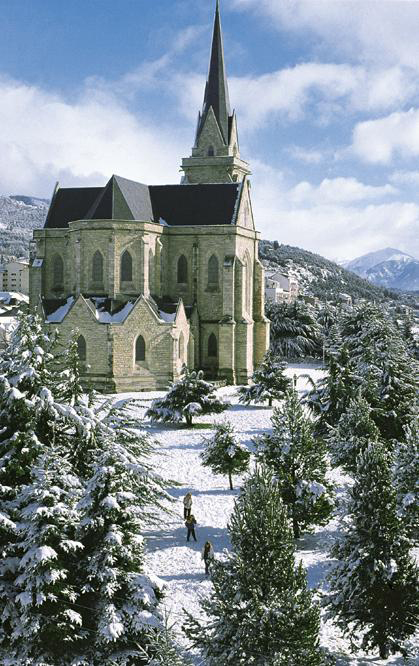
La cathédrale de Bariloche
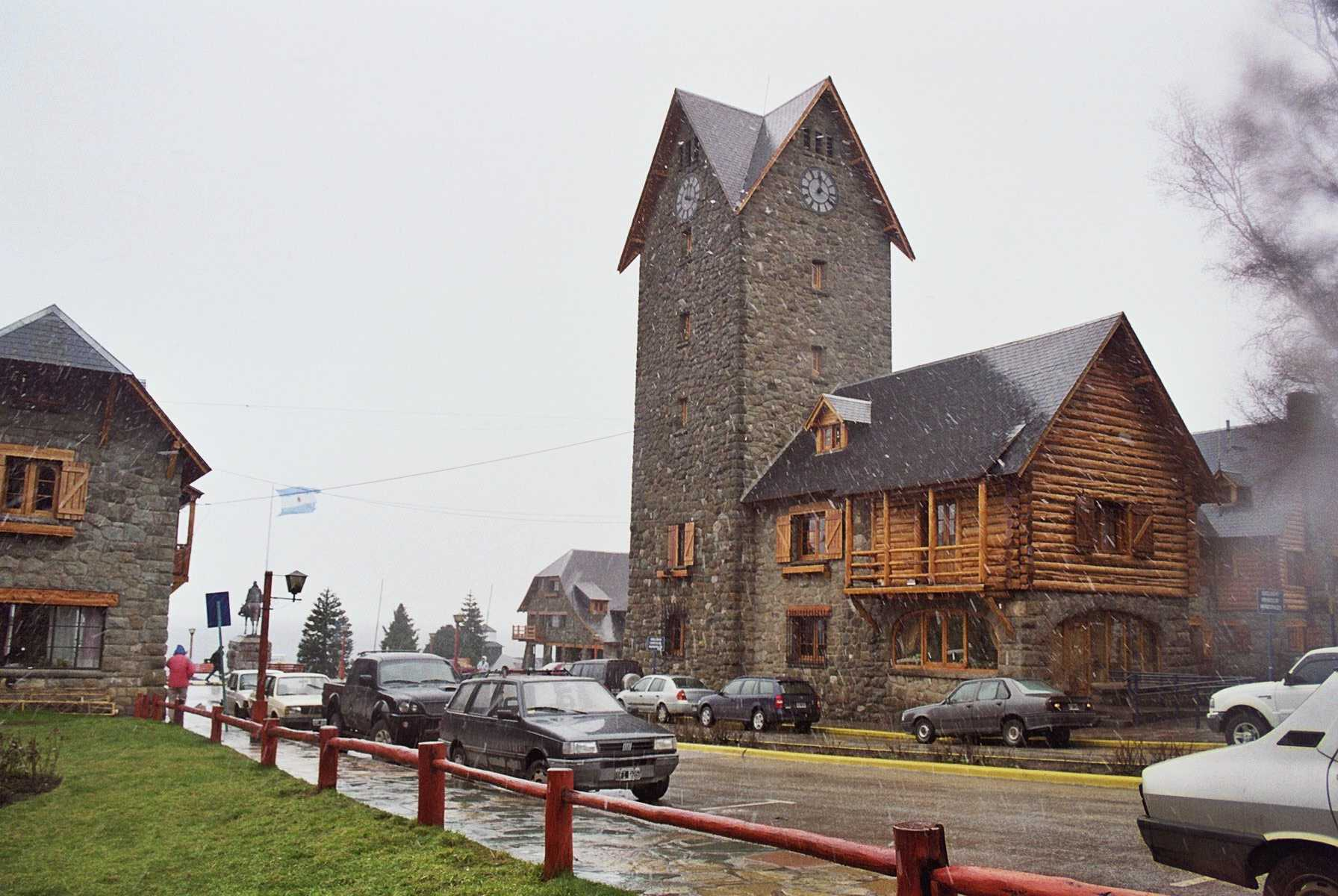
Centro Cívico (Centre civique) à Bariloche.

### Toutes proches du parc

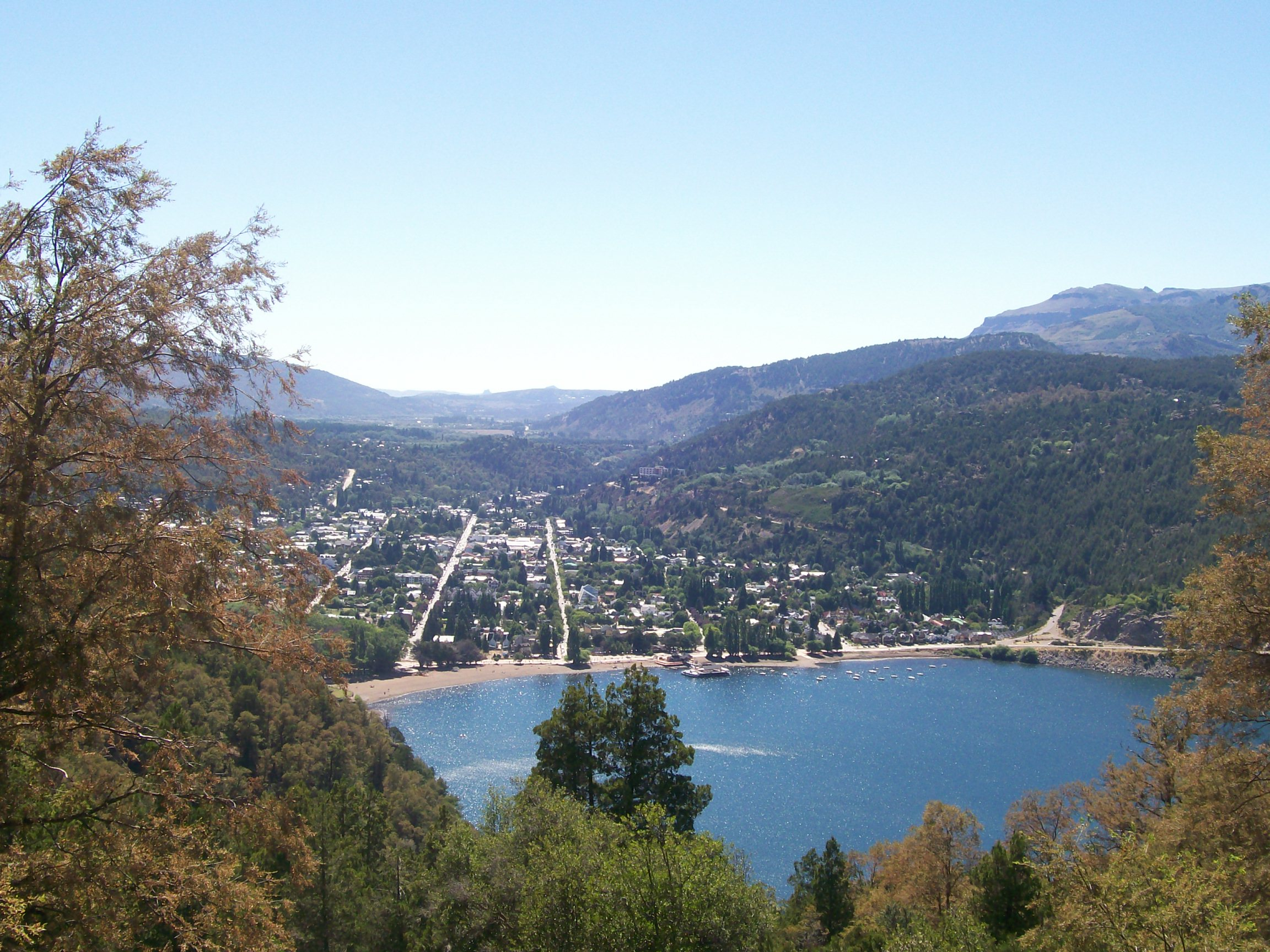
San Martín de los Andes et le lac Lácar.

- San Martín de los Andes (27 956 habitants), en province de Neuquén, édifiée sur la rive est du lac Lácar, dans un site enchanteur, est le centre touristique principal de cette province et la porte d'entrée idéale pour accéder à la moitié nord du parc Nahuel Huapi. On y accède par des routes bien revêtues et par un aéroport. La Route des Sept Lacs, longue de 105 kilomètres, traverse la moitié nord du parc national et relie ainsi la ville à Villa La Angostura sur le lac Nahuel Huapi.

- El Bolsón (19 009 habitants) qui se situe au sud du parc national, sur le territoire de la province de Río Negro, peut être considérée comme porte d'entrée sud du parc national. La ville est desservie par la route nationale 40.

- Dina Huapi (3 469 habitants), qui doit son nom à une assez importante colonie de Danois, se situe à l'extrémité orientale du parc national sur la route nationale 40, à son intersection avec la route nationale 23.

## Voies d'accès

### Voies d'accès routières
La route nationale 40 qui, en Argentine, suit un trajet sud-nord, au pied des Andes, traverse la partie sud du parc depuis El Bolson au sud, passe par San Carlos de Bariloche, puis traverse le rio Limay à Dina Huapi, longe ce dernier jusqu'à la centrale hydro-électrique du barrage d'Alicurá, et enfin cout vers le nord en direction de Junín de los Andes et de Zapala en province de Neuquén.
D'est en ouest le parc est desservi par la route nationale 22, qui va de Bahía Blanca sur l'Atlantique à la ville de Neuquén, en longeant le fleuve río Negro tout au long de son cours moyen, et qui se termine à Zapala au niveau de la RN 40 précitée.

La route nationale 237
La route nationale 40 dans les provinces de Río Negro et Neuquén. En rouge, le tracé 2003-2012.
La route nationale 22.

Tracé de la route nationale 23 - En vert : l'ancien tracé.

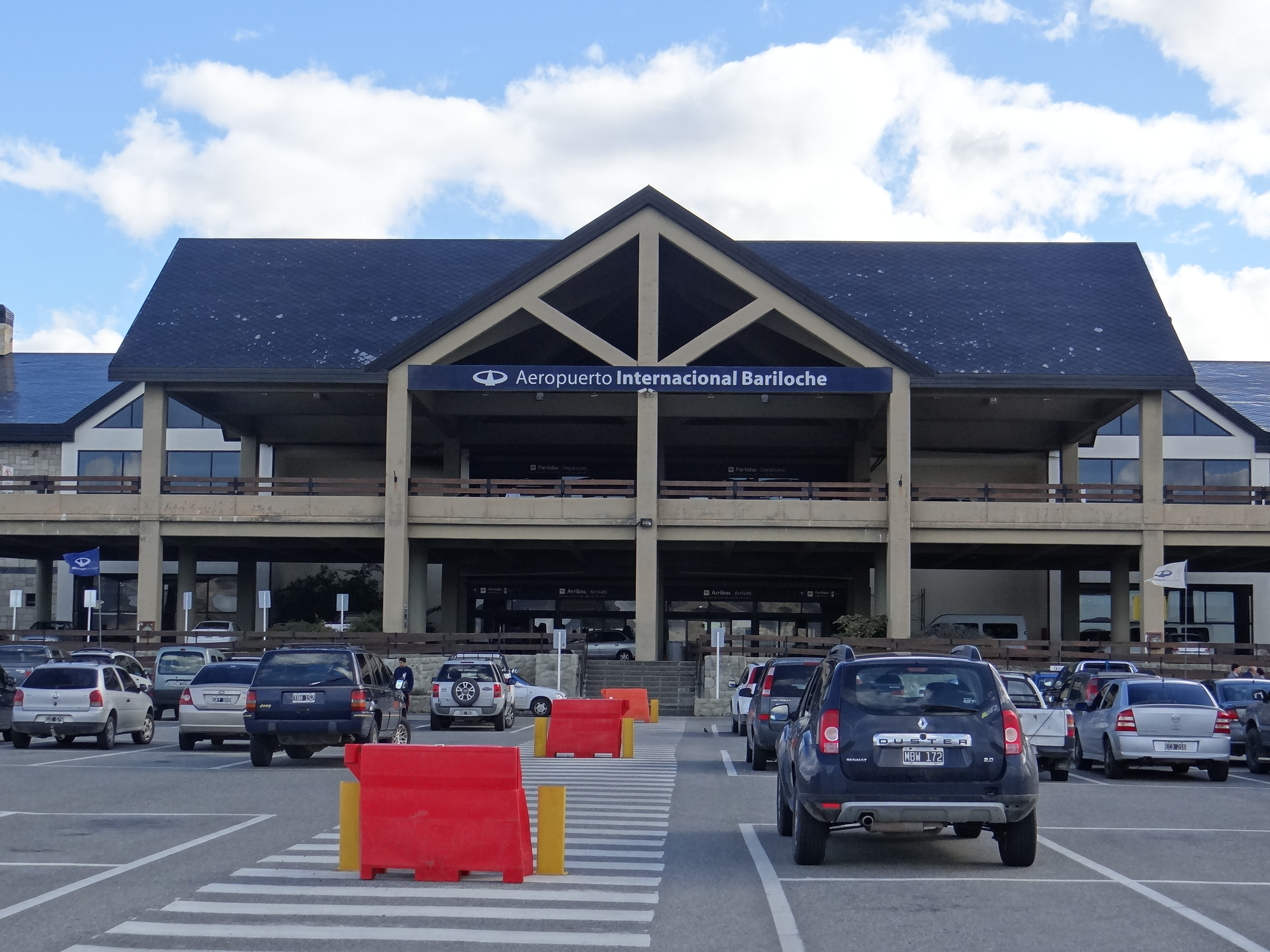
L'Aéroport International Teniente Luis Candelaria à Bariloche

Depuis Neuquén jusqu'aux environs du Parc national Nahuel Huapi, la route nationale 237 se déroule, et permet ainsi une liaison facile entre le grand centre touristique andin et la capitale Buenos Aires (via les RN 3, RN 22 puis RN 237).
Plus au sud, en fait courant au centre de la province de Río Negro , la route nationale 23, hélas fort mal revêtue, relie la région de Viedma, à l'est, avec les abords de San Carlos de Bariloche, à l'ouest, et donc directement avec la partie sud du parc national Nahuel Huapi.
Autre route fort importante : la route nationale 231 (totalement asphaltée), longue de 105 km. Elle traverse le parc d'est en ouest, en longeant la rive nord du lac Nahuel Huapi. Elle unit la route nationale 40 aux environs de Dina Huapi, avec le col andin passage Cardinal Antonio Samorè, à 1 314 mètres d'altitude, à la frontière chilienne. Au Chili, la route continue en tant que route CH-215, qui mène à la ville d'Osorno.

### Voie d'accès aérienne
San Carlos de Bariloche possède un aéroport fort fréquenté par les touristes désireux d'accéder au parc national Nahuel Huapi ou aux alentours. La ville est située à 1 650 km de Buenos Aires. Plusieurs compagnies aériennes assurent une liaison régulière entre les deux villes grâce à l'aéroport de la ville (code IATA : BRC - code OACI : SAZS). Des vols internationaux desservent également la ville.
Le trafic passagers se montait à 1 308 001 personnes en 2017, soit un doublement en 10 ans. La longueur de piste est de 2 200 mètres, ce qui lui permet de recevoir des Airbus 320.
Les liaisons sont nombreuses avec Buenos Aires (Aéroport Jorge-Newbery : 59 liaisons hebdomadaires, passant à 135 en période hivernale ou estivale) (Aéroport international Ministro Pistarini: 7 liaisons) (aéroport El Palomar: 7 liaisons).
La ville propose aussi des vols vers les aéroports argentins de Bahía Blanca, Córdoba, El Calafate, Mendoza, Rosario et Tucumán.
Il y a aussi quelques liaisons avec l'étranger : Campinas-Viracopos et São Paulo-Guarulhos au Brésil, et Santiago au Chili.

### Accès ferroviaire

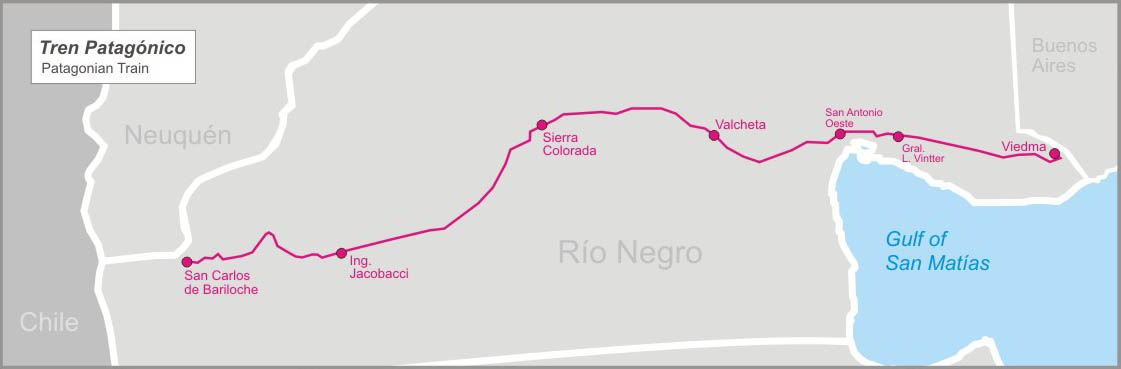
Carte de la ligne Viedma-Bariloche desservie par Tren Patagónico S.A.

Bariloche est reliée par chemin de fer à Viedma (820 km de trajet).
Cette voie ferrée, appelée Tren Patagónico, est un chemin de fer de type touristique qui parcourt, depuis l'Atlantique jusqu'aux Andes, les paysages de la meseta (plateau) du sud de la province. La concession de ce service est aux mains de Tren Patagónico S.A. (antérieurement Servicios Ferroviarios Patagónicos) qui exécute des services tant au niveau passagers qu'au niveau charges au sein de la ligne Roca du réseau ferroviaire argentin, entre Viedma et San Carlos de Bariloche.

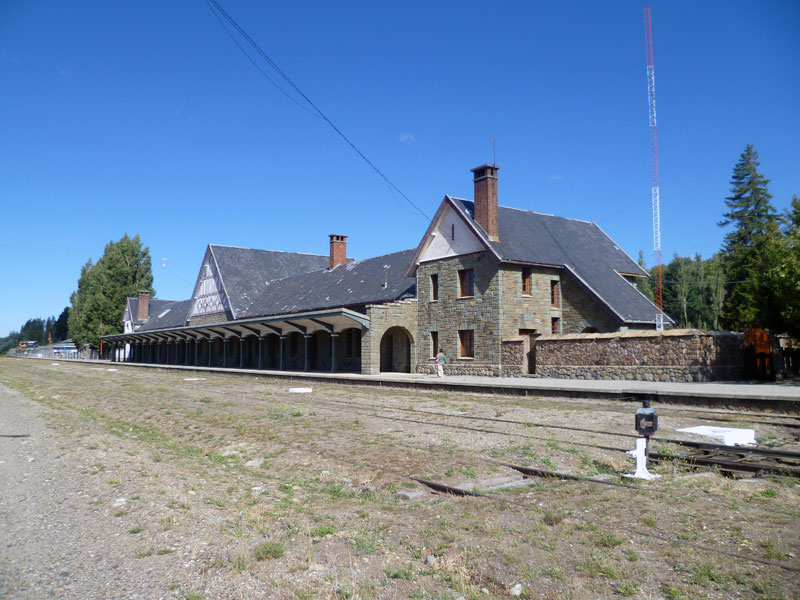
La gare de San Carlos de Bariloche
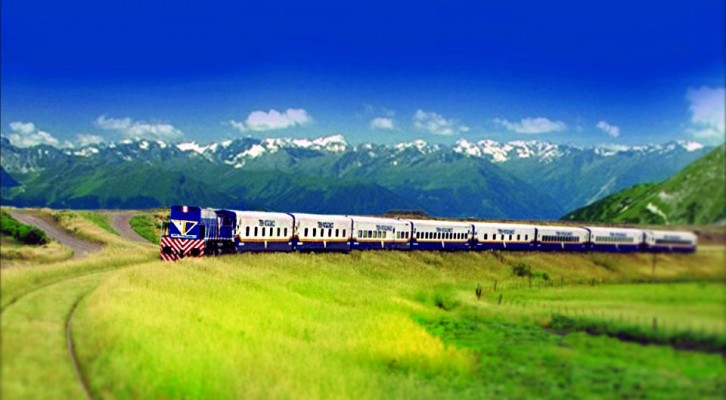
Le Tren Patagónico arrivant à Bariloche.

Servicios Ferroviarios Patagónicos est reconnue pour apporter un service de qualité similaire à celui de l'époque connue comme dorée (época dorada) des Ferrocarriles Argentinos (1949-1993).
Cette qualité est reconnue internationalement. De plus l'entreprise offre des services uniques, comme :
- wagon-restaurant
- transport de voitures
- chambres
- wagon-discothèque

Un bémol cependant. D'après un voyageur ayant effectué le trajet en janvier 2018, le voyage de 820 kilomètres aurait duré 25 heures, ce qui est plutôt lent, mais peut parfaitement convenir aux voyageurs peu pressés et désireux de profiter des paysages traversés. En outre, depuis 2013, on parle de prolonger la ligne jusque Buenos Aires, mais en 2018, cela n'avait toujours pas été réalisé. Il est vrai que l'interminable crise argentine qui dure depuis le début des années 1950, semble loin d'être terminée et, en conséquence, les budgets ne suivent pas.

## Tourisme

### Tourisme sportif
- À 19 kilomètres du centre de San Carlos de Bariloche, se trouve le massif montagneux appelé Cerro Catedral. C'est le centre de ski le plus grand d'Amérique du Sud et de l'hémisphère sud. Du côté nord-est de la montagne, s'est développé le centre de ski, avec de nombreux moyens d'ascension mécaniques, aires de services et hôtels.

- Son secteur extrême sud comporte une série d'aiguilles rocheuses qui sont à la base d'une importante activité d'escalade, principalement en été.

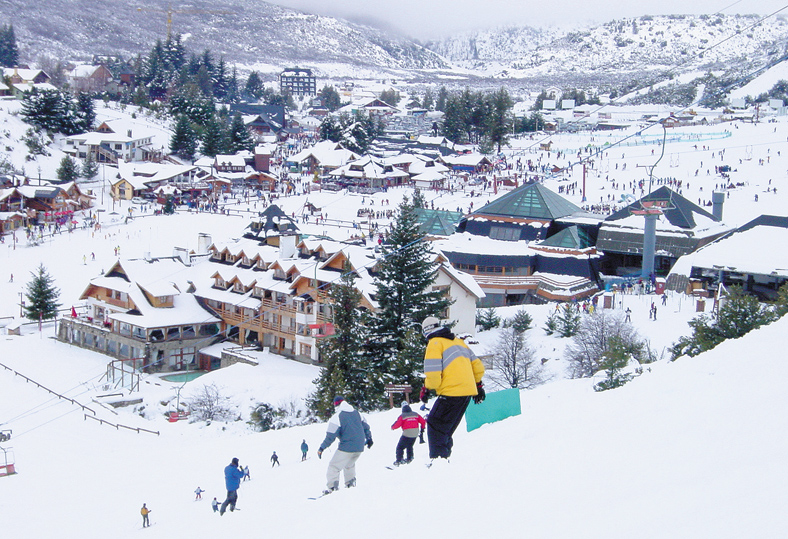
Cerro Catedral, un des centres de ski les plus grands du monde.
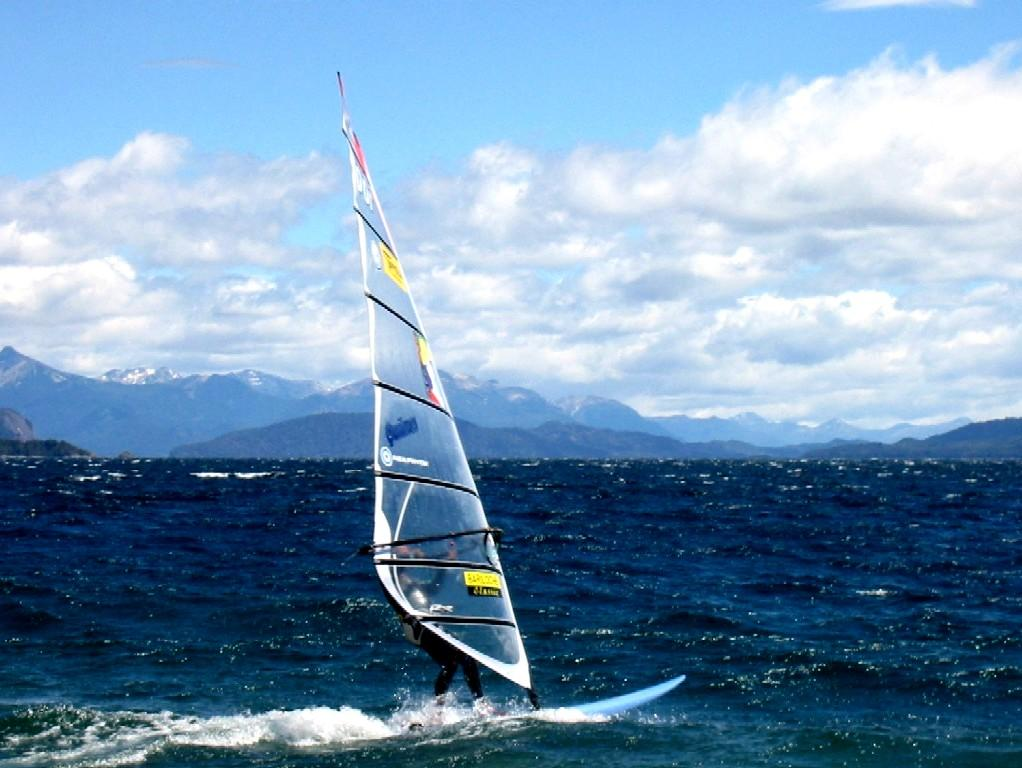
Windsurfing sur le lac Nahuel Huapi.

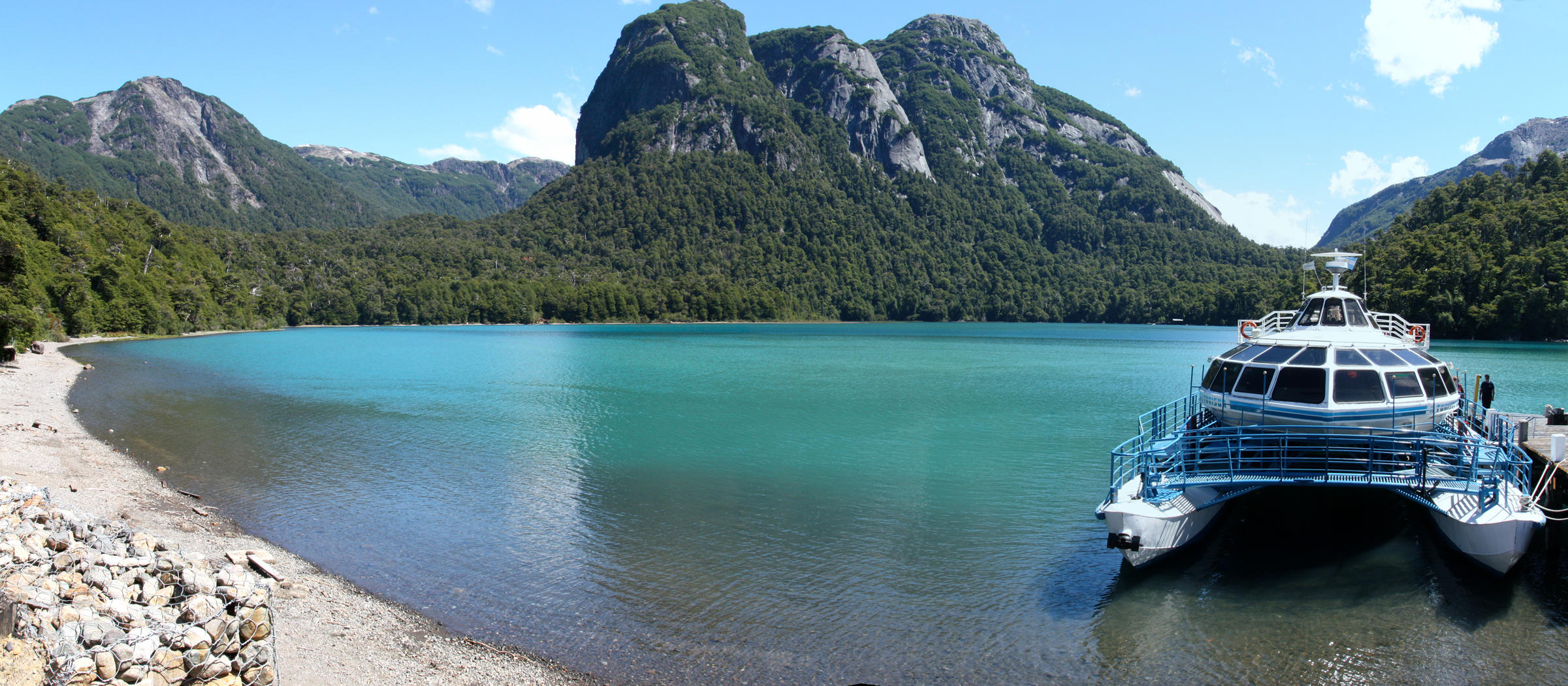
Vue du lac Nahuel Huapi à son extrémité occidentale : la zone de Puert Blest.
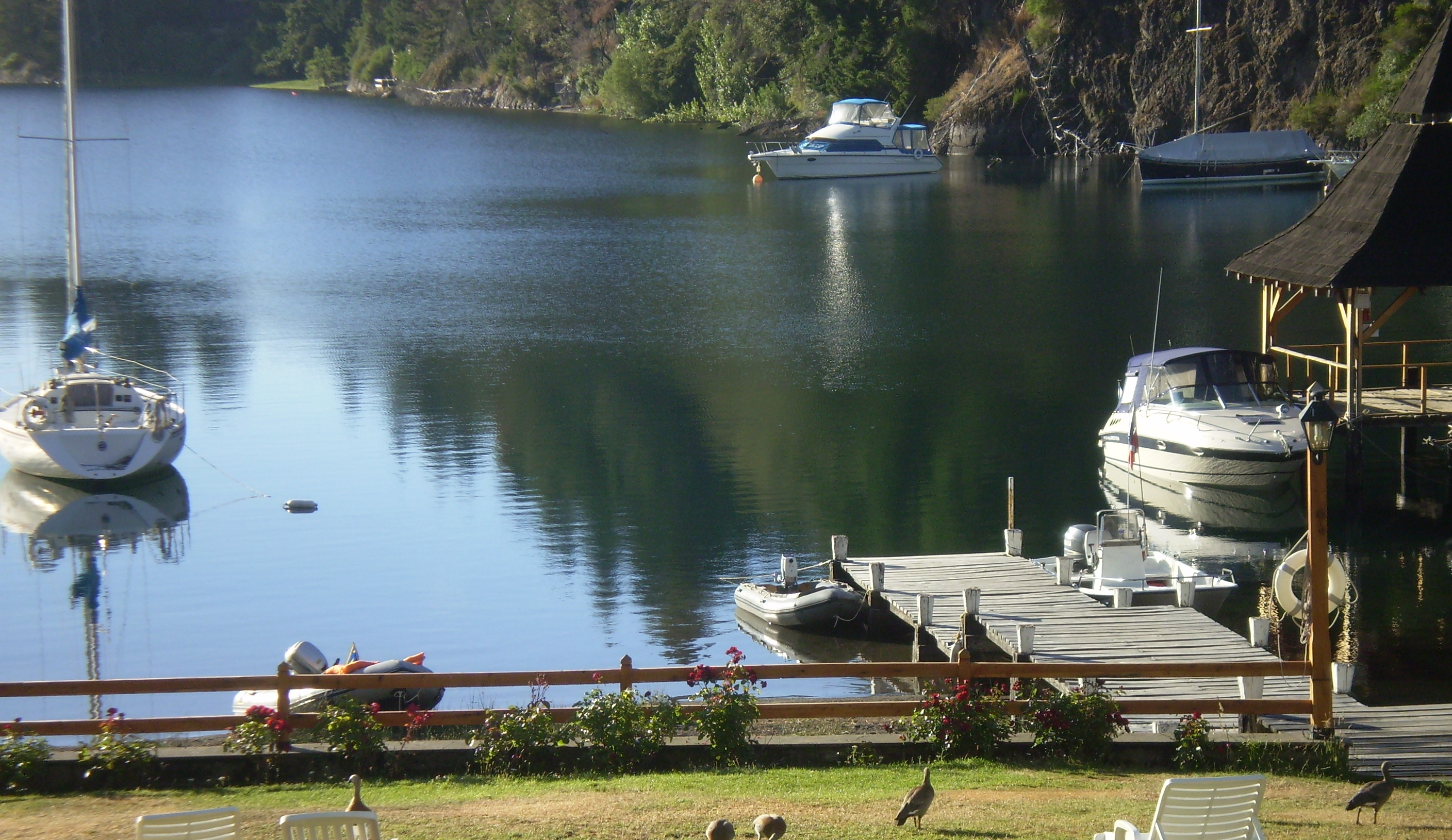
Port de plaisance à Villa Angostura

- Au nord-est de la localité de Villa La Angostura, le Cerro Bayo abrite un centre de ski qui compte pas moins de 24 pistes, dont deux pour débutants, dix pour habitués et douze pour skieurs chevronnés.

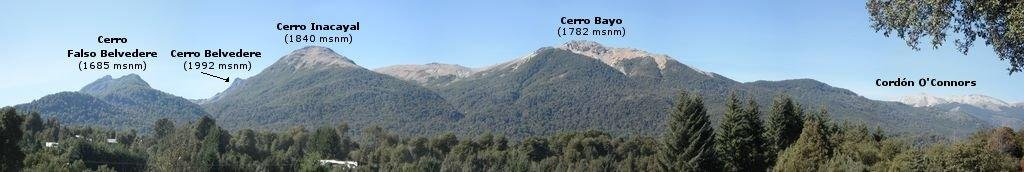
Vue des montagnes du nord-est de Villa La Angostura dans le parc national Nahuel Huapi, prise depuis le sud-ouest du massif, en direction du nord-est.

### Logement  et hôtels
Le grand hôtel Llao Llao à 25 km à l'ouest de Bariloche, sans doute la plus impressionnante construction du parc national est devenu un symbole de celui-ci et de la beauté grandiose de ses sites. Construit en 1939 sur une hauteur dominant les lacs Moreno et Nahuel Huapi, il offrait 173 chambres et 28 suites, plus un terrain de golf, un spa, et une piscine climatisée. En 2007 on a inauguré une nouvelle aile sur le lac Moreno comprenant 43 chambres luxueuses.

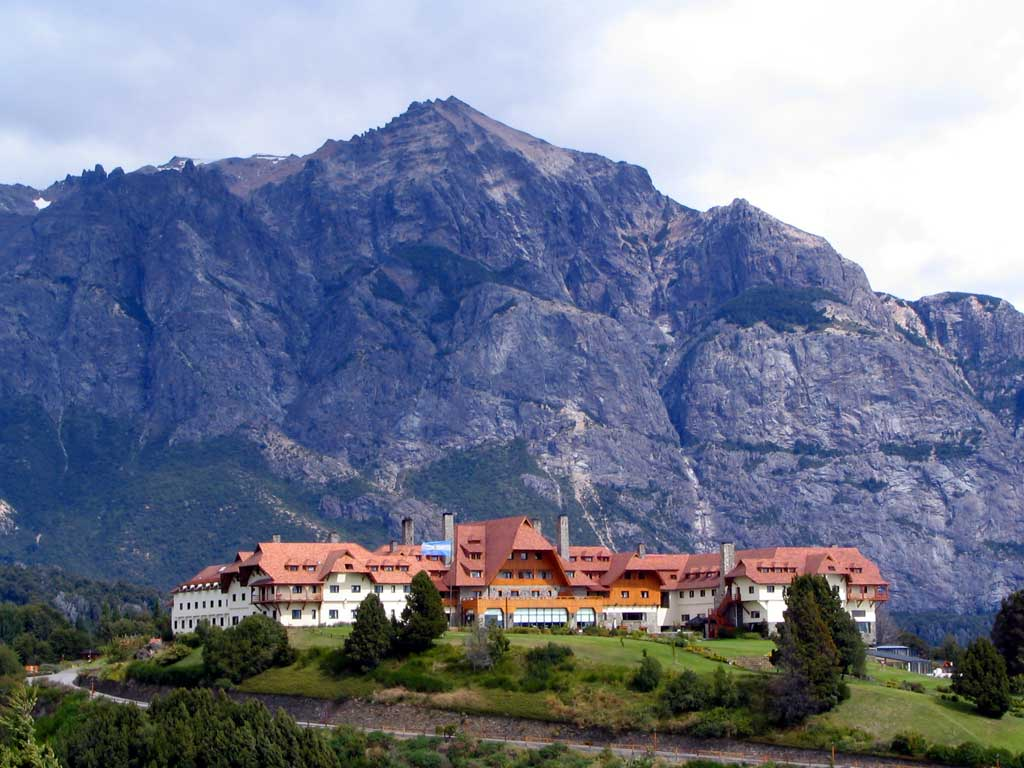
Vue de l'hôtel Llao Llao près de Bariloche, avec le Cerro López à l'arrière-plan (2 075 mètres).
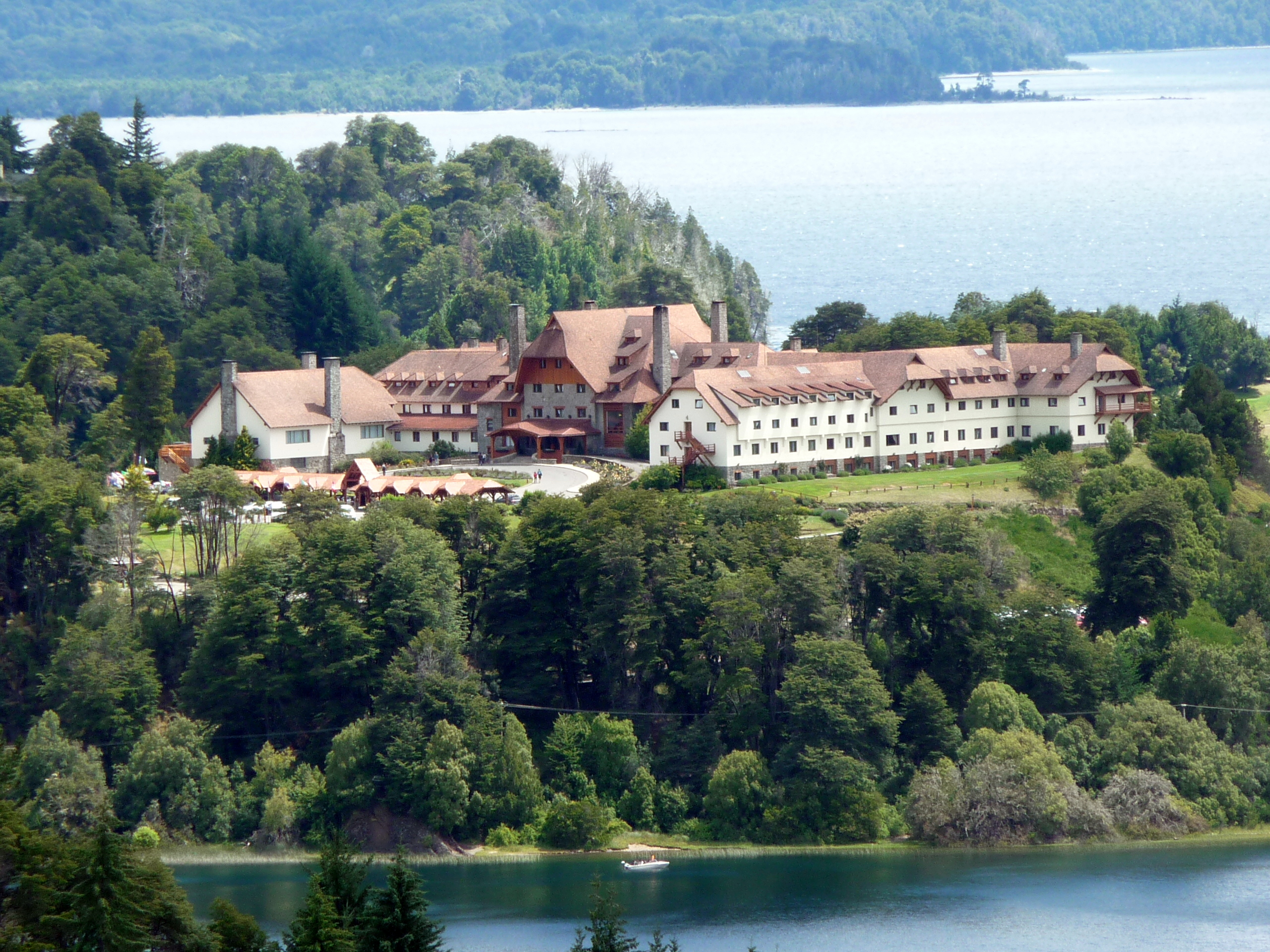
Hôtel Llao Llao, vu depuis le point de vue panoramique du Circuito Chico. En avant, le lac Moreno et au fond le lac Nahuel Huapi.